# Liebenzeller Mission

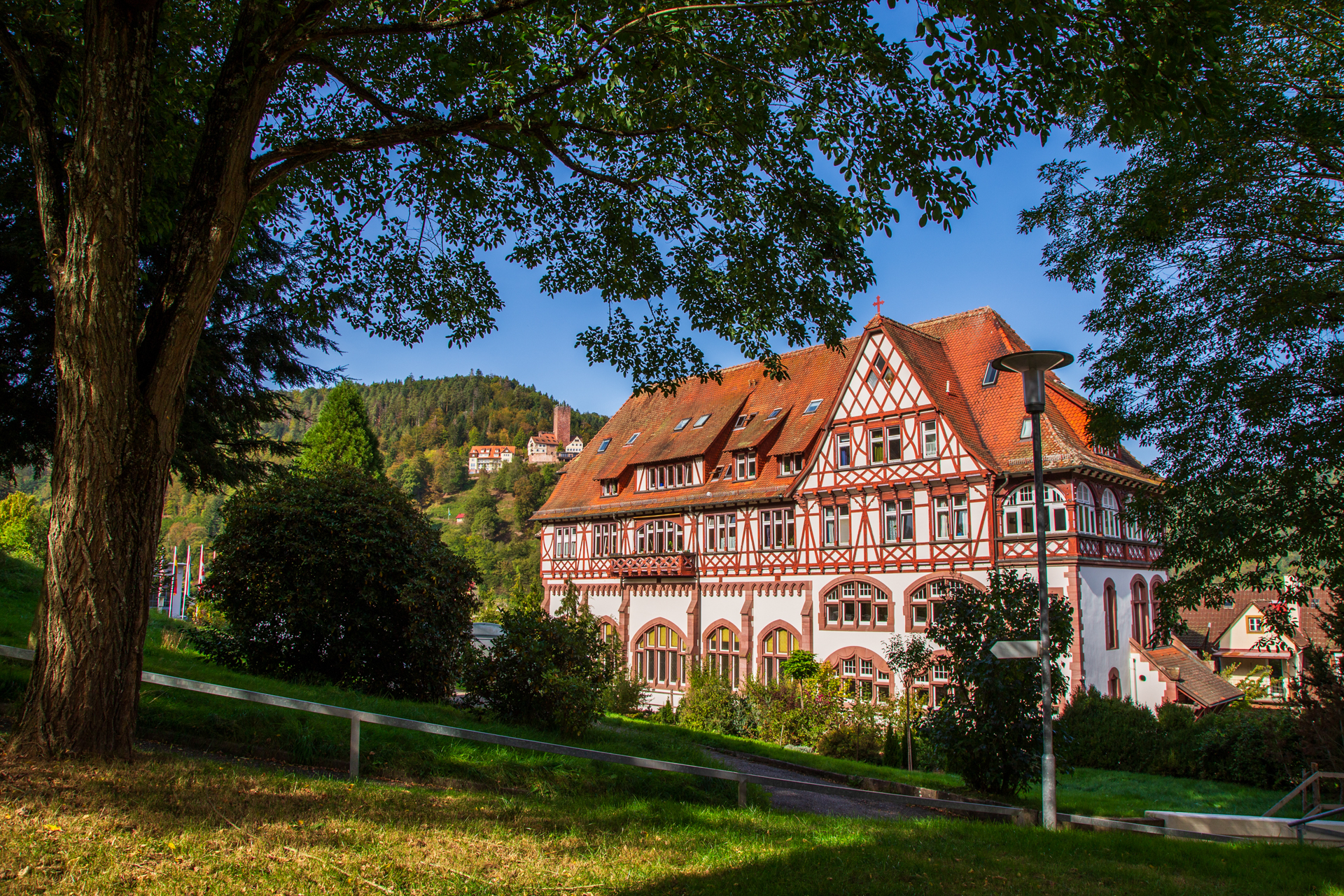
Missionshaus

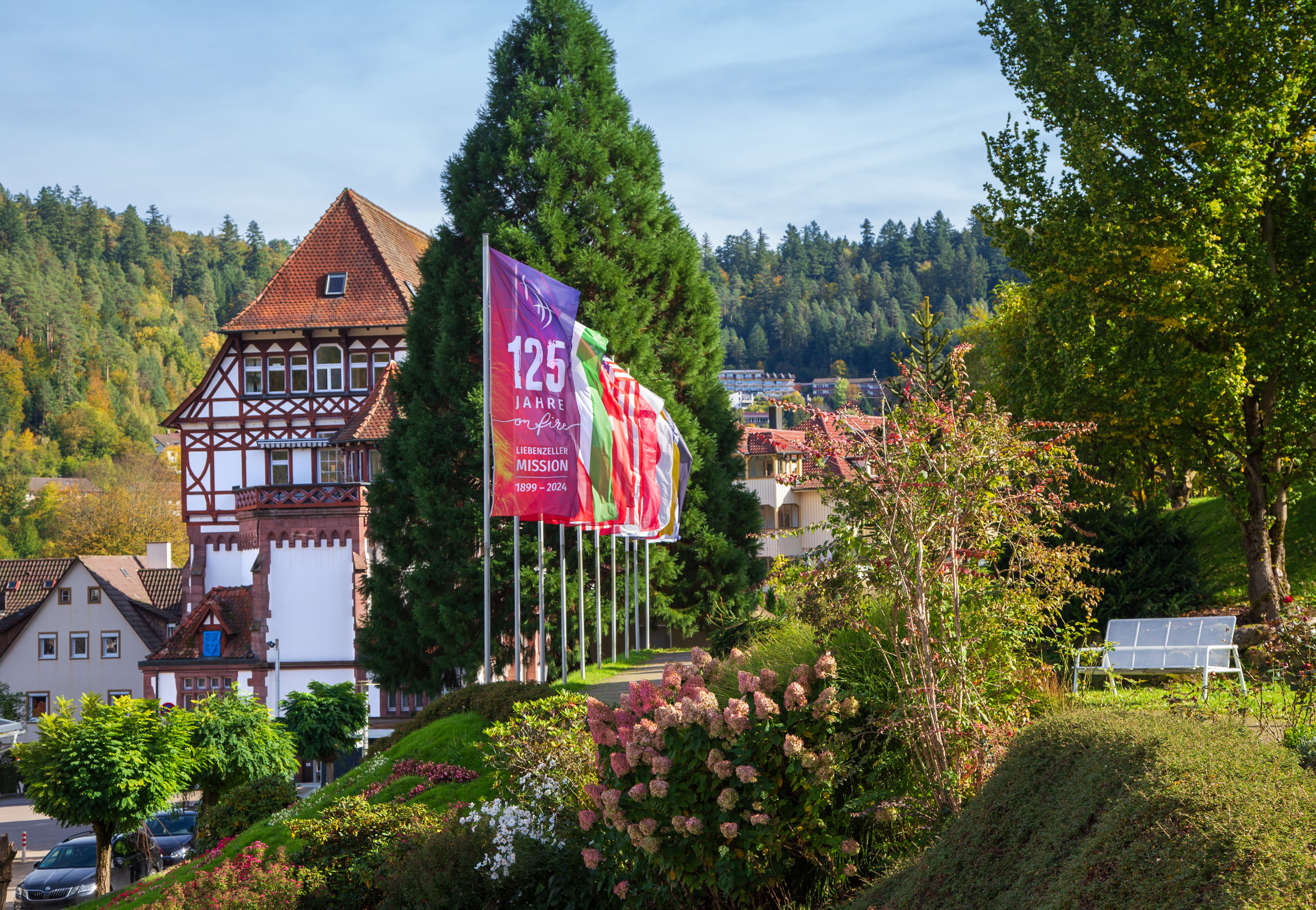
Flagge zum 125-jährigen Jubiläum

Die Liebenzeller Mission (LM) ist eine evangelische Missionsgesellschaft mit Sitz in Bad Liebenzell und arbeitet als freies Werk weltweit in überkonfessioneller Partnerschaft. Sie ist Mitglied im Diakonischen Werk und ist mit der Evangelischen Landeskirche in Württemberg verbunden. Der erste Namensteil steht für den Sitz der Organisation und Mission steht für den Zweck der Organisation: Menschen in verschiedenen Ländern weltweit werden zum Glauben an Jesus Christus eingeladen. Ferner wird Lebenshilfe unabhängig von sozialer, religiöser, politischer und nationaler Herkunft angeboten.
Die LM hat rechtlich selbständige Zweige in Deutschland, USA, Japan, Kanada, Schweiz, Österreich und Ungarn. Diese Zweige haben sich zur Liebenzeller Mission International (LMI) zusammengeschlossen.
Missionsleiter ist seit September 2023 David Jarsetz, nachdem Johannes Luithle zum Ende August 2023 sein Amt als Direktor abgab.

## Geschichte

### Gründungsgeschichte
Die Liebenzeller Mission ist aus der China-Inland-Mission entstanden. Am 13. November 1899 wurde der deutsche Zweig auf Initiative von Hudson Taylor durch Heinrich Coerper gegründet. Im Jahre 1902 zog die Mission von Hamburg in die Kleinstadt Liebenzell, die erst 1926 den Namenszusatz „Bad“ erhielt. Seit 1904 strebte der deutsche Zweig an, sich von der englischen Organisation unabhängig zu machen. Dies geschah am 6. Juli 1906, als die Missionsgesellschaft selbständig und in „Liebenzeller Mission“ umbenannt wurde. Seit 1937 steht auf dem Gelände im Haus Elim eine „dauernde Missionsschau zur Besichtigung zur Verfügung, um die einzelnen Arbeitsgebiete der Liebenzeller Mission anschaulich vor das Auge der Missionsfreunde führen zu können“. Dieses Missionsmuseum ist inzwischen für alle Besucher zugänglich.
Bereits im Gründungsjahr 1899 reiste Heinrich Witt als erster Missionar nach China aus. Durch die China-Inland-Mission wurde die chinesische Provinz Hunan als Arbeitsgebiet zugeteilt, wo eine Arbeit unter Blinden begonnen und Krankenhäuser, Schulen und Waisenheime gegründet wurden. Bis zu 80 Missionare mit 202 chinesischen Mitarbeitern waren an 21 Haupt- und 172 Außenstationen tätig. Nach der Machtübernahme der Kommunisten in China mussten alle Missionare das Land verlassen. 1953 kehrten die letzten nach Deutschland zurück.

### Die Liebenzeller Mission in der Zeit des Nationalsozialismus
Wie viele andere pietistische Personen und Werke war auch die Liebenzeller Mission mehrheitlich nationalkonservativ und kaisertreu eingestellt. Denn Liberalismus, Sozialismus und die Weimarer Republik waren in diesen Kreisen negativ besetzt. Ein latenter Antisemitismus gehörte schon früher zu dieser Sichtweise, die zusätzlich theologisch durch den Fluch des Messiasmordes leicht begründet werden konnte. Die Missionsleitung unter Ernst Buddeberg ordnete 1936 an, dass jüdische Personen wie Ärzte zu meiden seien. Adolf Hitler und die nationalsozialistische Bewegung und Herrschaft wurden oft positiv gesehen und teilweise aktiv unterstützt. Etwa die Hälfte der deutschen Missionare in China waren sogar Parteimitglieder, es gab aber auch einige entschiedene Nazigegner. Nach dem Zweiten Weltkrieg 1945 zeigte nur einer der Missionsleitung, Adolf Sauter, öffentlich Reue. Ansonsten setzte ein jahrzehntelanges Verdrängen und Schweigen über die beschämende, unheilvolle Teilkollaboration mit dem nationalsozialistischen Regime ein.
Im Rahmen ihres Pfingstmissionsfestes im Mai 2015 veröffentlichte die Organisation unter der Leitung von Detlef Krause ihre Geschichte zur Zeit des Nationalsozialismus. Die Leitung der LM hatte den Historiker Helmuth Egelkraut gebeten, über diese Zeit zu recherchieren. Egelkraut zufolge herrschte damals eine antijudaistische Stimmung und die Machtübernahme Hitlers wurde begrüßt. Der damalige Missionsdirektor Ernst Buddeberg „vertrat einen Antisemitismus, der sich in nichts von der Judenfeindschaft seiner Umwelt unterschied“. Die heutige Leitung drückte ihre Betroffenheit über die Verstrickung des Missionswerks mit dem Nationalsozialismus aus. Mit einem öffentlichen Bußakt bekannte sich die LM zu diesem dunklen Kapitel ihrer Geschichte und bat um Vergebung.

## Arbeitsgebiete
Im Gegensatz zu OMF International (ehemals Überseeische Missions-Gemeinschaft bzw. China-Inland-Mission) hat sich die Liebenzeller Mission nicht auf Asien beschränkt. Sie arbeitet mit rund 250 Missionaren in 26 Ländern (u. a. Papua-Neuguinea, Mikronesien, Burundi, Sambia, Japan, Spanien, Frankreich, Russland) und ist damit eine der größten deutschen Missionsgesellschaften. Die Zusammenarbeit erstreckt sich überkonfessionell auf über 75 Kirchen und Organisationen, sowie der regelmäßigen finanziellen Unterstützung von über 200 einheimischen Mitarbeitern. In Deutschland engagiert sich die LM mit Missionaren in Mecklenburg-Vorpommern (Neubrandenburg und Rostock) sowie in Berlin. Die LM engagiert sich in der Jugendarbeit in Zusammenarbeit mit dem Jugendverband Entschieden für Christus (EC), sie arbeitet überkonfessionell. Die meisten Missionare sind in den Bereichen Evangelisation und Gemeindegründung tätig. Das geschieht in Zusammenarbeit mit einheimischen christlichen Gemeinden und Partnermissionen.
Arbeitsbereiche der Liebenzeller Mission sind:

### Missionsarbeit im Ausland
Über zwei Drittel der Finanzmittel der LM fließen in ihr Engagement im Ausland. Schwerpunkte der Arbeit sind:
- Gründung von christlichen Gemeinden
- Unterstützung einheimischer Kirchen
- Theologische Fortbildung
- Medizinische Arbeit
- Soziale Projekte
- Katastrophenhilfe

Kurzzeiteinsätze

Die LM bietet folgende Programme für Kurzzeiteinsätze in ihren Missionsländern:
- impact-mission: für eine Einsatzdauer zwischen 3 und 11 Monaten als Gemeindehelfer in Missionsprojekten, in Kinder- und Jugendarbeit und als Lernhelfer in Familien, teilweise als Internationaler Jugendfreiwilligendienst (IJFD).[12]
- impact-move: kombiniertes Angebot aus Jüngerschaftsprogramm und weltweitem Teameinsatz. Dauer: 9 Monate.
- impact-serve: Angebot zu Bundesfreiwilligendienst oder Freiwilligem Sozialen Jahr in der Zentrale in Bad Liebenzell oder bei den Christlichen Gästehäusern Monbachtal.

### Arbeit in Deutschland
- Kinderzentrale (KidZ)
 Es werden christliche Veranstaltungen für Kinder in Gemeinden und an Schulen durchgeführt. Zusätzlich stehen Fortbildungen für Mitarbeiter in der Jugendarbeit im Angebot. Die KidZ betreibt ein Internetangebot für Kinder „Mäxis Welt“.[13]
- Seelsorge
 Eine Seelsorgezentrale bietet persönliche Beratung sowie Schulungen und Vorträge an. Die Seelsorge-Beratungsstelle (ISBB) ist seit 1. Januar 2011 ein Arbeitszweig des Liebenzeller Gemeinschaftsverbandes.[14]
- Evangelisation
 Evangelisten stehen für evangelistische Einsätze, Vorträge, Beratung für Gemeinden zur Verfügung.
- Interkulturelle Teams Deutschland
 Die Teammitarbeiter engagieren sich für ausländische Studenten und Menschen mit Migrationshintergrund in Deutschland.[15] In Kooperation mit der Hoffnungsträger-Stiftung Leonberg gibt es seit 2018 in Bad Liebenzell zwei „Hoffnungshäuser“, ein Integrationsmodell, wo Studenten der IHL mit Flüchtlingen aus Afrika und dem Nahen Osten zusammenleben.[16]
- Gemeindegründung
 In Kooperation mit lokalen Partnern werden durch die Initiierung von Gemeinden neue christliche „Orte der Hoffnung“ geschaffen.[17]
- Jährlich finden Veranstaltungen für junge Leute statt:
  - Kindermissionsfest – seit 1933 (5500)[18]
  - Teenager-Missions-Treffen – seit 1974[19] (2000)
  - Youth Prayer Congress – seit 2000 (1200)

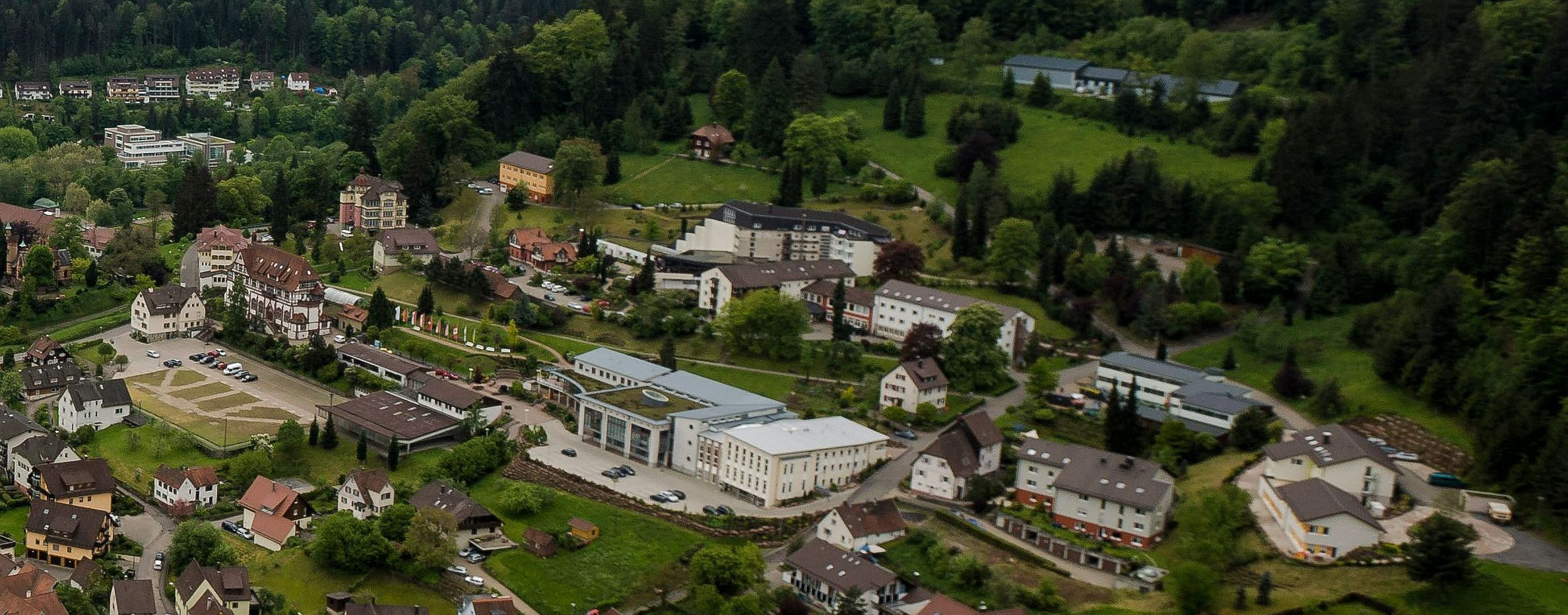
Zentrale in Bad Liebenzell

  - eXchange – seit 2009 (800)

Weitere Veranstaltungen:
- Pfingstmissionsfest
- Herbstmissionsfest

### Medienarbeit

#### Verlag
Der 1906 gegründete Verlag der Liebenzeller Mission veröffentlichte unter anderem Werke seiner Mitarbeiter, wurde 1991 an den damaligen Johannis-Verlag in Lahr/Schwarzwald verkauft und dort unter dem eigenständigen Label Edition VLM weitergeführt.

#### Zeitschriften
- Mission weltweit, quartalsweise Erscheinung, ISSN 1430-9092
- GO! – das Missionsmagazin für Kids, Erscheinungsweise: zweimonatlich, ZDB-ID 2577185-1

#### Buchhandlung
Seit 1906 ist am Standort Bad Liebenzell mit der Buchhandlung der Liebenzeller Mission eine der größten christlichen Buchhandlungen Deutschlands vertreten. 2009 wurde sie von der Stiftung Christliche Medien übernommen und als SCM Shop weitergeführt. Seit Februar 2024 ist sie Teil der Alpha Buchhandlung.

#### Fernsehproduktionen
Das Fernseh-Magazin „Weltweit am Leben dran“ wird wöchentlich über Bibel TV gesendet.

#### Video-Podcast
Seit April 2020 wird ein Podcast „Grow together“ angeboten, ein evangelistisches Projekt von, mit und für Frauen, initiiert von Judith Ebert, Larissa Meister, Luisa Rösch und Juliana König, die von ihren persönlichen Erfahrungen mit dem Glauben berichten. In jedem Clip kommt zudem eine Missionarin zu Wort. Am Schluss gibt es jeweils einen Aufruf an die Zuschauer, selbst aktiv zu werden.

## Ausbildung
Das Anliegen der Liebenzeller Mission ist es, eine theologisch qualifizierte Ausbildung zu ermöglichen, die Menschen zu missionarischem Engagement motiviert, sie sprach- und beziehungsfähig macht. Ein wichtiger Bestandteil ist deshalb ein Mentoringprogramm, das Studierenden im Bereich der Charakterbildung und geistlichen Formation hilft.

### Theologisches Seminar (ThSLM)
Das Theologische Seminar der Liebenzeller Mission (ThSLM) wurde ab September 2006 von Volker Gäckle geleitet. Dessen Studiengänge sind inzwischen ausgelaufen. Bis dahin angebotene Abschlüsse waren in Theologie ein BA und MA sowie in Gemeindepädagogik ein BA, die von der britischen Middlesex University vergeben wurden. Die Ausbildung war akademisch qualifiziert und praxisnah konzipiert.

### Internationale Hochschule Liebenzell (IHL)

Seit 1. September 2011 hat die Internationale Hochschule Liebenzell (IHL) als Nachfolger des Theologischen Seminars den Lehrbetrieb aufgenommen. Sie bietet folgende Studiengänge an:
- Bachelor-Studiengänge (B.A.) in Evangelischer Theologie, in „Theologie / Pädagogik im interkulturellen Kontext“ und – dieser Studiengang ist in Deutschland einzigartig – in „Theologie / Soziale Arbeit im interkulturellen Kontext“ sowie den rein englischsprachigen Studiengang „Theology / Development Studies“.[25]
- Master-Studiengänge (M.A.) in Evangelischer Theologie und „Theologie – Gemeinde – Weltchristenheit“.

### Interkulturelle Theologische Akademie (ITA)

Ein alternatives Ausbildungskonzept stellt die Interkulturelle Theologische Akademie (ITA) dar. Sie bietet seit 1. September 2012 eine theologische Fachausbildung mit 4 Studien- und 2 Praxissemestern an. Daran schließt sich eine vollzeit- oder praxisbegleitete Studienphase im In- oder Ausland an. Zum Abschluss als Gemeindehelfer/-assistent über die LM kann ein B.A. Evangelische Theologie Abschluss über die Internationale Hochschule Liebenzell (IHL) oder Global University (GU), USA, erworben werden.

### Studien- und Lebensgemeinschaft (SLG)
Die Studien- und Lebensgemeinschaft (SLG) unter der Leitung von Armin Jans bietet ein ganzheitliches Studium für die Studierenden der IHL als auch der ITA. Die SLG wurde im Jahr 2011 gegründet und bewährt sich als Studien- und Lebensmodell.

## Schwesternschaft
Die Schwesternschaft ist eine ordensähnliche, evangelische Gemeinschaft von 89 Schwestern (Stand 2023), die zölibatär leben, solange sie ihr angehören. Sie legen kein Gelübde, sondern ein Versprechen ab. Schwestern in Vorbereitung lernen die Gemeinschaft kennen, indem sie zunächst im Schwesternhaus auf dem Gelände der LM wohnen und das Leben teilen. Eine Ausbildung bei der LM oder je nach Einsatz bei anderen Ausbildungsstätten ist möglich.
Seit dem Jahr 1900 wurden Frauen aufgenommen, die für den Einsatz in China und später – ab 1906 – in der Südsee geeignet waren. Die ersten Schwestern reisten 1903 nach China aus. Für den Verkündigungsdienst absolvierten sie zuvor eine theologische Ausbildung. Ab 1913 wurden Schwestern auch in Deutschland in der Gemeinschaftsarbeit eingesetzt. Erst 1922 bekamen die Schwestern, die in Deutschland arbeiteten, auf ihren Wunsch hin eine Schwesterntracht. Ab 1930 wurden Schwestern auch in der Krankenpflege eingesetzt. Zeitgleich wurden Missionare in neue Gebiete entsandt. So reisten neben den Missionaren auch Schwestern der Liebenzeller Schwesternschaft als Missionsschwestern nach Japan und Palau in Mikronesien. Später arbeiteten sie auch als theologische Dozentinnen, in der Gästearbeit, in der Verwaltung und in der Gemeindekrankenpflege. Erst 1936 konstituierte sich die Schwesternschaft als Schwesternverband und trat dem Bund Deutscher Gemeinschafts-Diakonissenmutterhäuser mit Sitz in Aue bei, der Mitglied der von Auguste Mohrmann während der NS-Zeit gegründeten Diakoniegemeinschaft war. Bis heute spielt die Liebenzeller Schwesternschaft eine wichtige Rolle in der Arbeit der Liebenzeller Mission. Oberin ist seit 2023 Marianne Stapfer als Nachfolgerin von Johanna Hägele.

## Finanzierung
Die Finanzierung erfolgt durch Spenden von Einzelpersonen als auch durch Stiftungen sowie durch Legate. 2018 wurden der Liebenzeller Mission 11,8 Millionen Euro an Spenden und knapp eine Million Euro an Vermächtnissen überlassen. Der Spendenbedarf für das Jahr 2022 wurde mit 14,75 Millionen Euro beziffert. Die Arbeit der LM wird auch durch ehrenamtliches Engagement getragen. Unterstützer stellen neben ihren finanziellen Beiträgen auch Zeit und Fachwissen zur Verfügung.

## Missionsleitung
- David Jarsetz (Missionsleiter)
- Volker Gäckle (Rektor der IHL)
- Thomas Haid (kaufm. Geschäftsführer)

## Partner
Die Liebenzeller Mission ist ein freies Missionswerk, das im Rahmen der evangelischen Landeskirche eng mit den folgenden pietistischen Gemeinschaftsverbänden zusammenarbeitet:
- Liebenzeller Gemeinschaftsverband
- Süddeutscher Gemeinschaftsverband
- Evangelischer Gemeinschaftsverband Rhein-Main
- Südwestdeutscher Jugendverband Entschieden für Christus

## Tochtergesellschaften

### Freizeiten und Reisen
Was 1953 mit Singe-Freizeiten der Missionsschwester Lydia Ewald begann, weitete sich aus, bis 1971 unter Führung von Albert Weidle ein erster Freizeitprospekt mit 17 Freizeiten in vier Ländern herausgegeben wurde. Daraus ist einer der größten christlichen Reiseveranstalter im deutschsprachigen Raum entstanden. Jährlich werden etwa 250 Freizeiten und Studienreisen als Pauschal-Gruppenreisen in mehr als 40 Ländern mit rund 7.000 Teilnehmern angeboten – bis zum 50-jährigen Jubiläum 2021 in insgesamt 105 Länder mit einer Dauer von drei bis 24 Tagen. Die Freizeiten zeichnen sich durch geistlich geprägte Programme aus.
1996 wurde die Arbeit unter ihrem damaligen Geschäftsführer Paul-Gerhardt Koch als Liebenzeller Mission Freizeiten und Reisen GmbH fortgeführt. Im Mai 2015 folgte Thomas Trommer. Aktueller Geschäftsführer ist seit Juni 2024 Ramón Haag.

### Christliche Gästehäuser Monbachtal
1975 übernahm die LM die Trägerschaft der heutigen Christlichen Gästehäuser Monbachtal, eine Ferienanlage, Familienferien- und Tagungsstätte mit christlichen Programmangeboten.

## Auszeichnungen
- 2017 wurde die Missionsgesellschaft im Rahmen eines Innovations-Wettbewerbes durch Ranga Yogeshwar im Auftrag der compamedia mit dem „Top 100“-Siegel ausgezeichnet.[42] „Die Liebenzeller Mission stellt unter Beweis, dass auch eine christliche Missionsgesellschaft innovativ sein kann“, so die Jury. Sie biete als Träger der Internationalen Hochschule Liebenzell als einziges deutsches Hilfswerk ihren rund 250 Studenten eine eigene akademische Ausbildung an. Im Ausland werden Programme von Anfang an gemeinsam mit Einheimischen entwickelt, damit diese die Hilfsmaßnahmen langfristig selbstständig weiterführen können. So auch beim Projekt „Shape Life“, einer Arbeit unter jungen Menschen in den sozialen Brennpunkten in Port Moresby, der Hauptstadt von Papua-Neuguinea.[43]
- 2018 erreichte die Missionsgesellschaft Platz 1 „Deutschlands wertvollster Arbeitgeber für das Gemeinwohl ihrer Region“ (im Landkreis Calw), bei einer durch die Wirtschaftswoche beauftragten Umfrage.[44]
- 2020 ist sie für die TV-Sendung „Hilfe, ich bin Jude – Antisemitismus heute“ aus der Sendereihe „weltweit am Leben dran“ mit dem „Aloys-Henhöfer-Preis“ ausgezeichnet worden.[45] Mit dem Film habe das Missionswerk ein Gegenelement zu Anschlägen auf jüdische Gemeinden produziert.[46]

## Persönlichkeiten

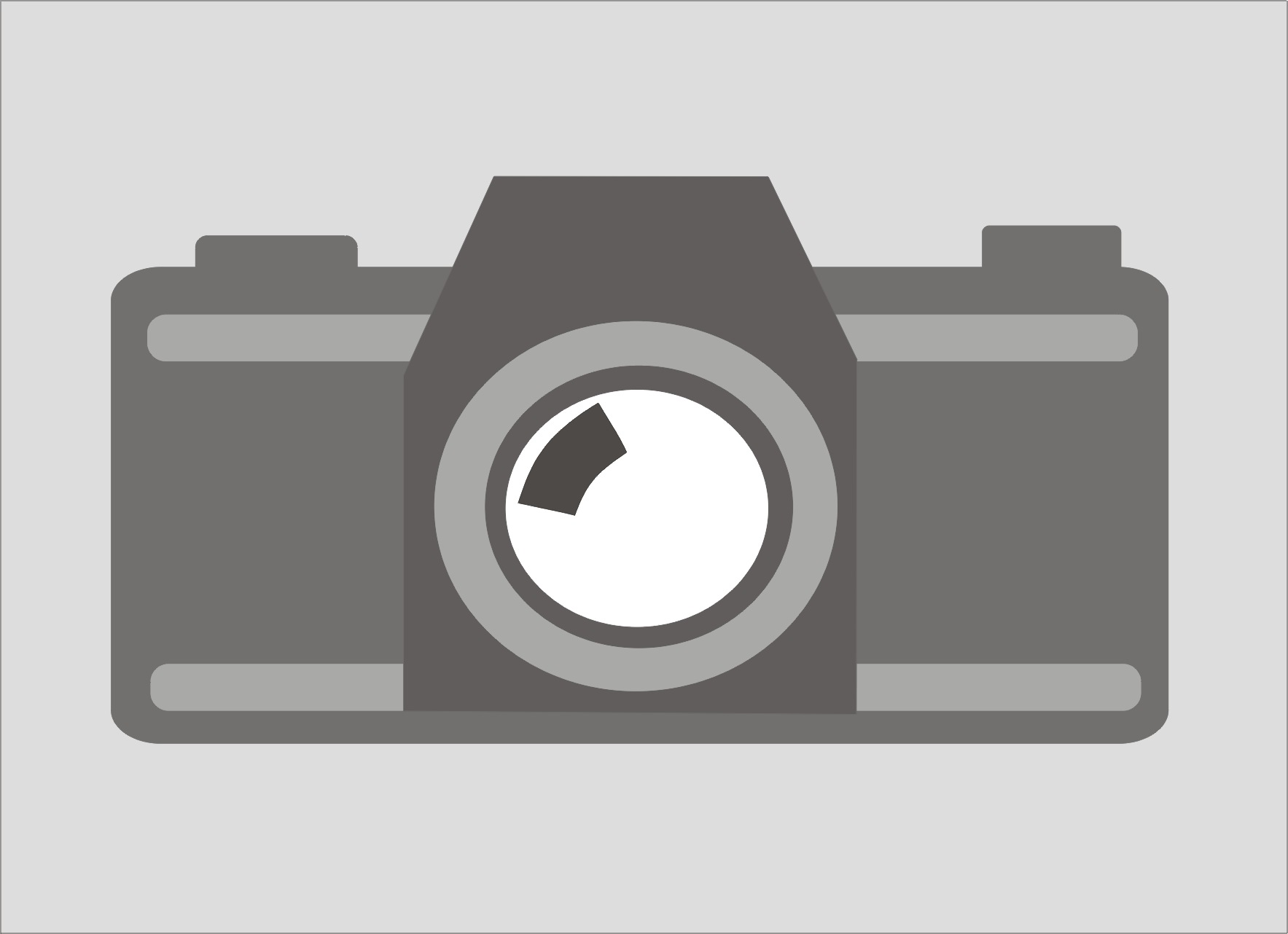
Robert Badenberg
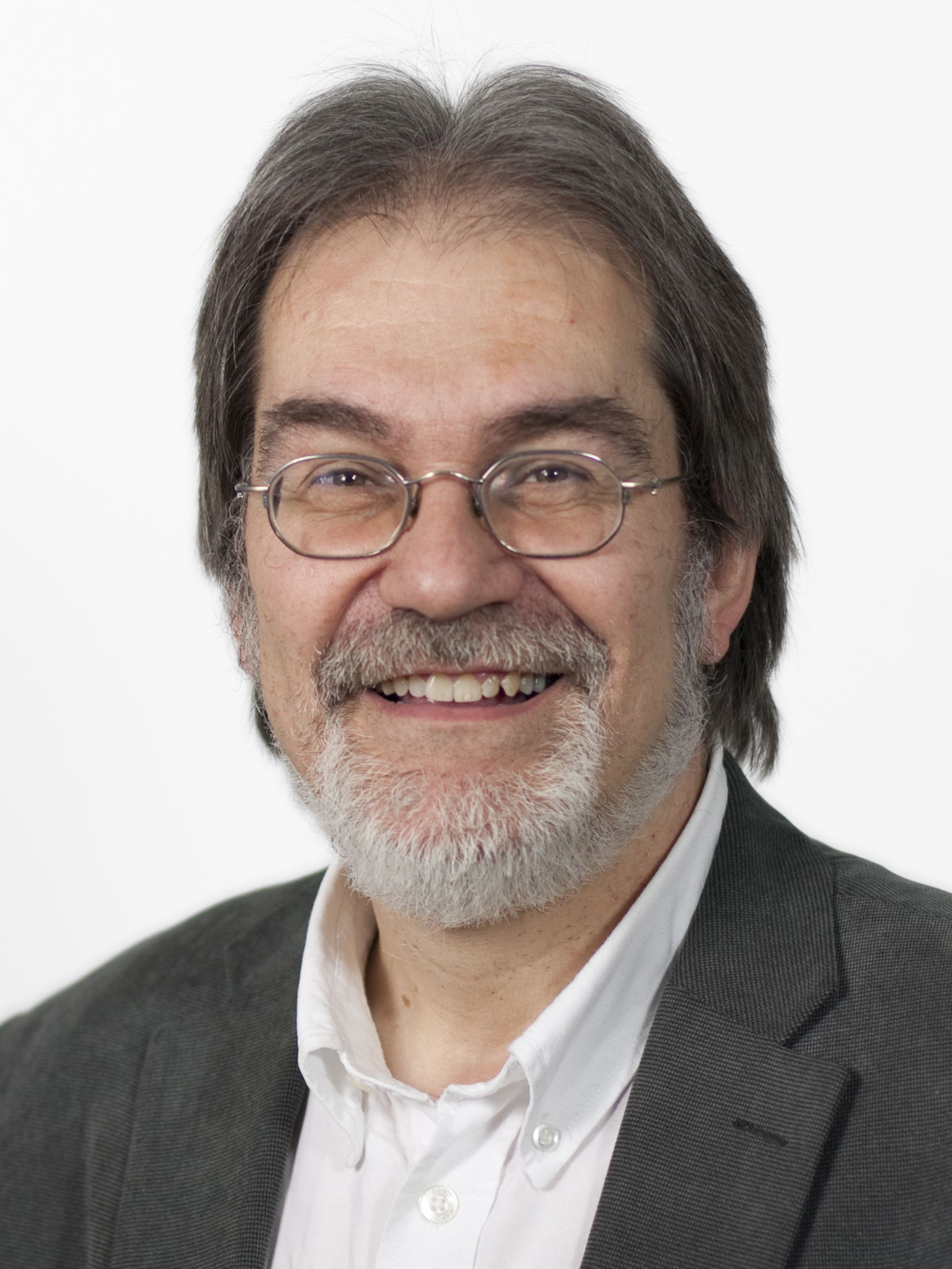
Bernd Brandl
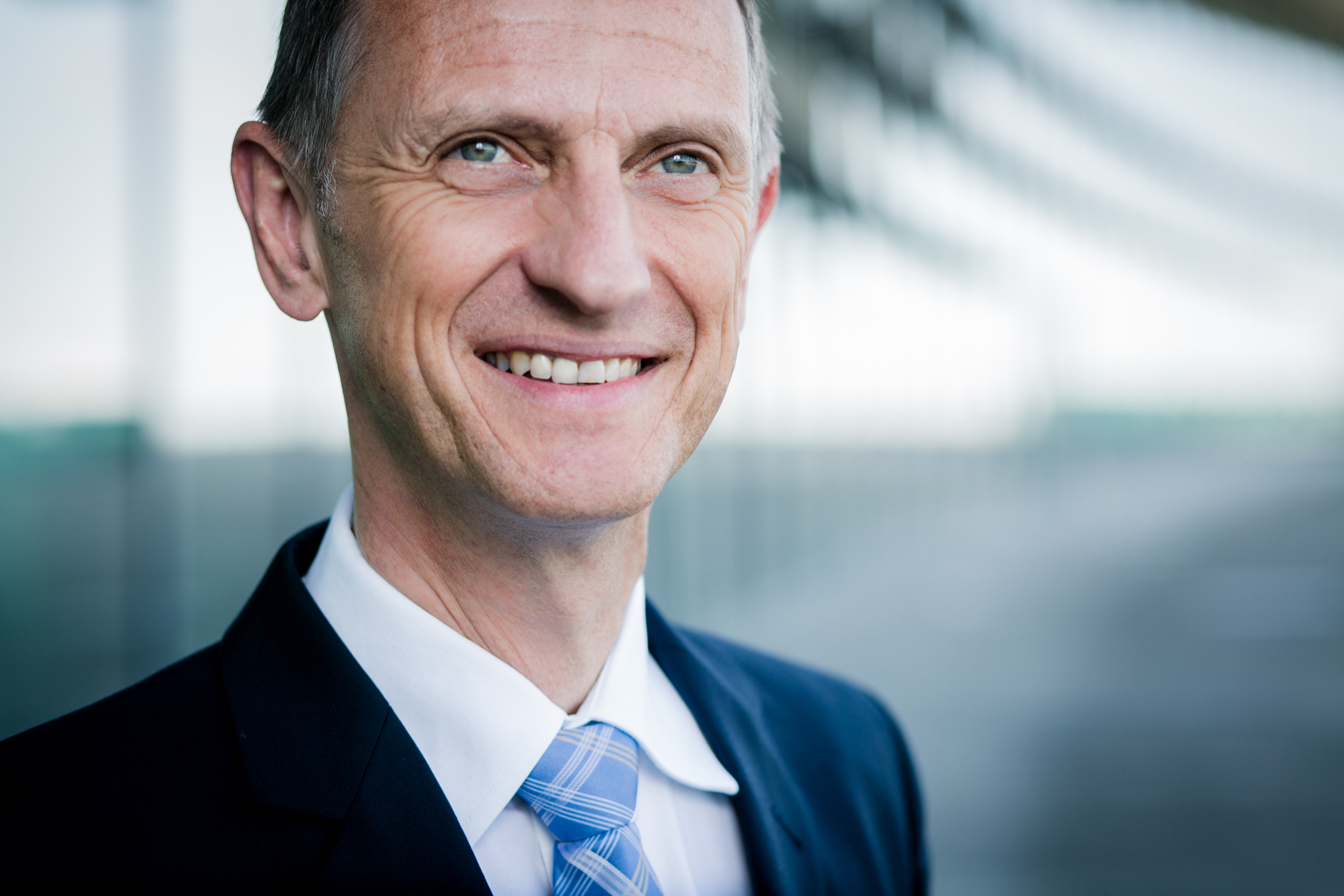
Volker Brecht
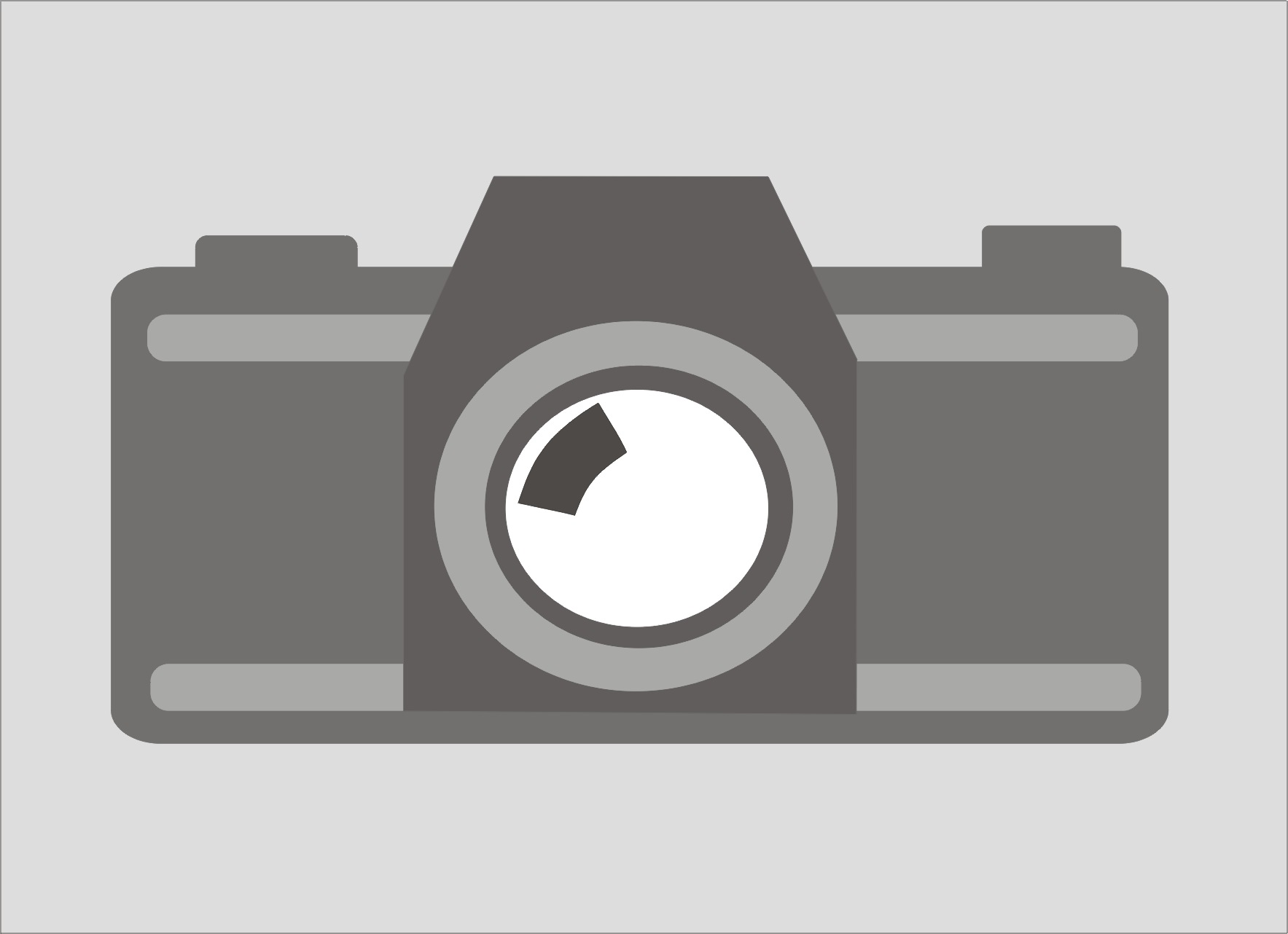
Ernst Buddeberg
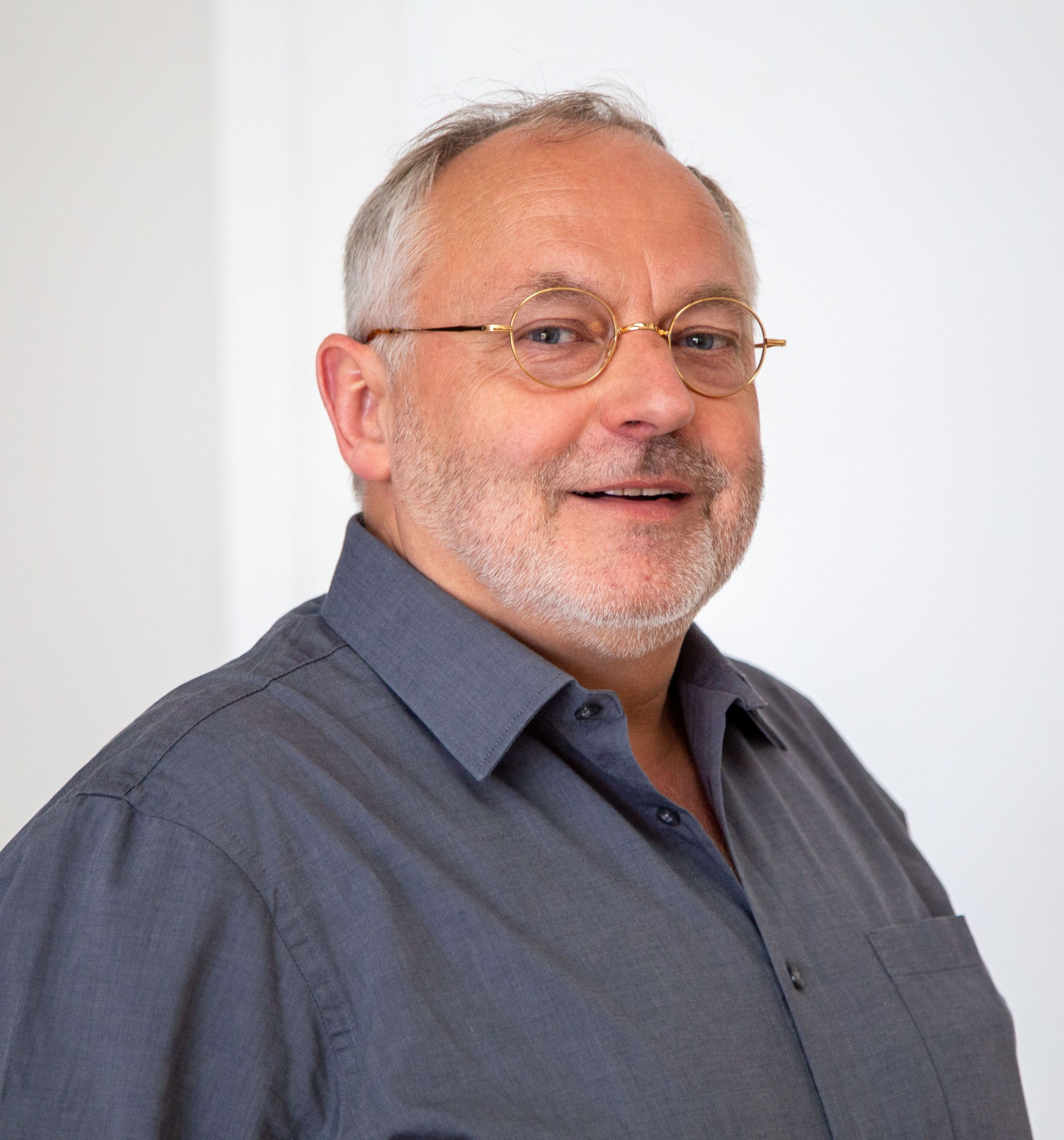
Friedemann Burkhardt
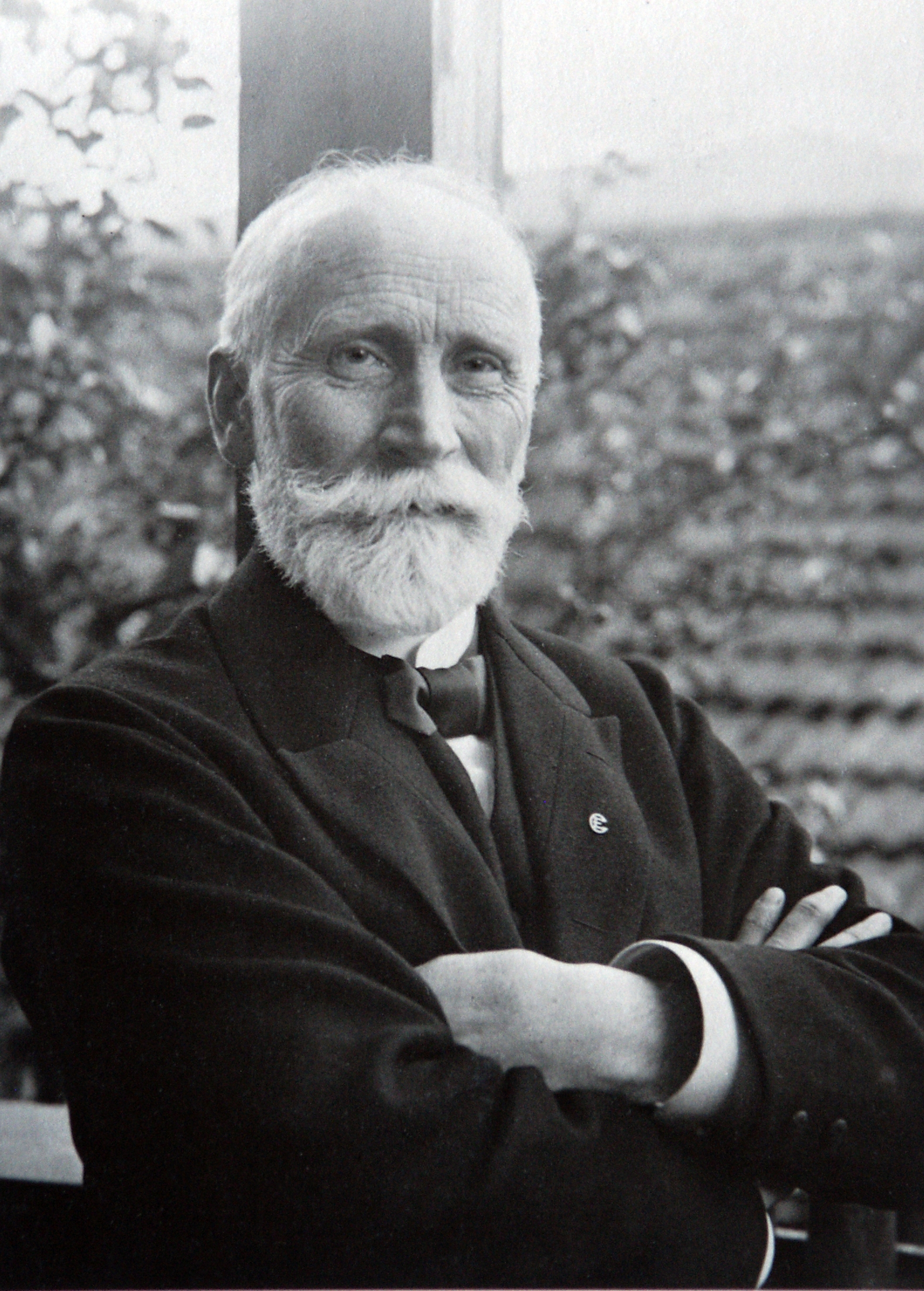
Heinrich Coerper
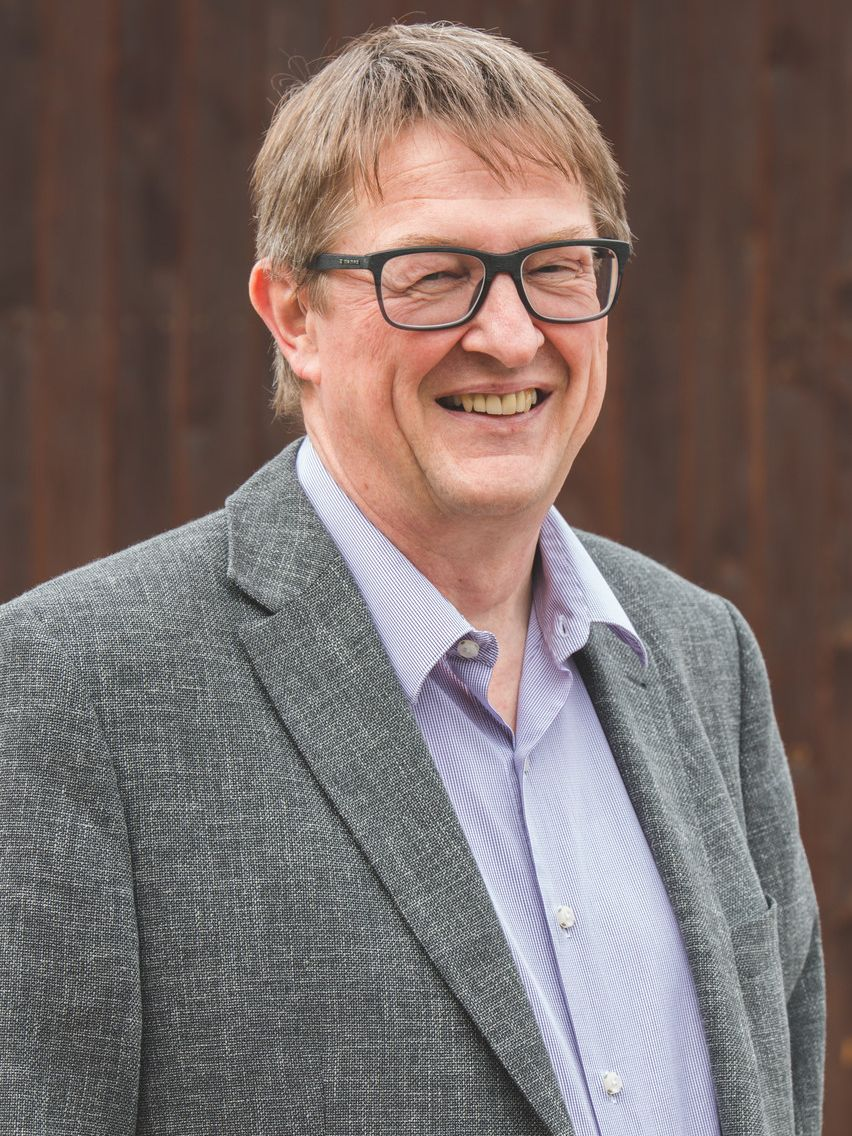
Roland Deines
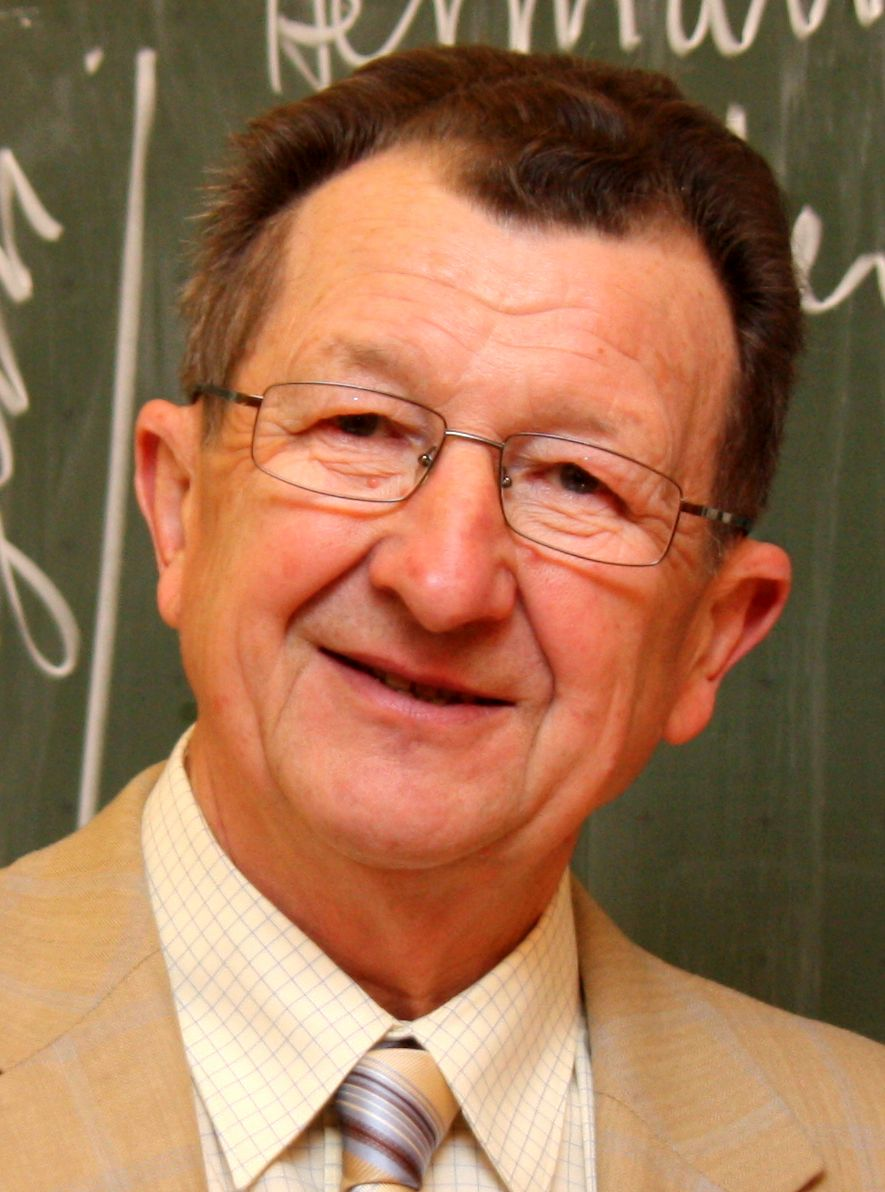
Helmuth Egelkraut
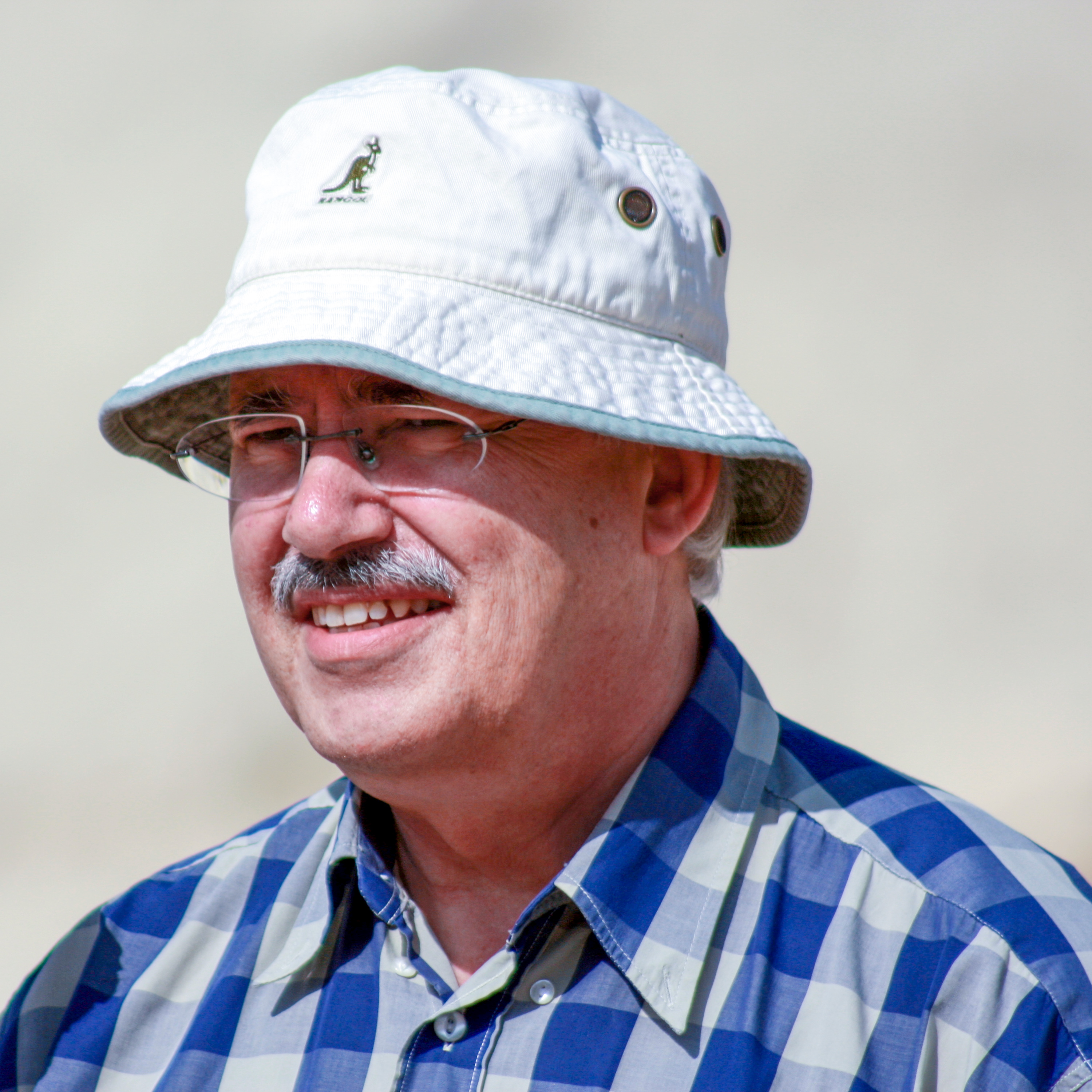
Thomas Eger
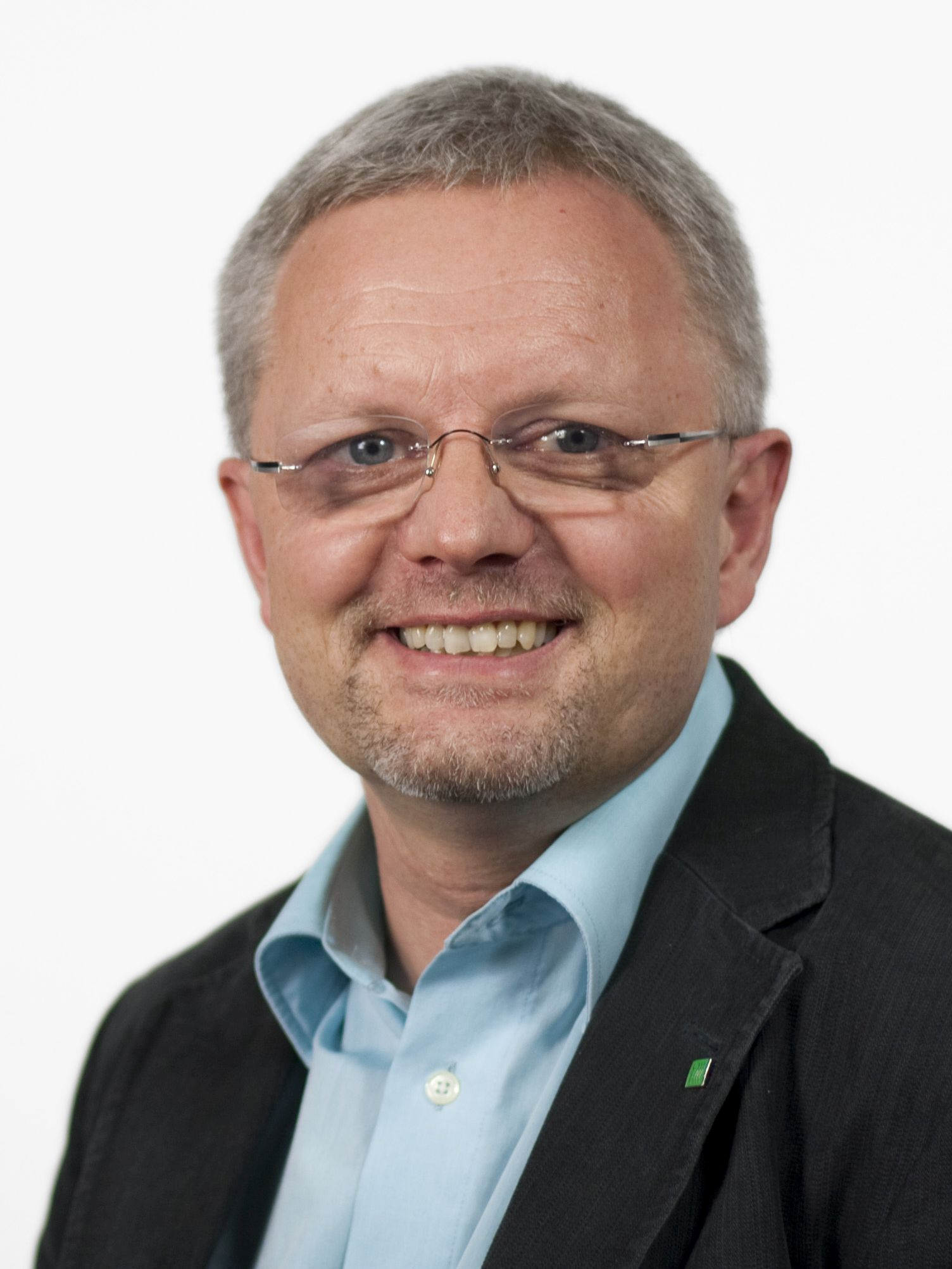
Thomas Eisinger
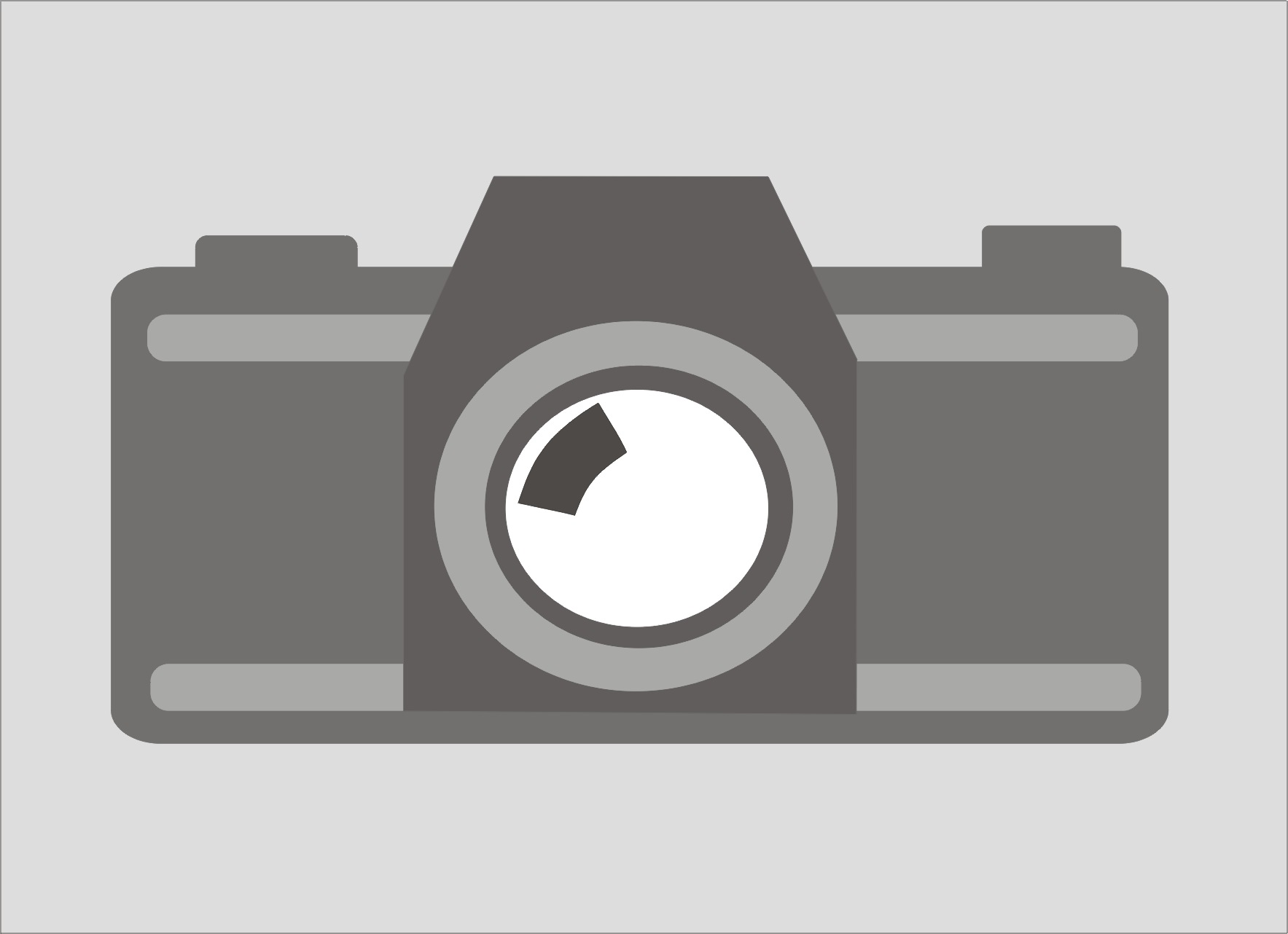
Ruth Frey
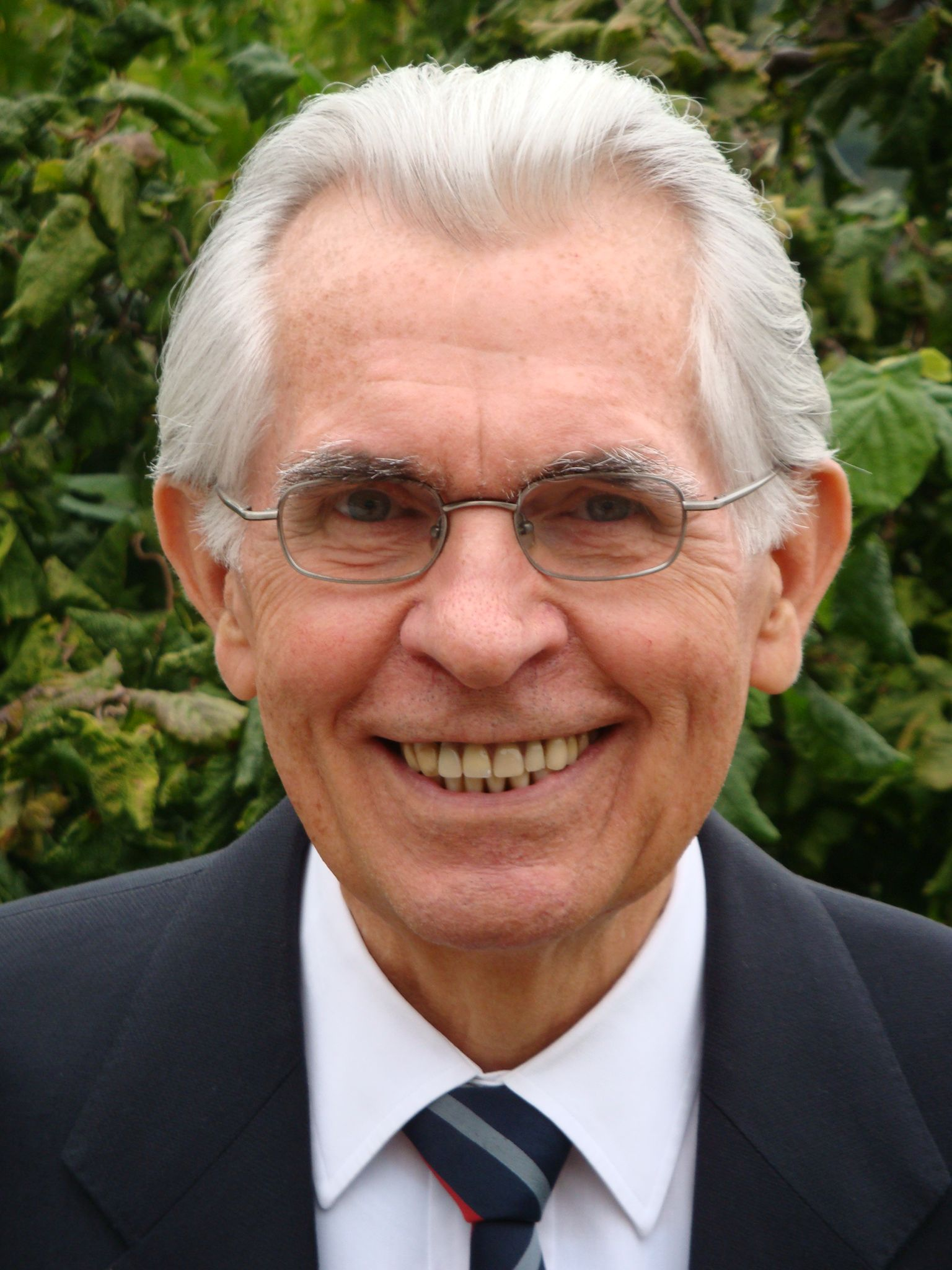
Alfred Gajan
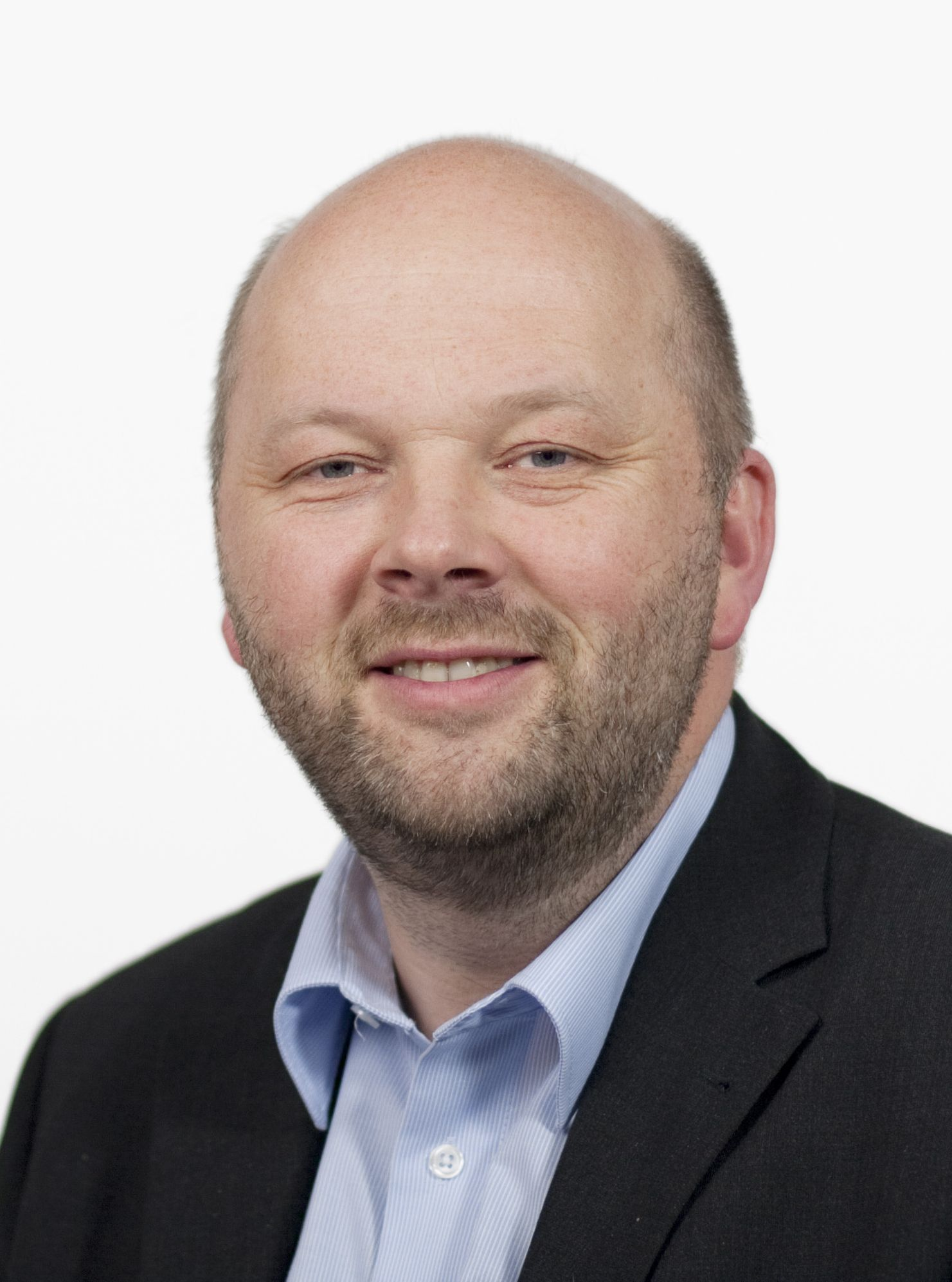
Volker Gäckle
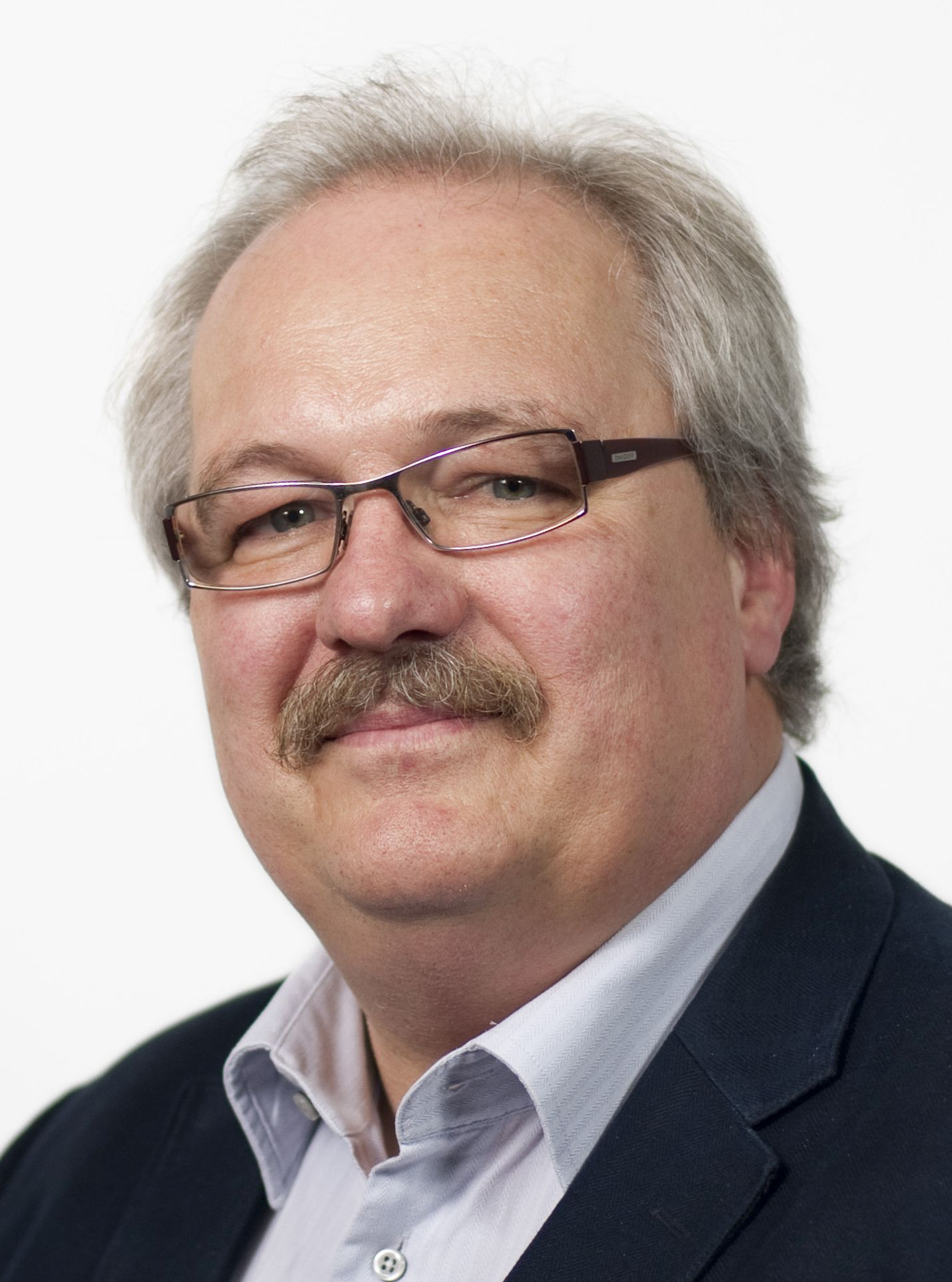
Ulrich Giesekus
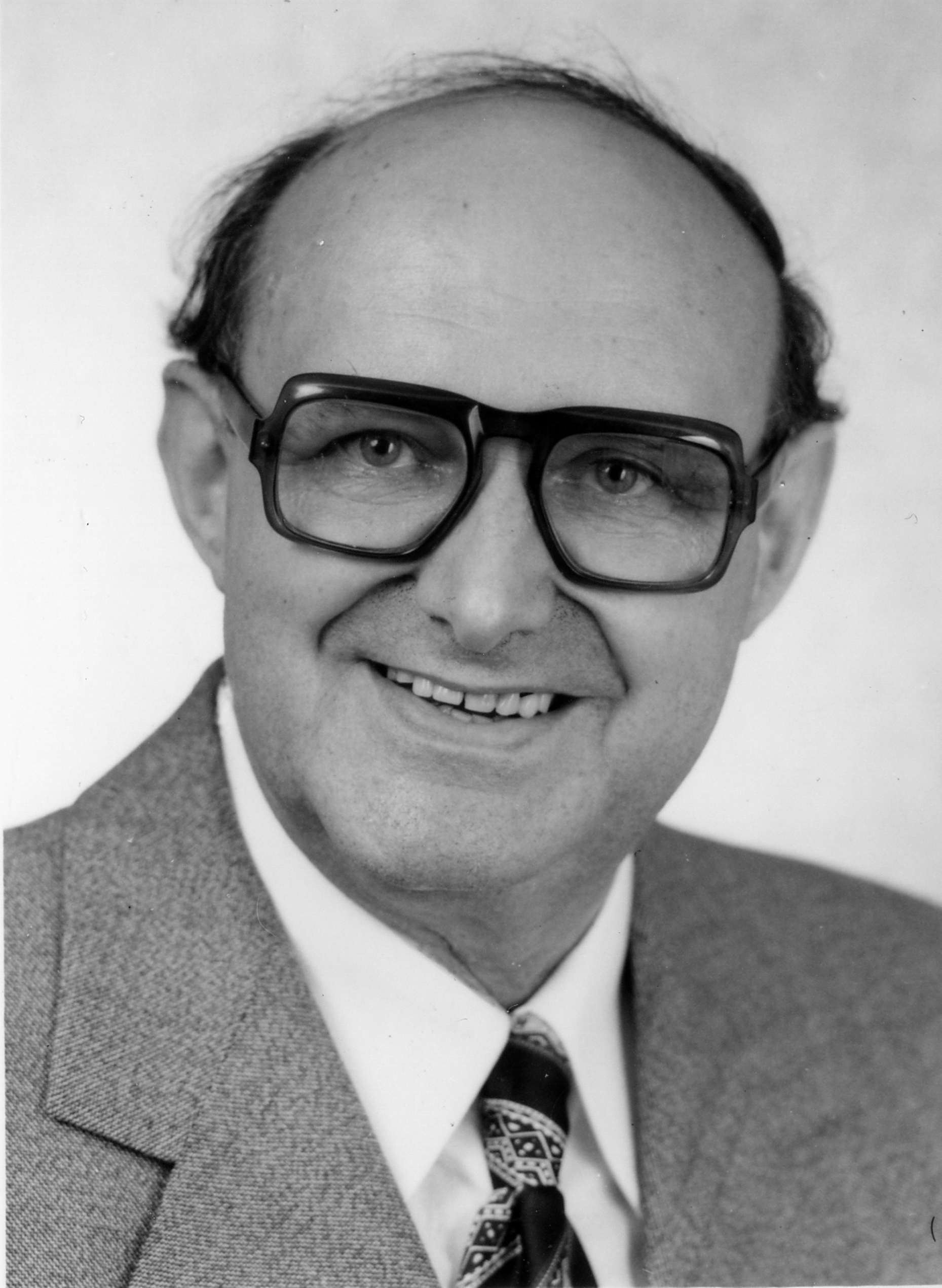
Fritz Grünzweig
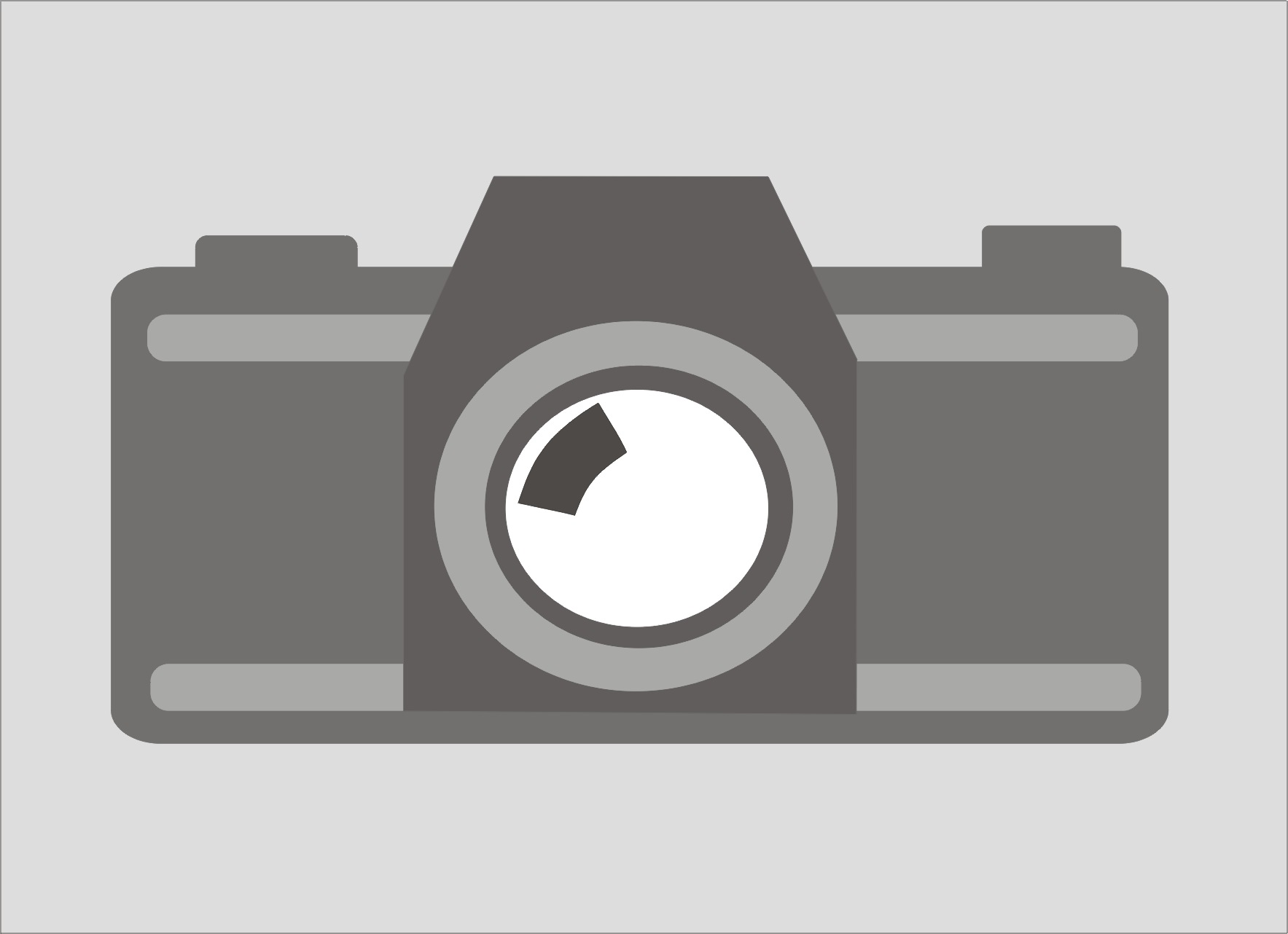
Elisabeth Hammer
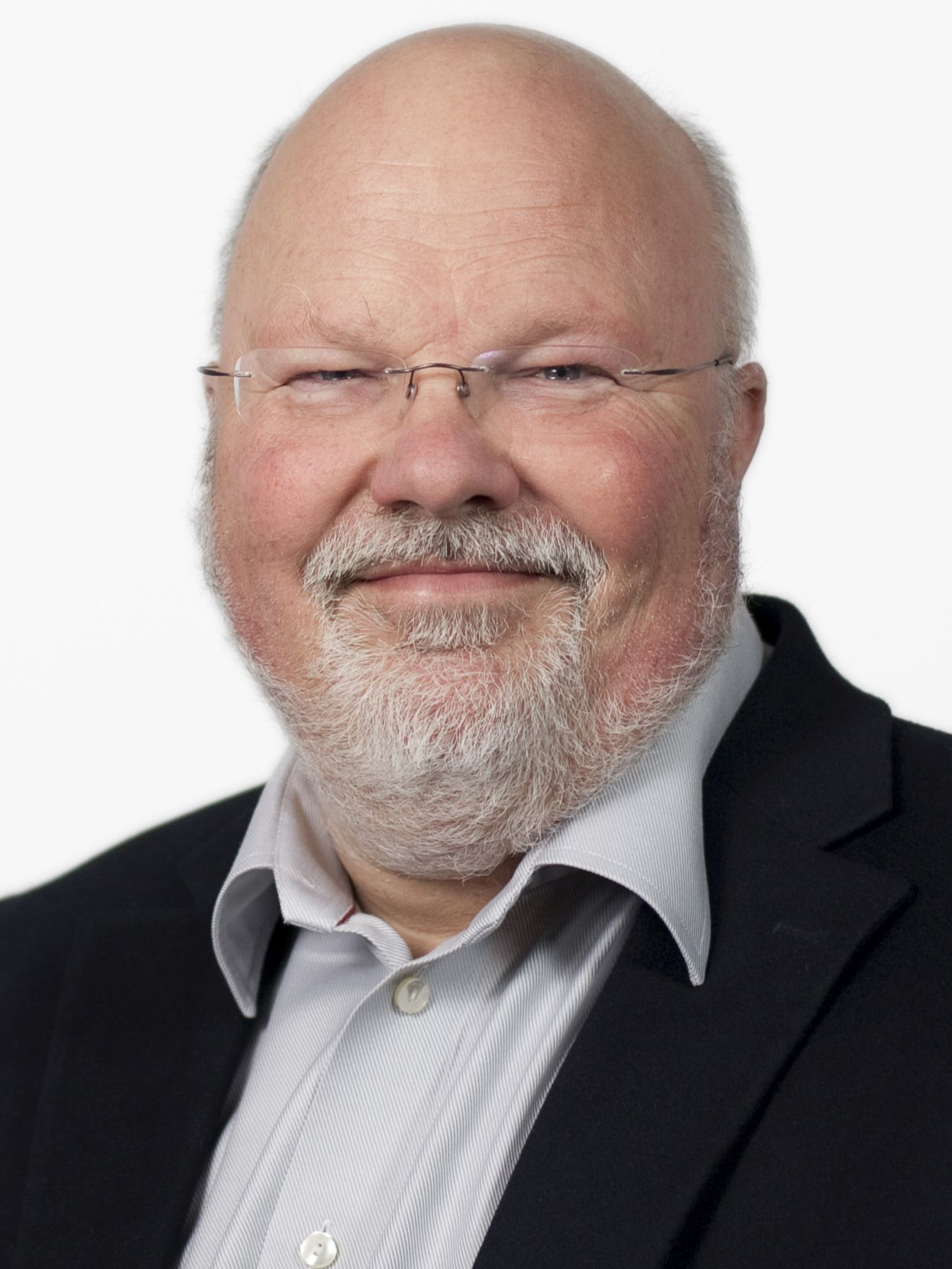
Heinzpeter Hempelmann
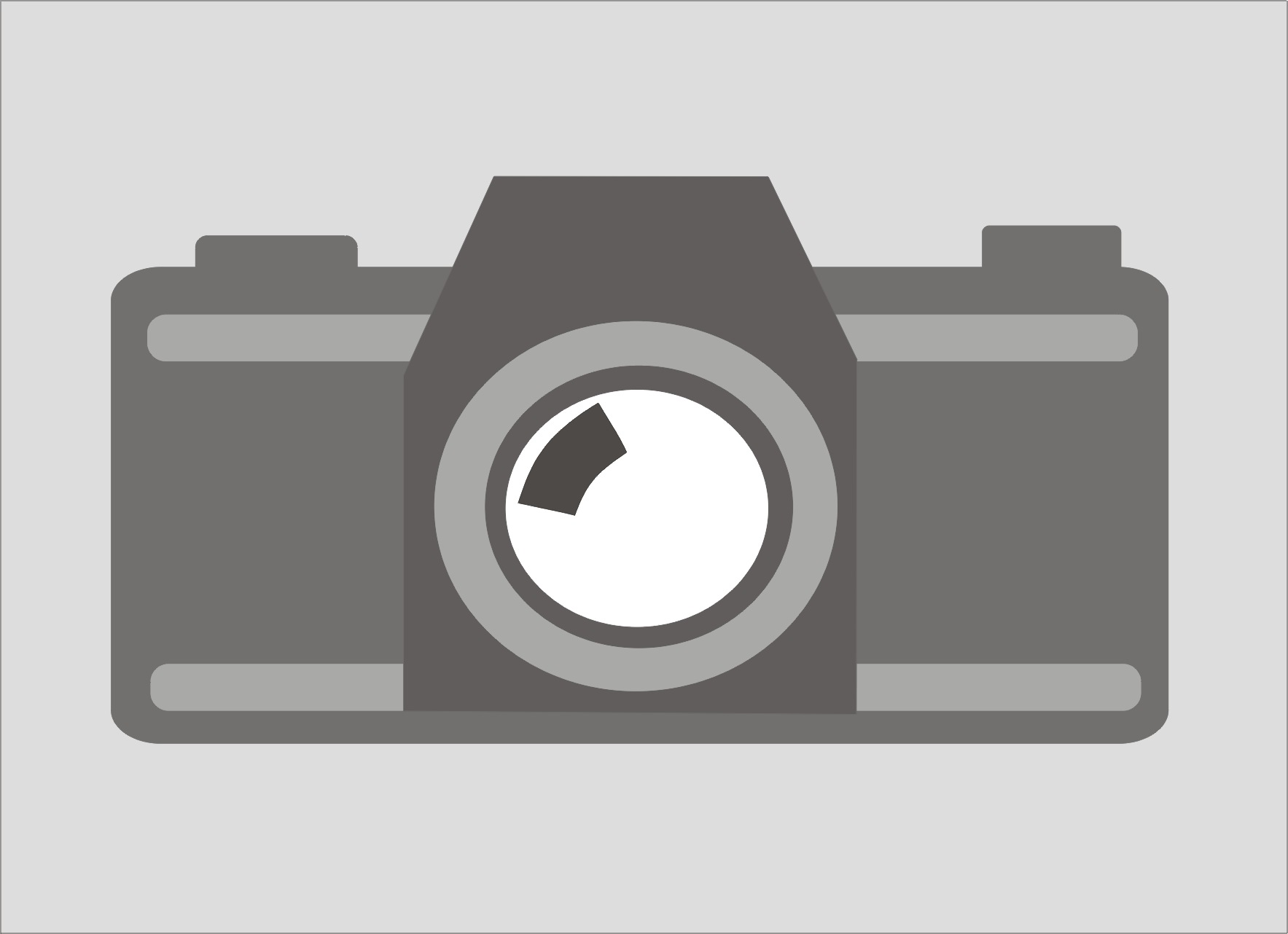
Brigitte Herbster
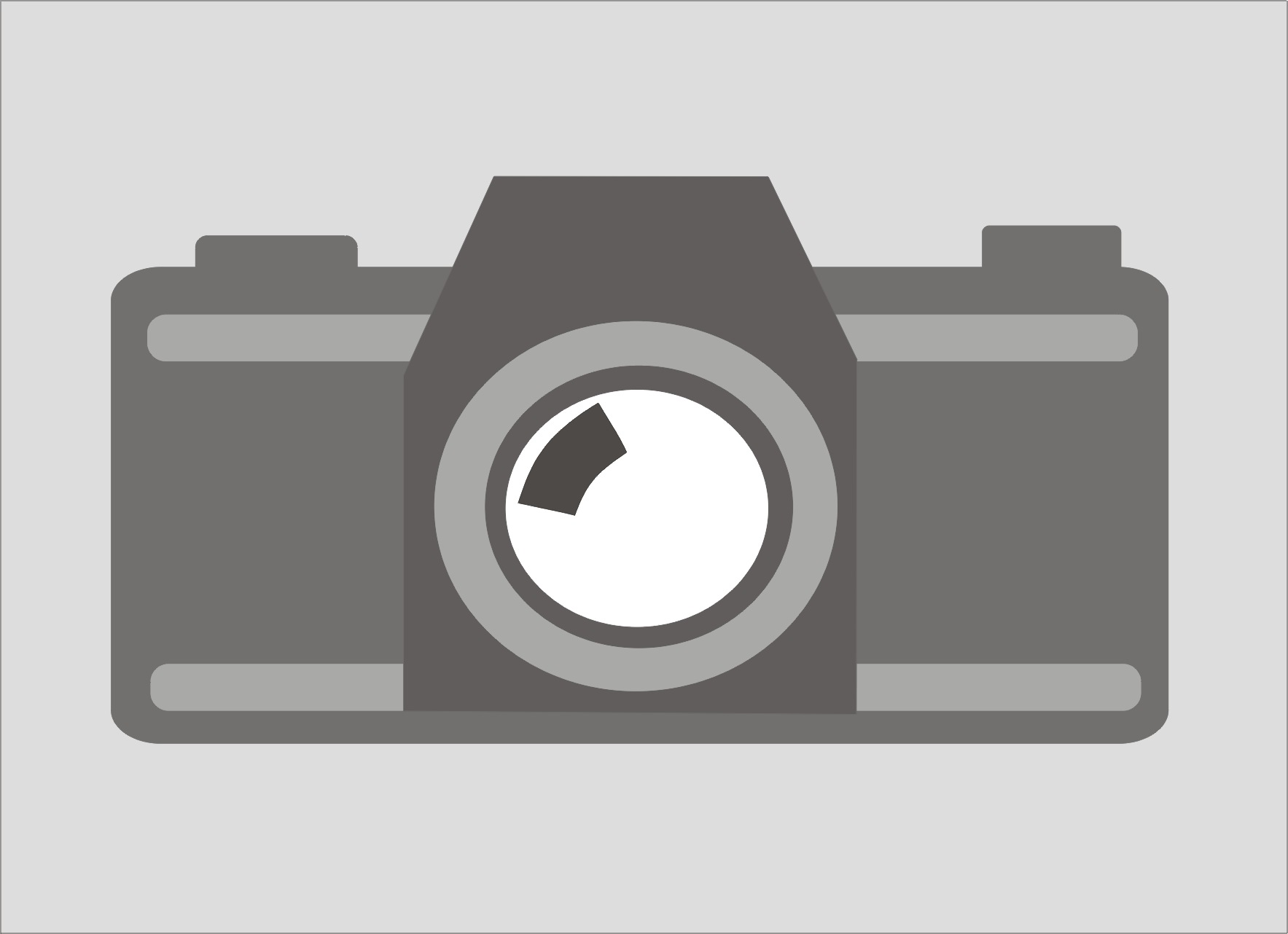
Markus Heusser
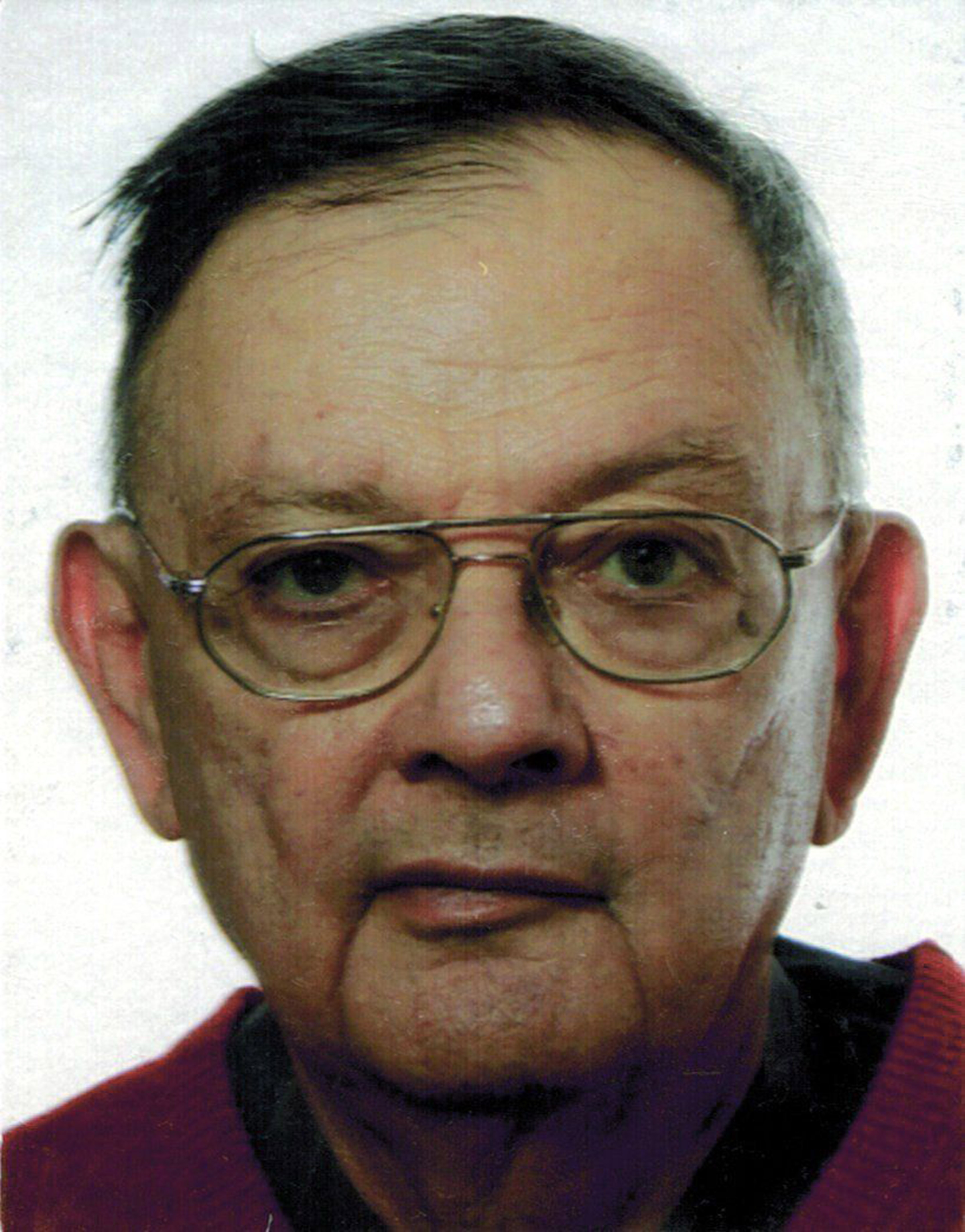
David Jaffin
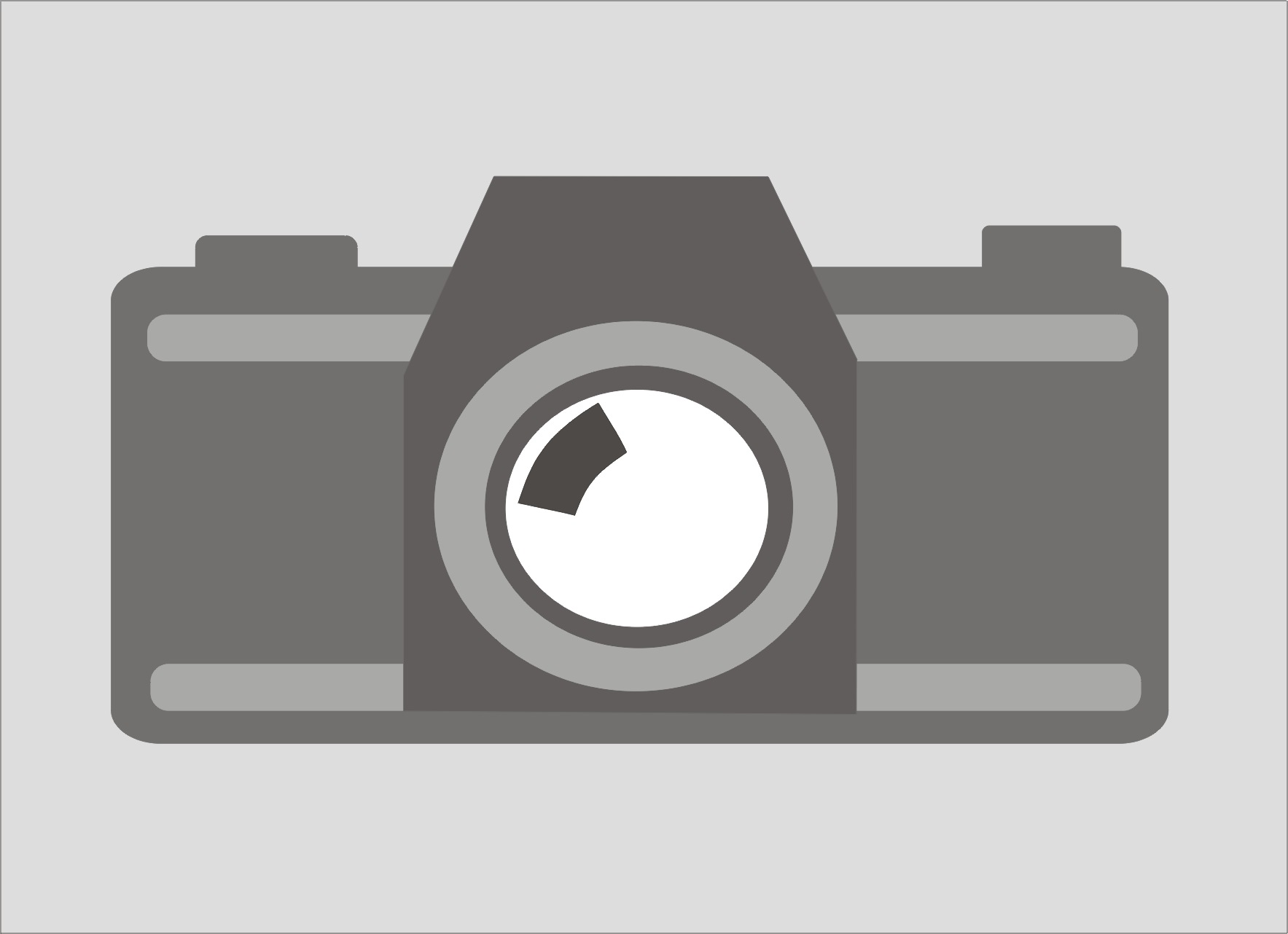
Eva Maria Jäger
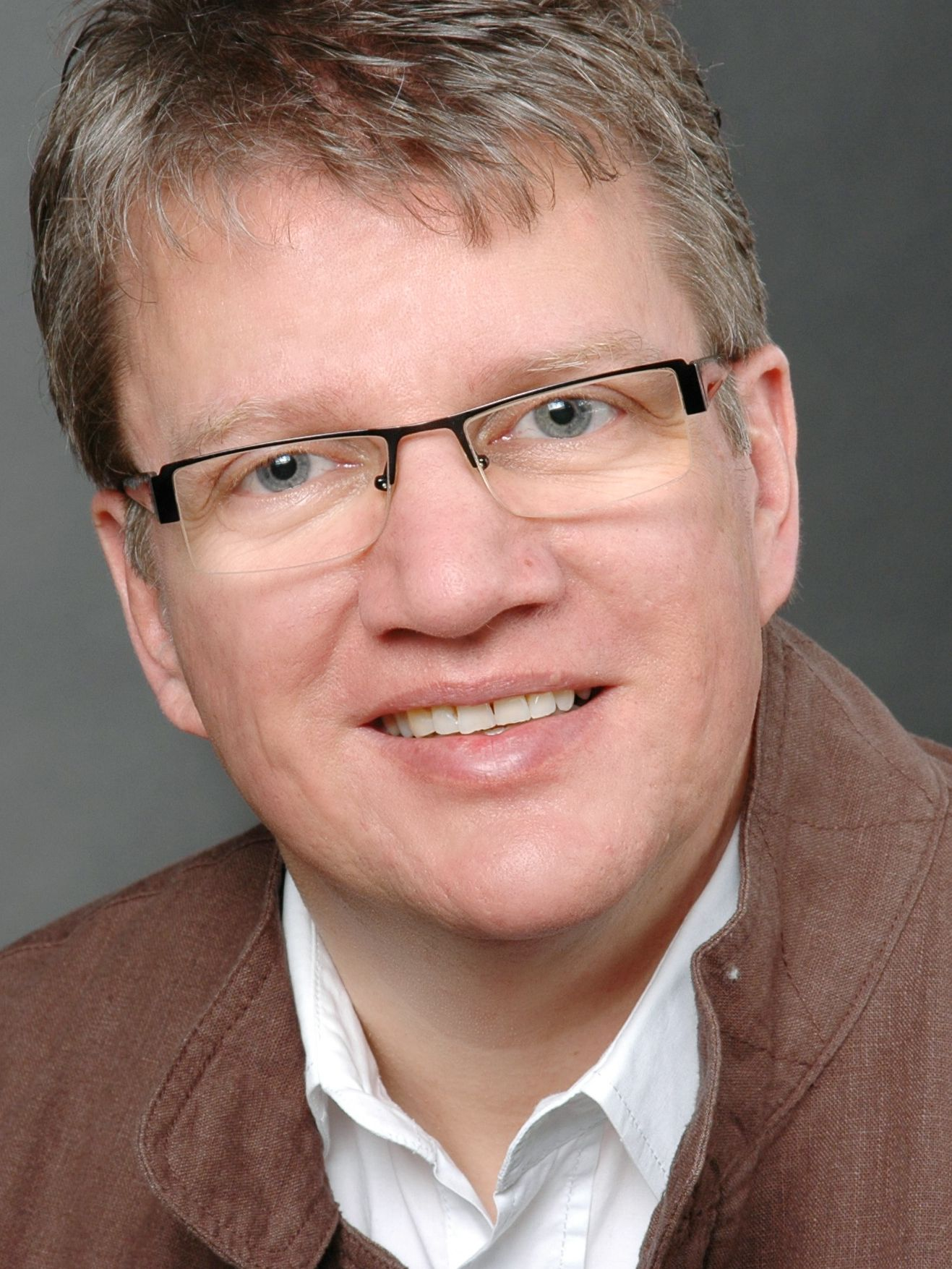
Armin Jans
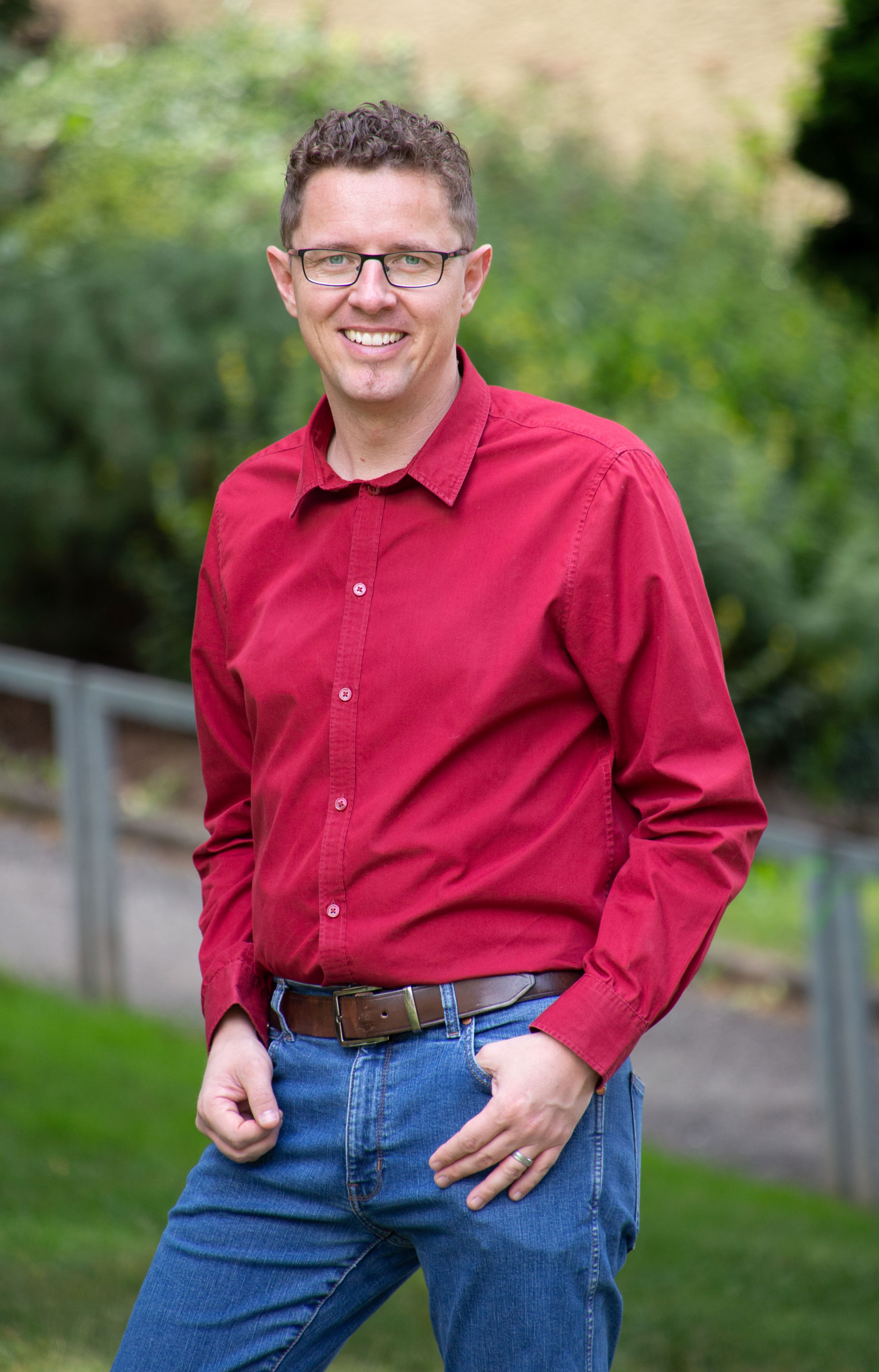
David Jarsetz
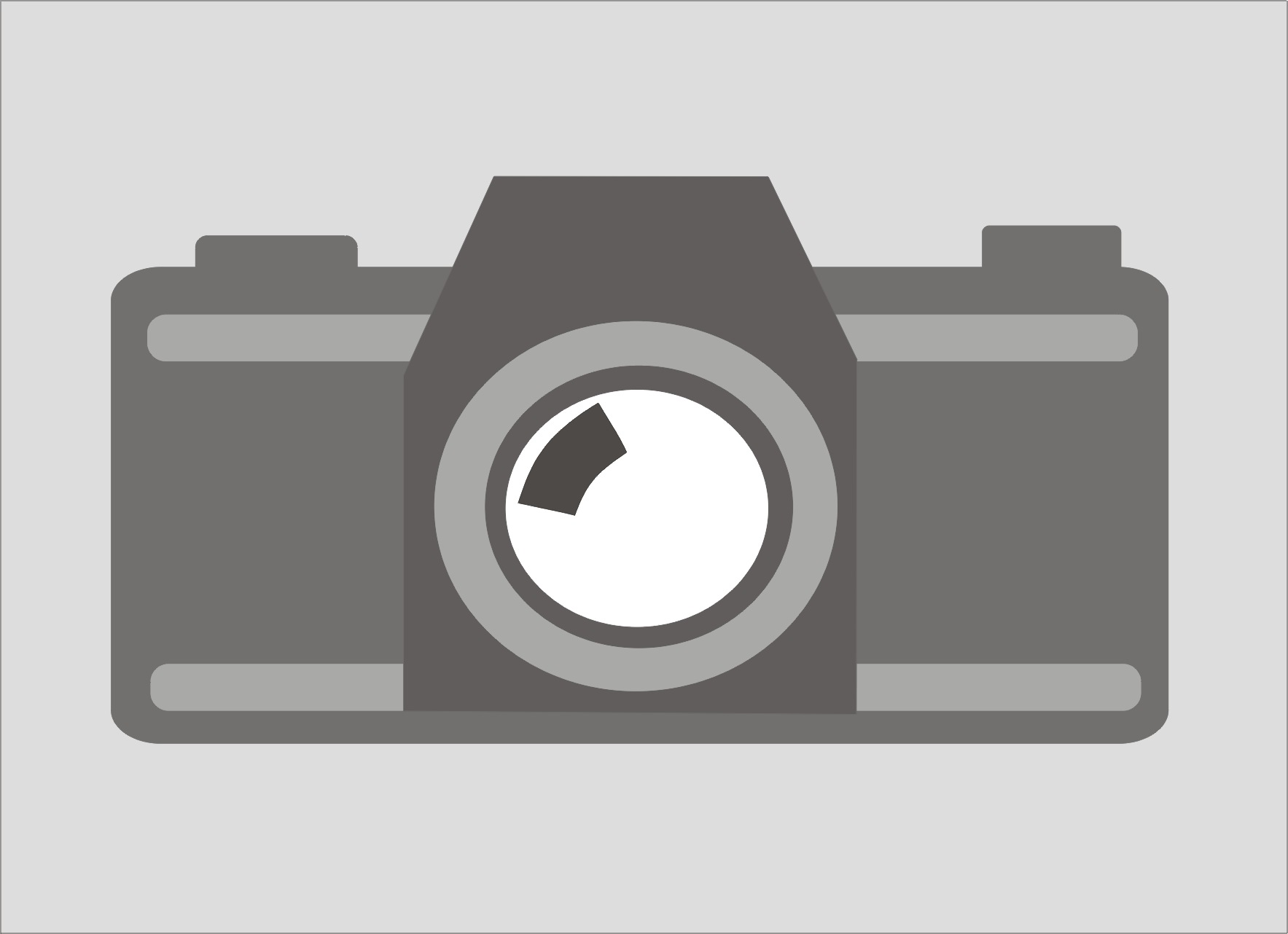
Friedrich Martin Jehle
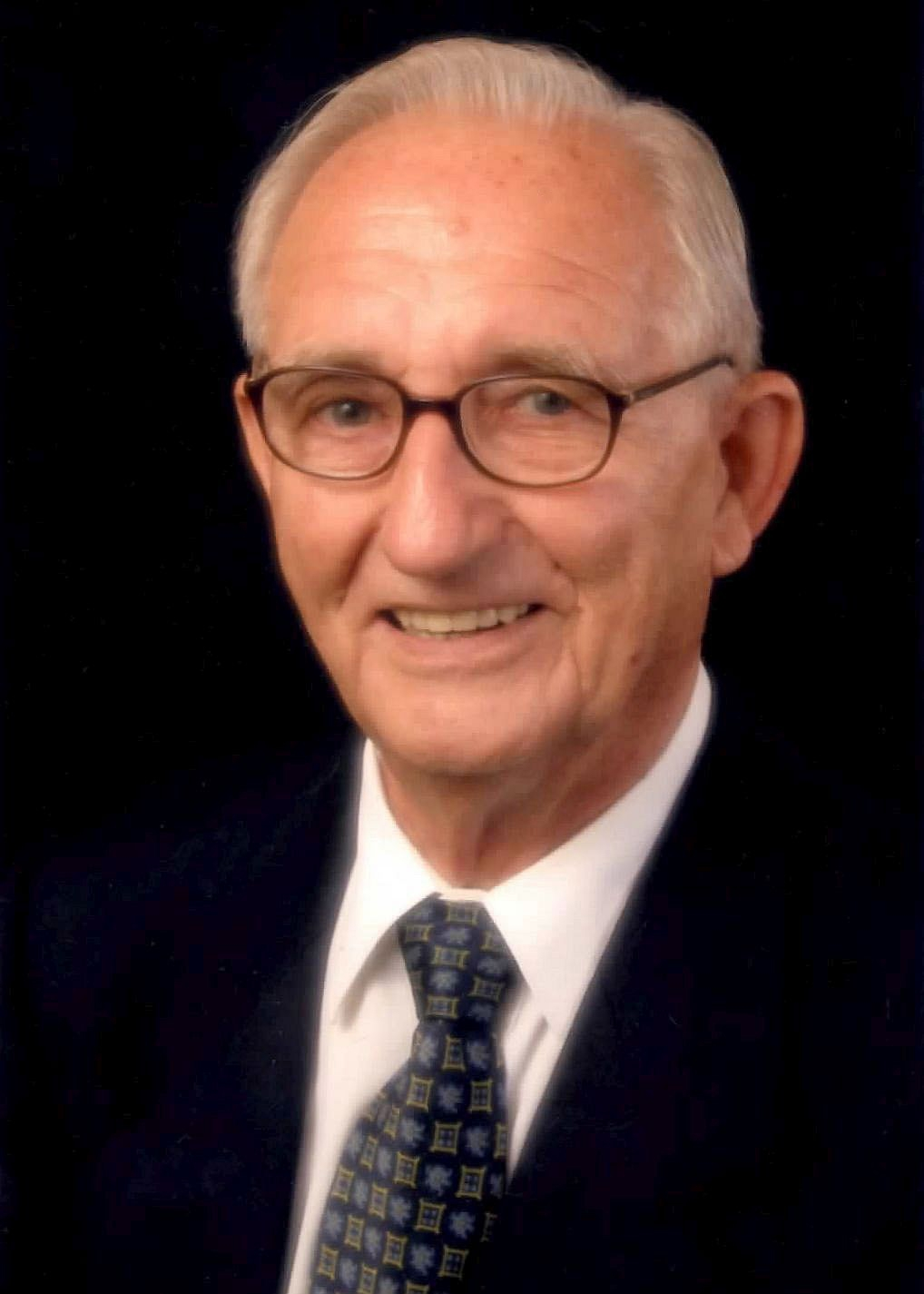
Edmund Kalau
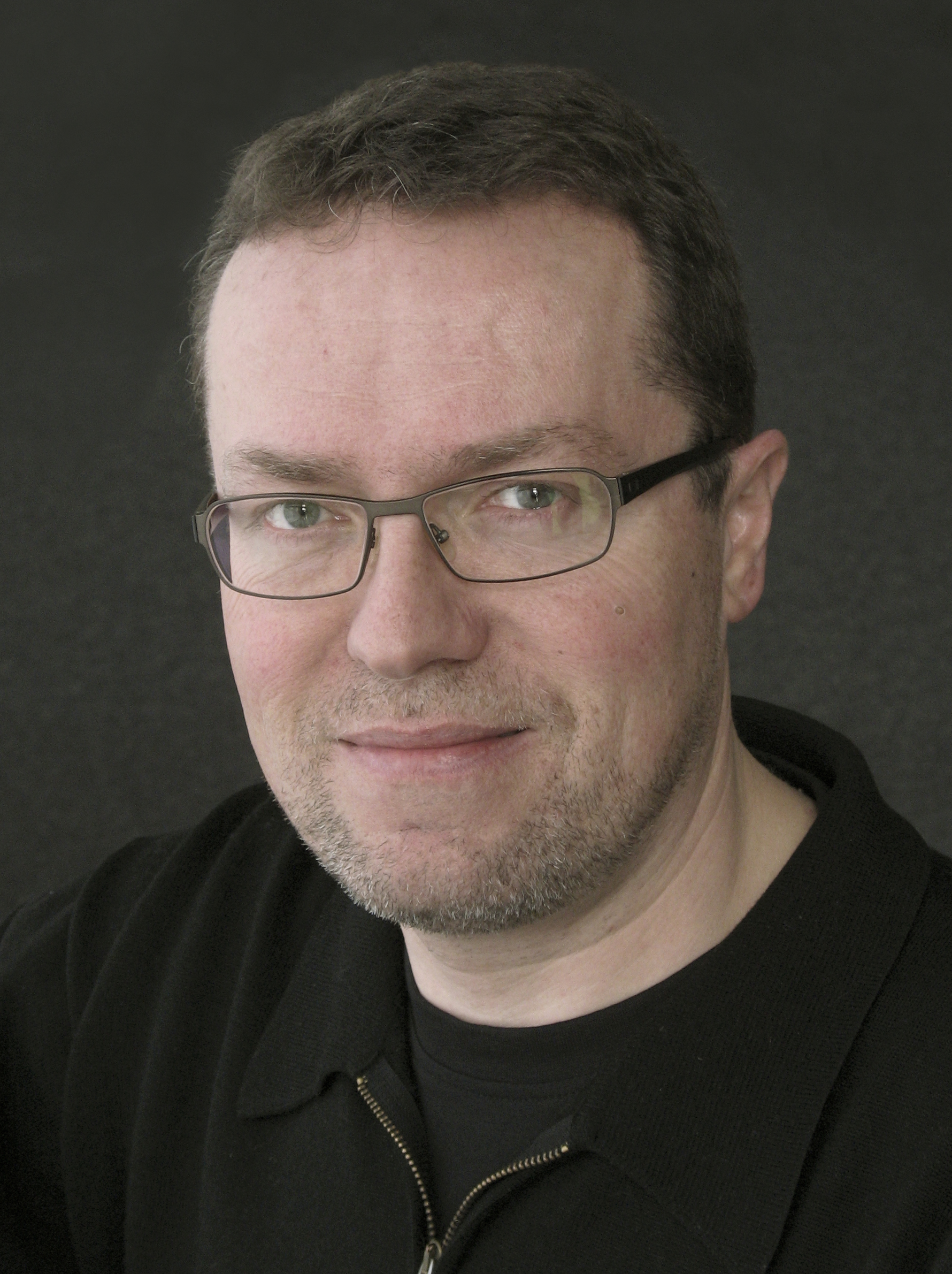
Attila Kalman
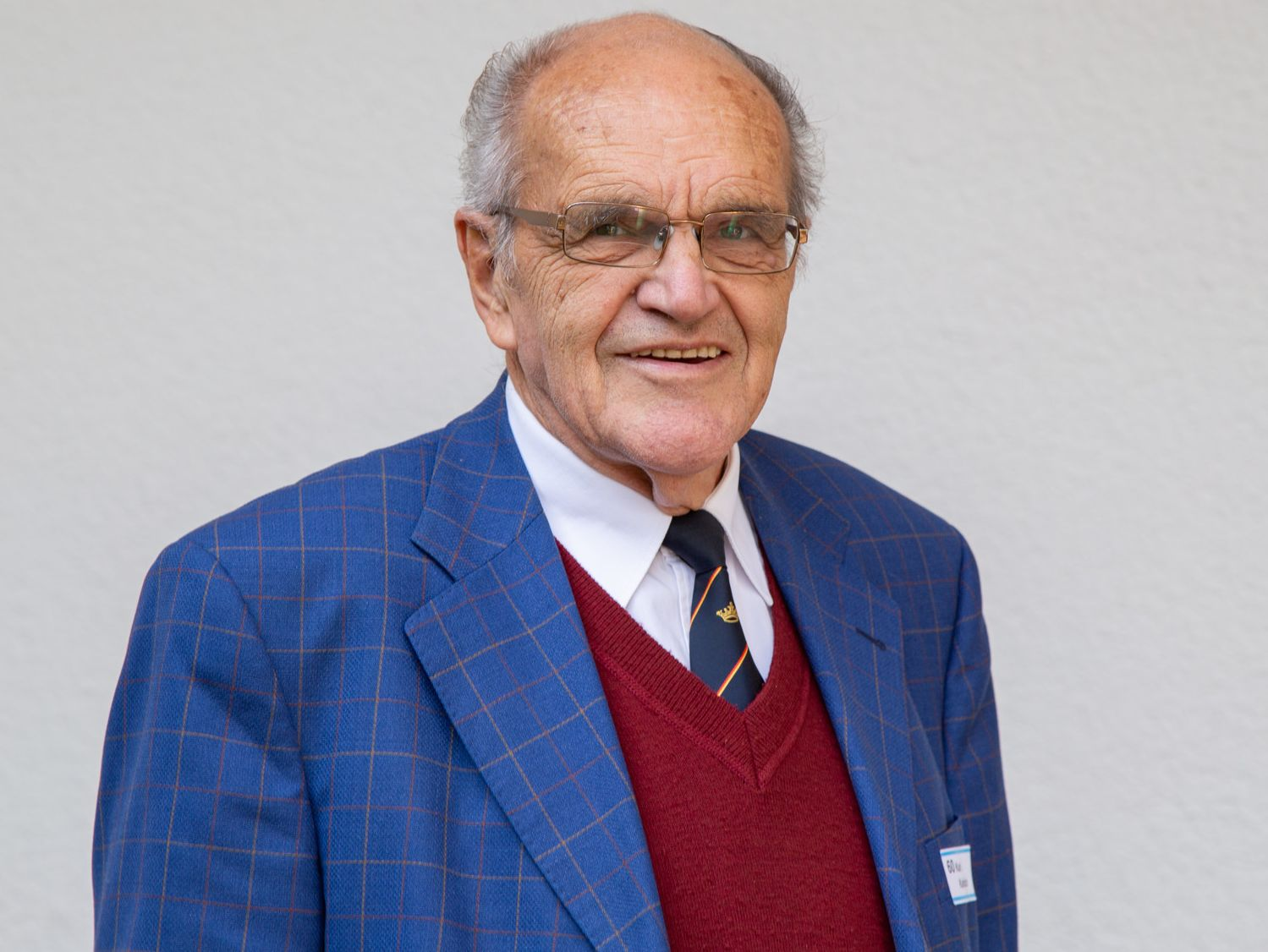
Karl Kalmbach
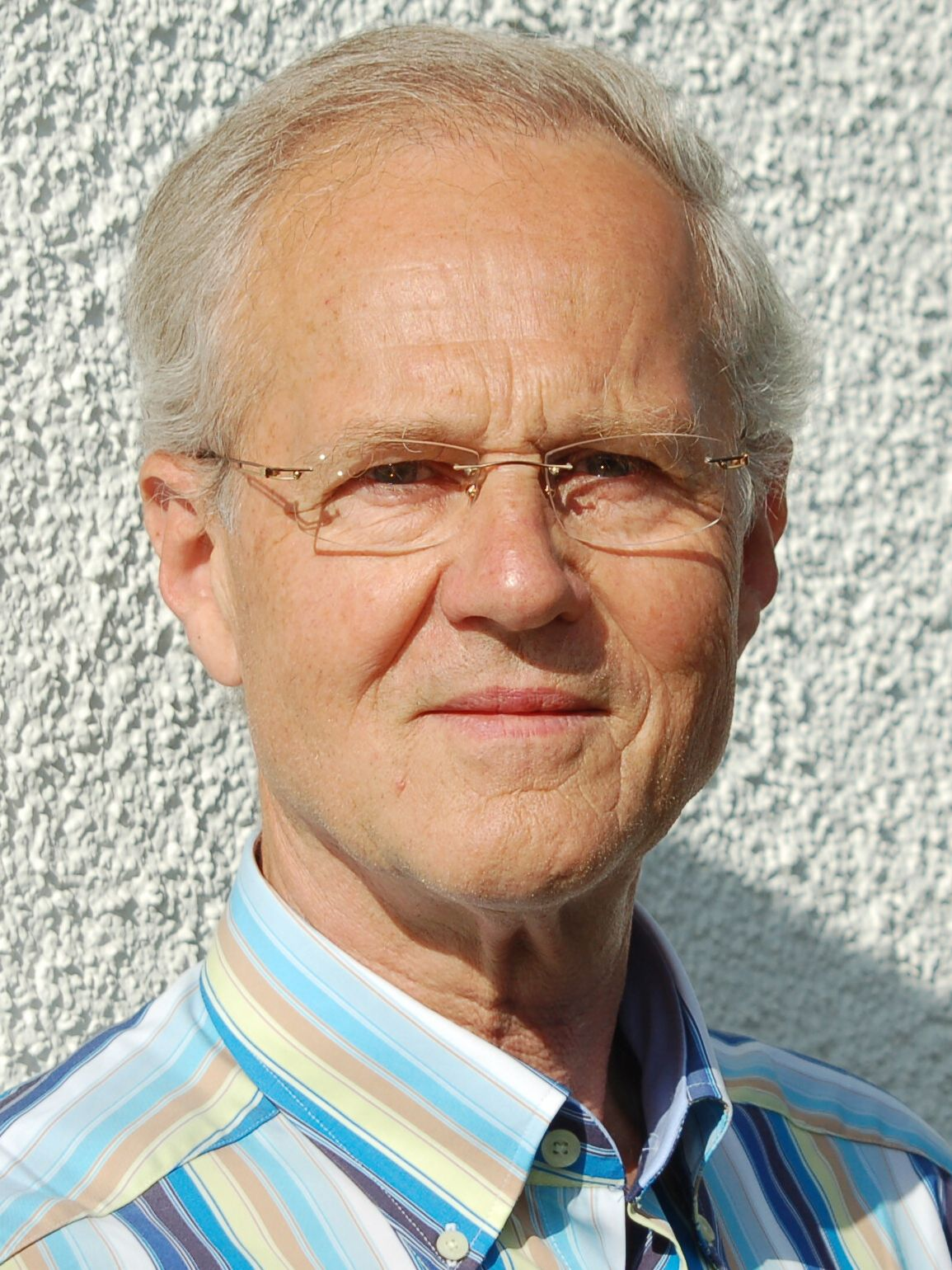
Lothar Käser
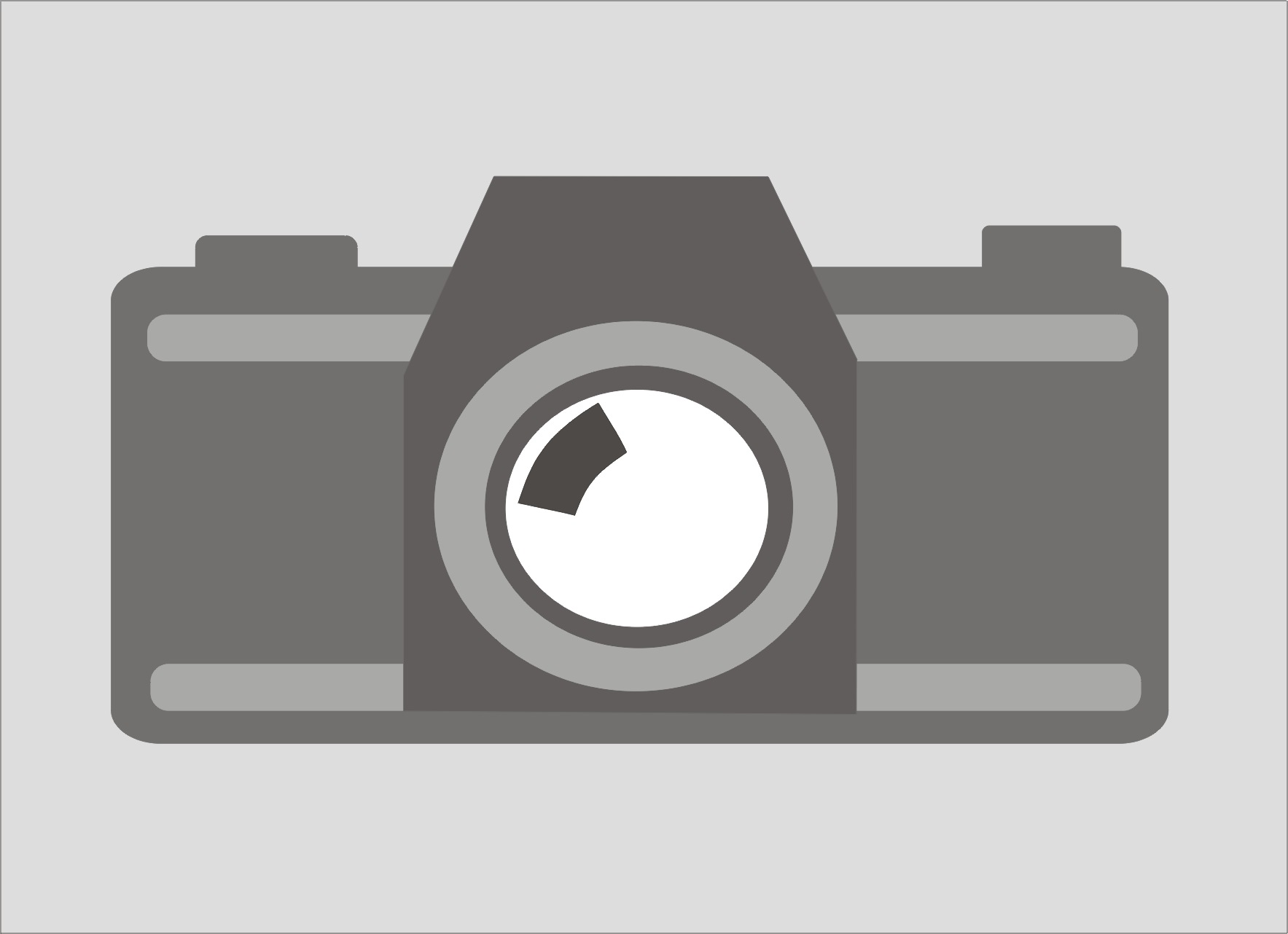
Nahamm Kim
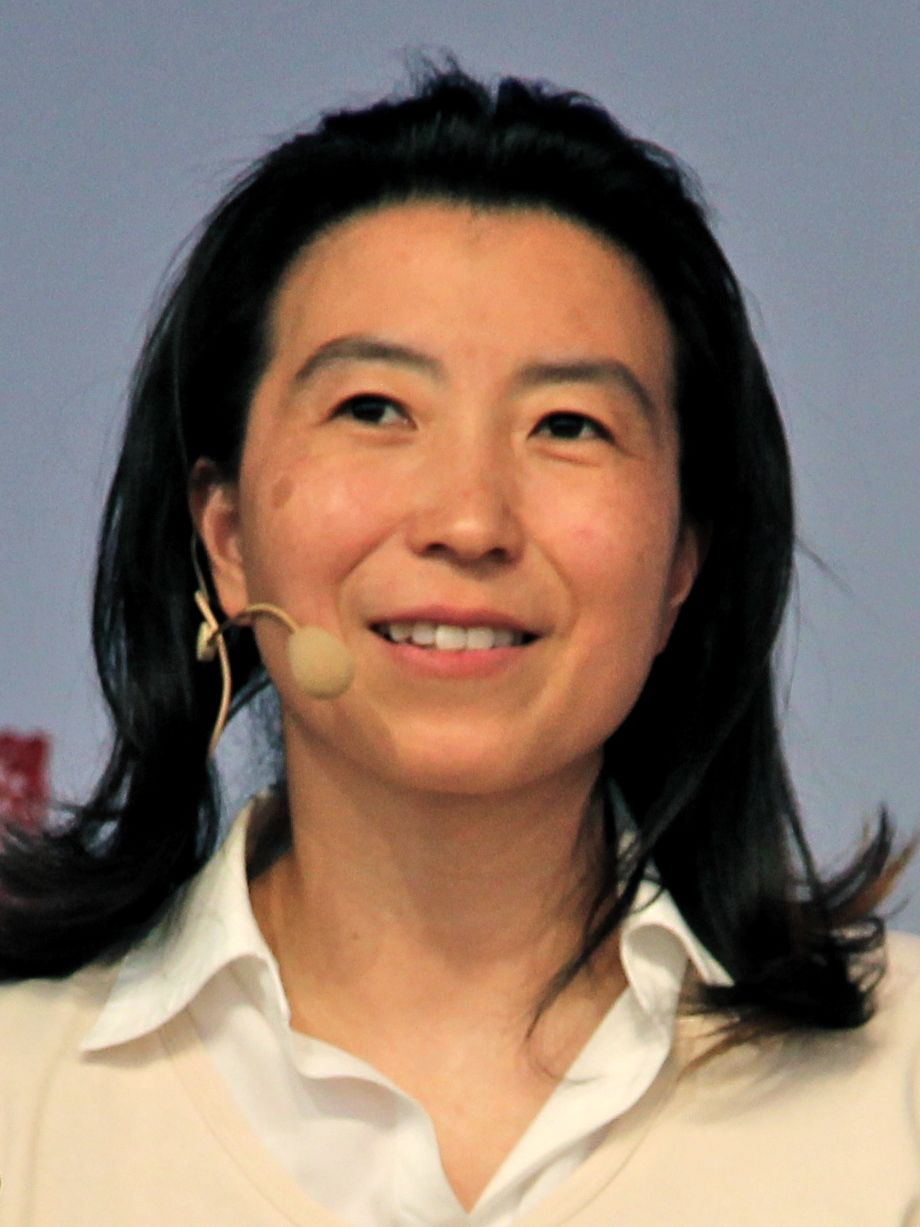
Mihamm Kim-Rauchholz
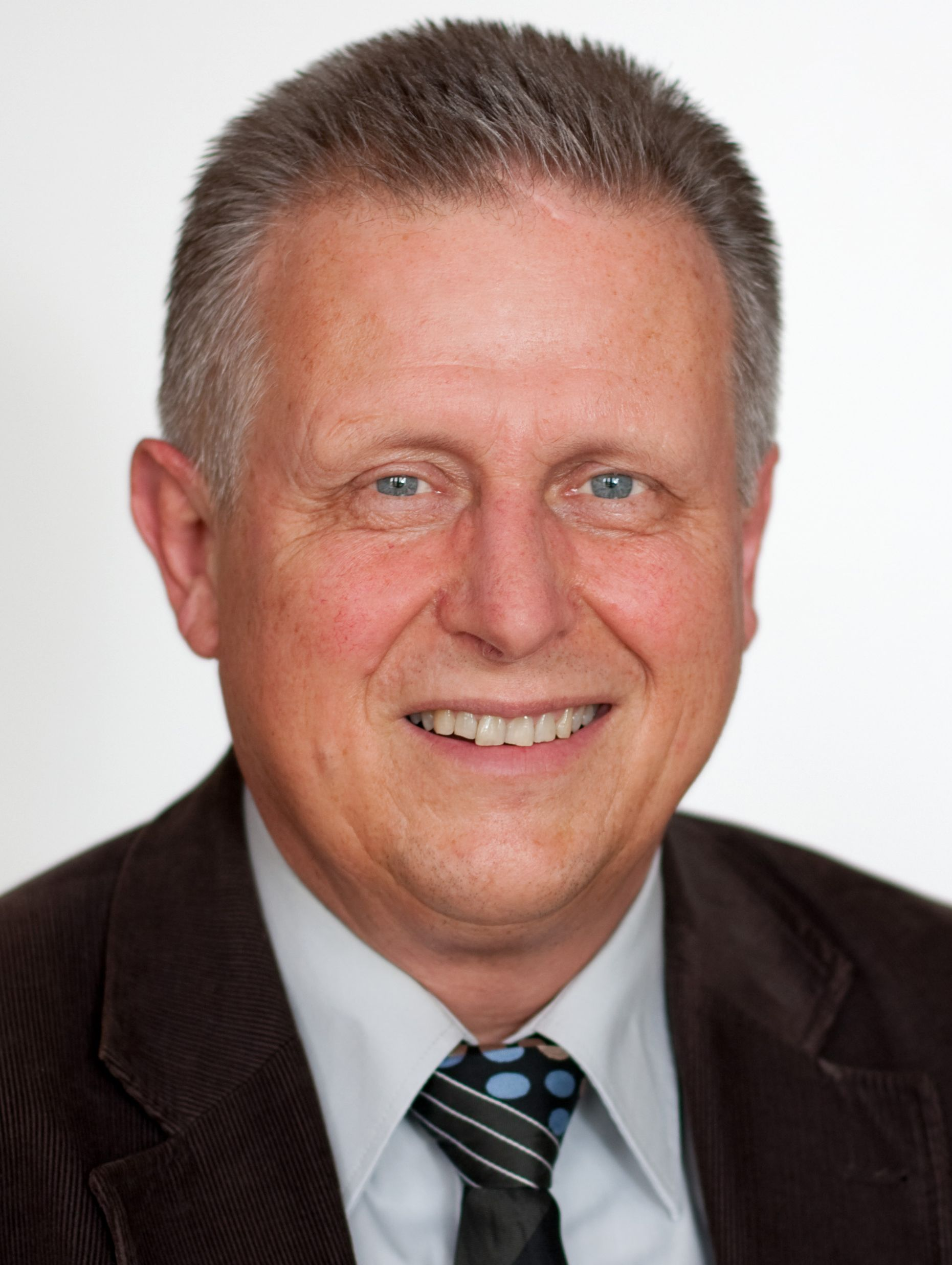
Detlef Krause
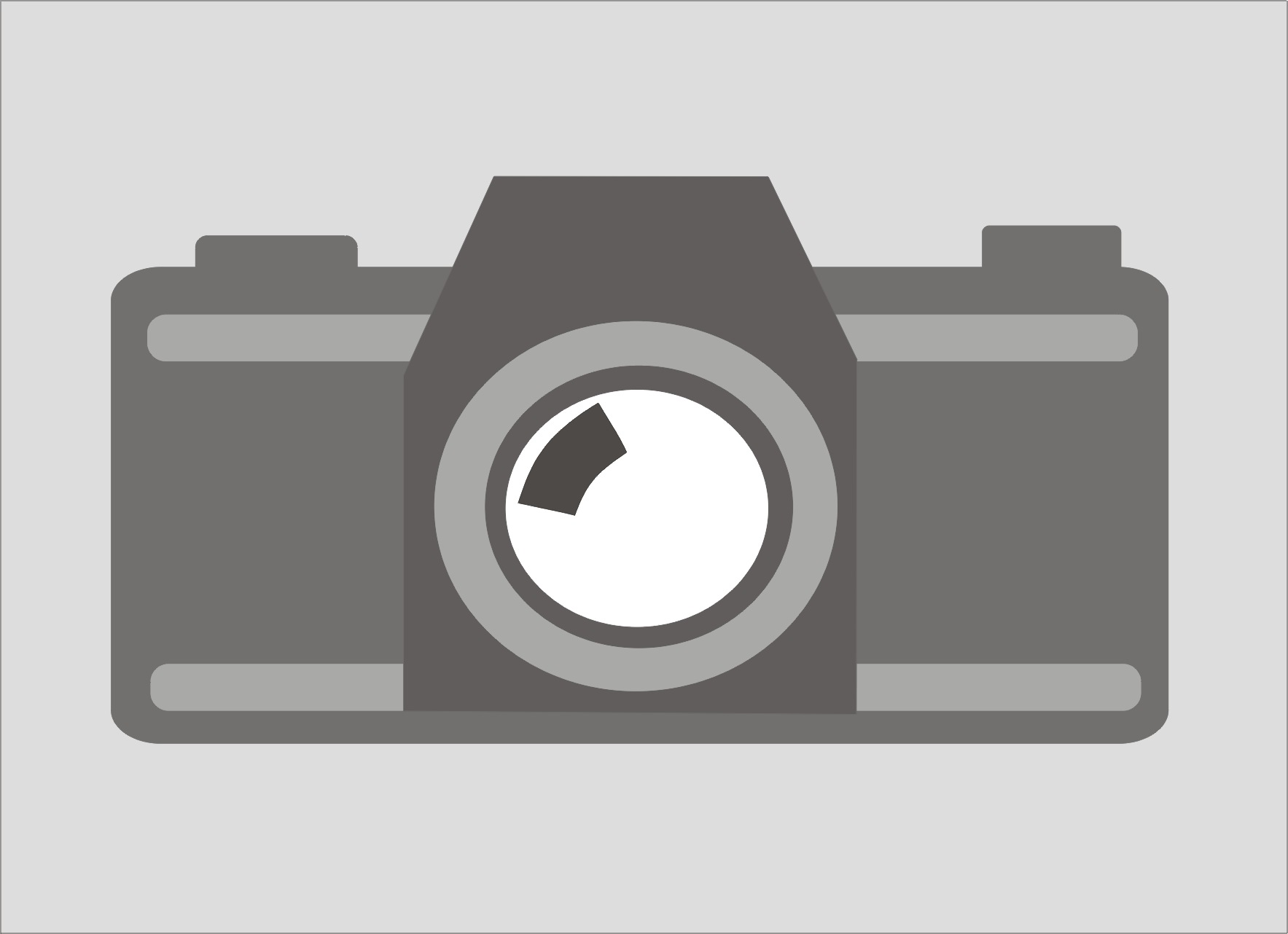
Heiko Krimmer
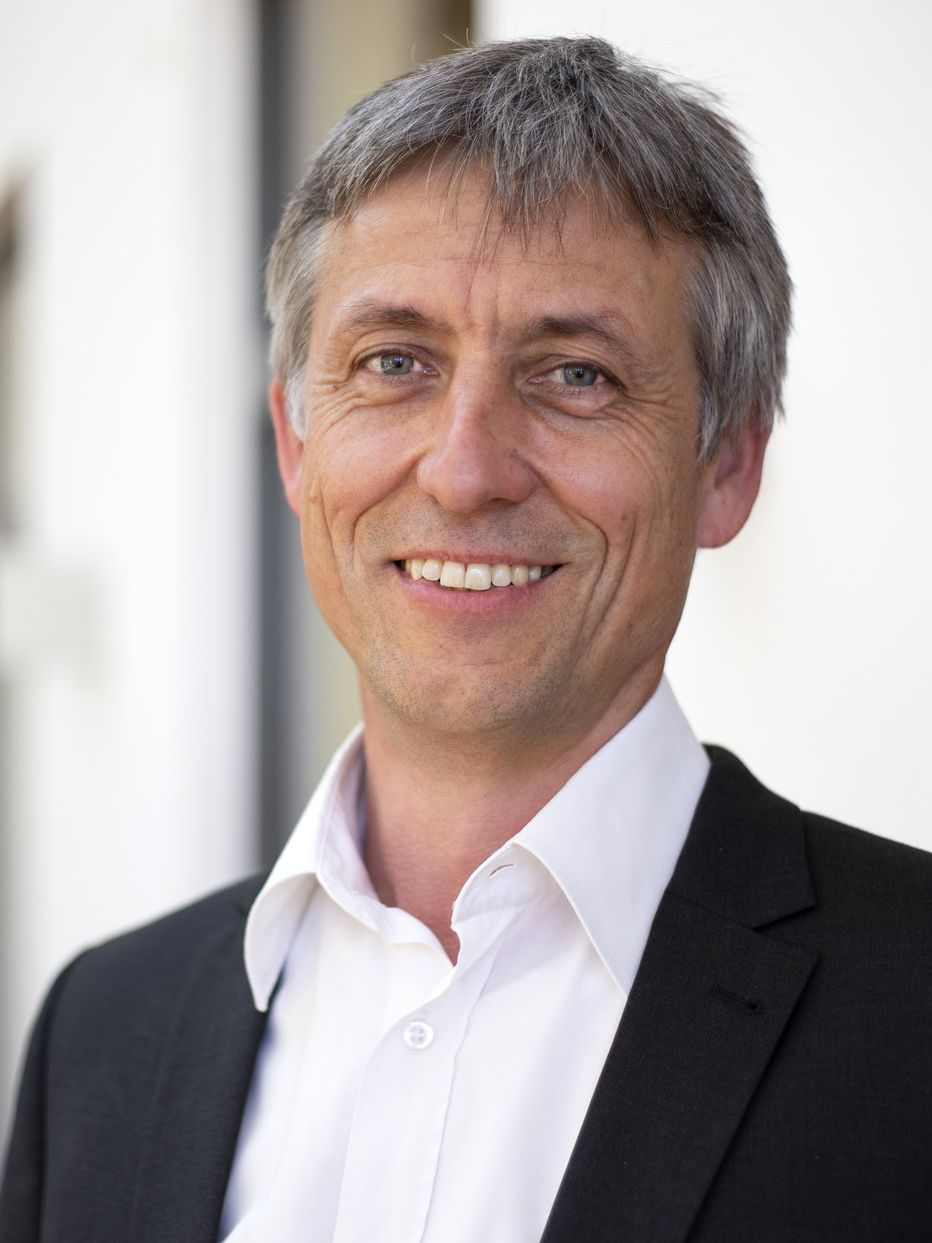
Johannes Luithle
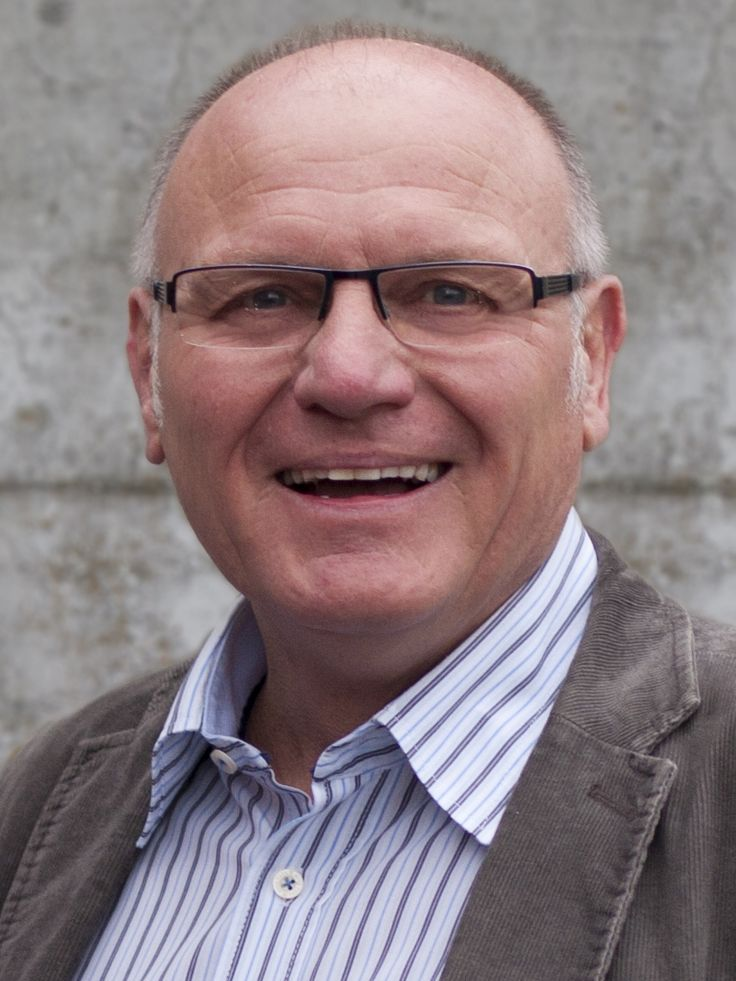
Klaus-Dieter Mauer
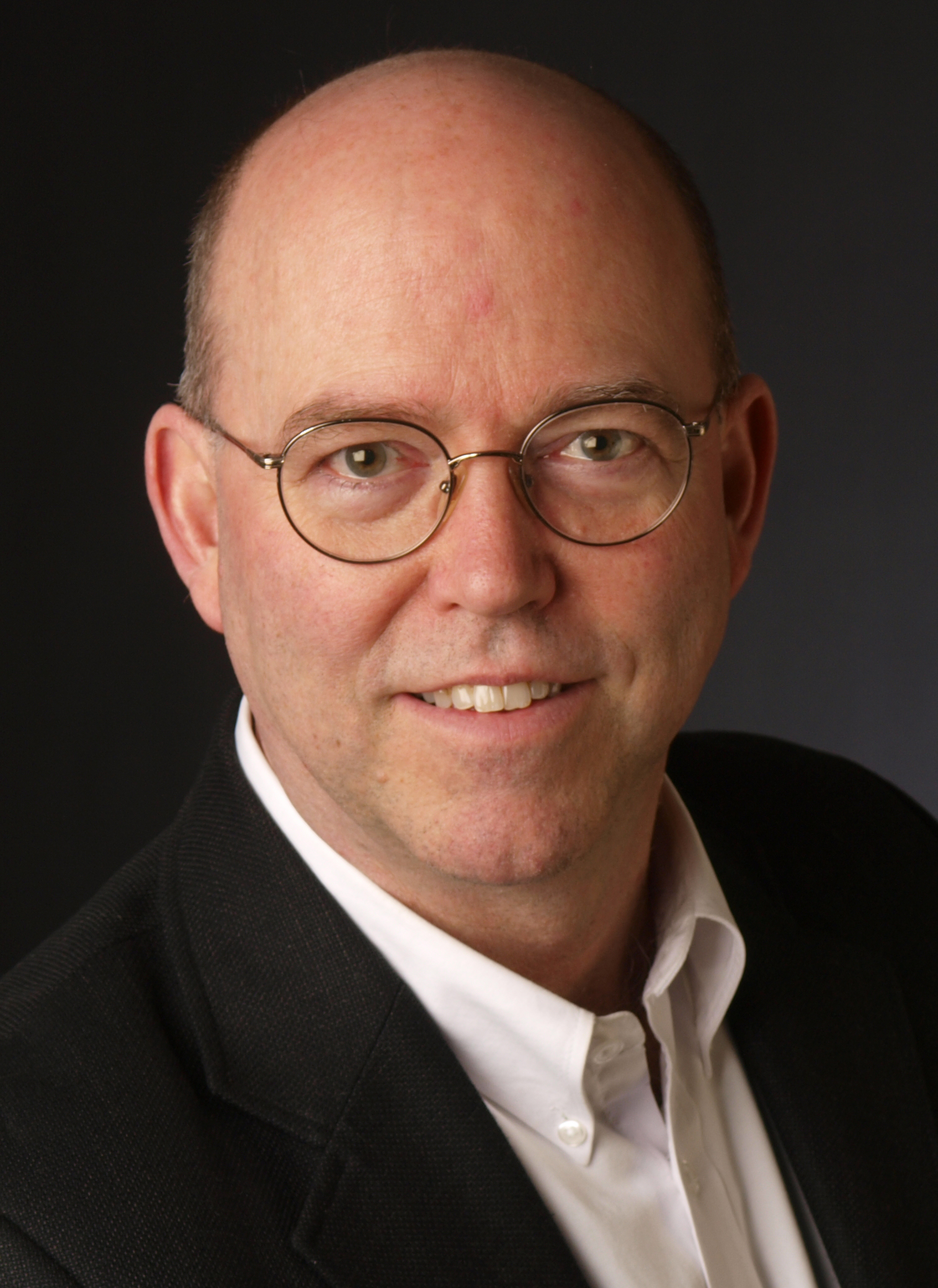
Paul Murdoch
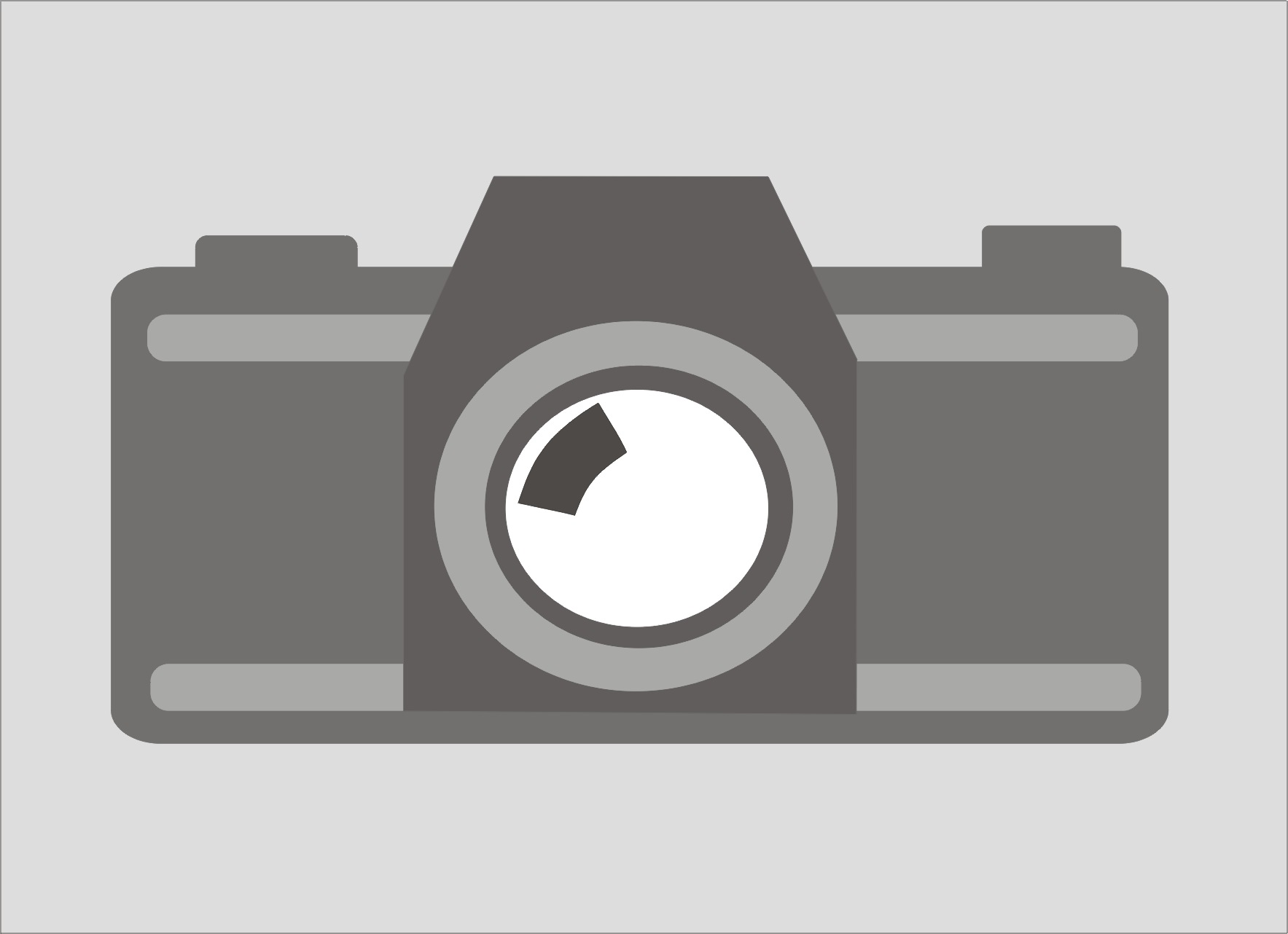
Klaus W. Müller
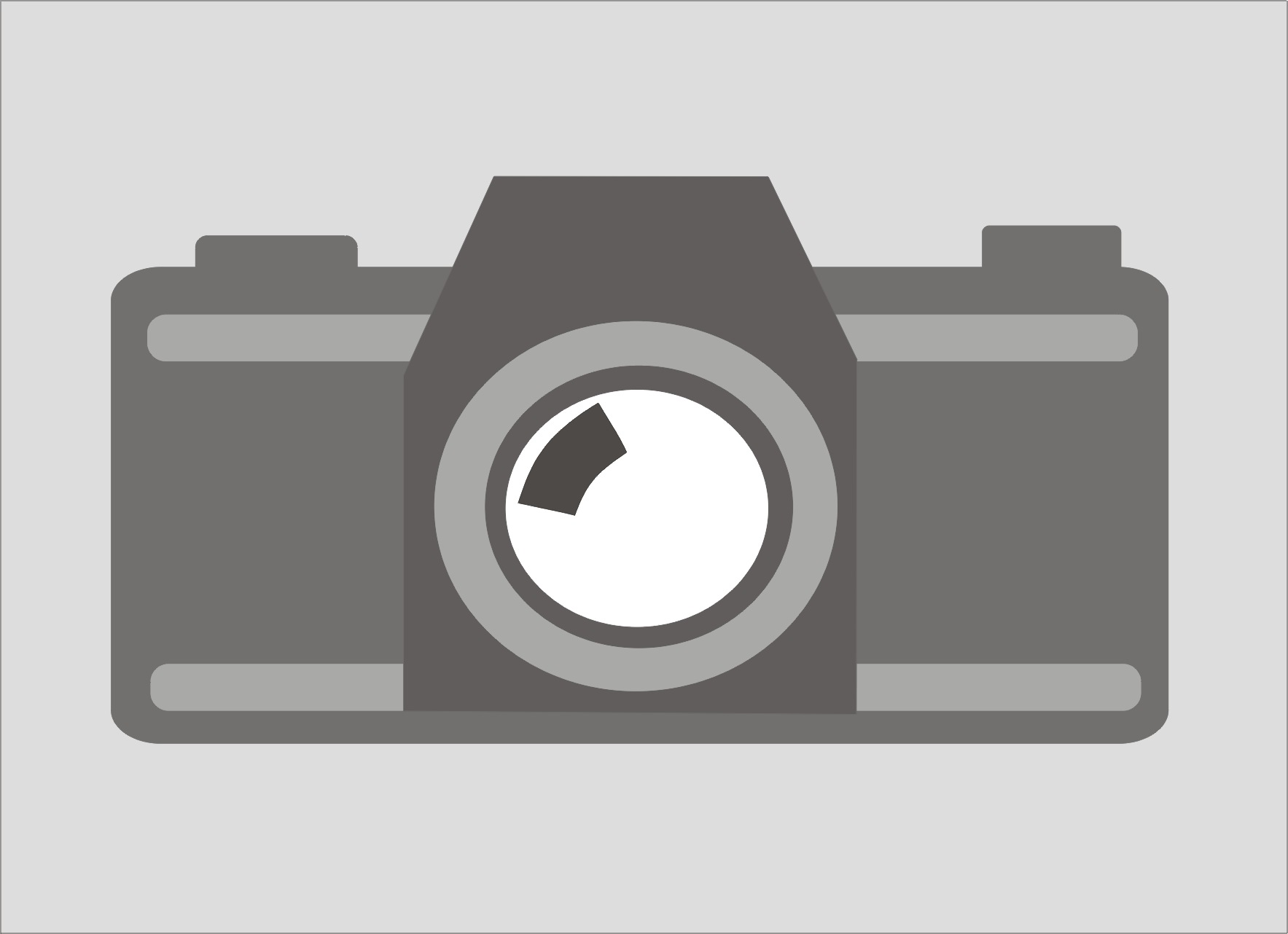
Johannes Pflaum
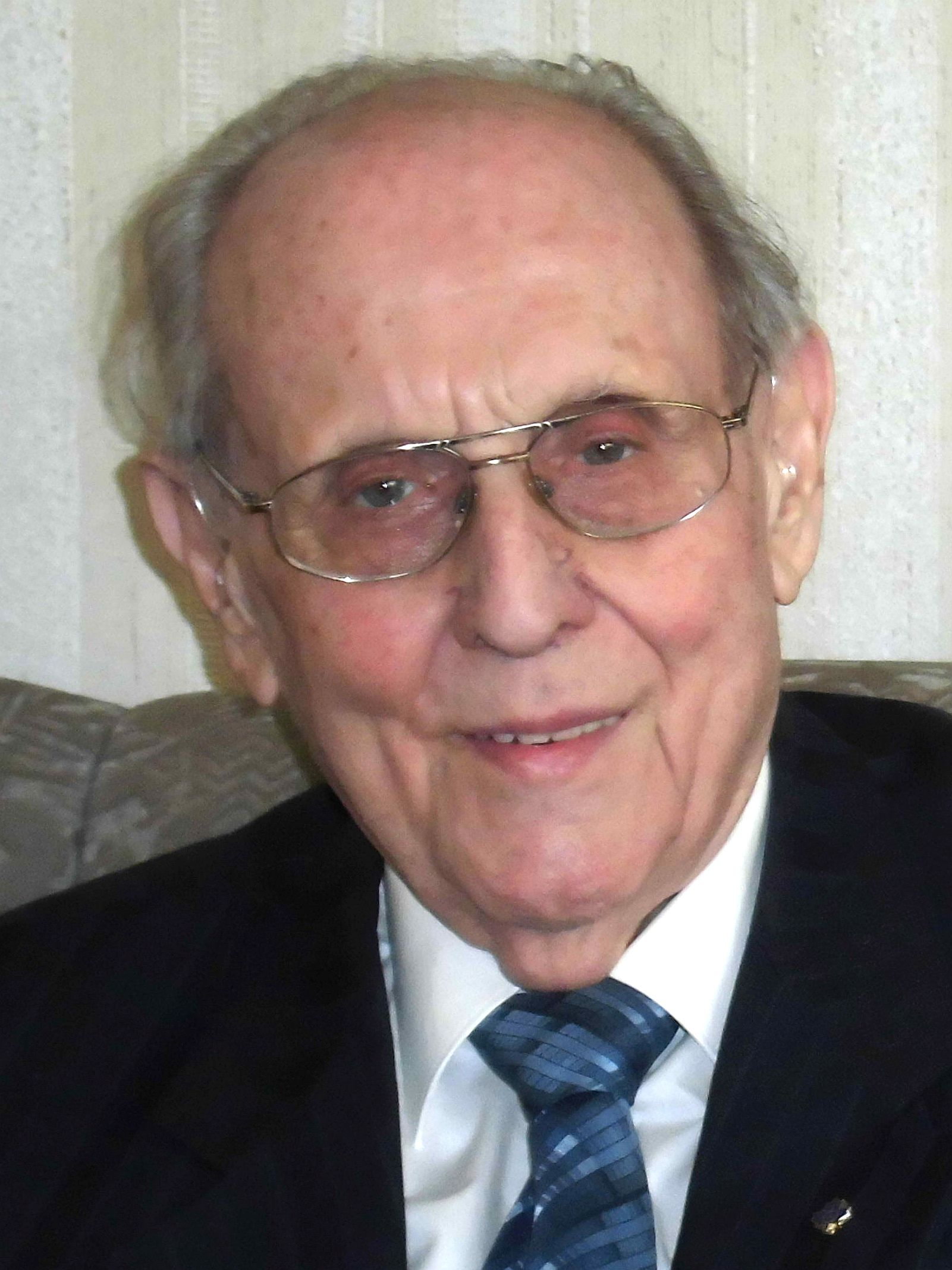
Lienhard Pflaum
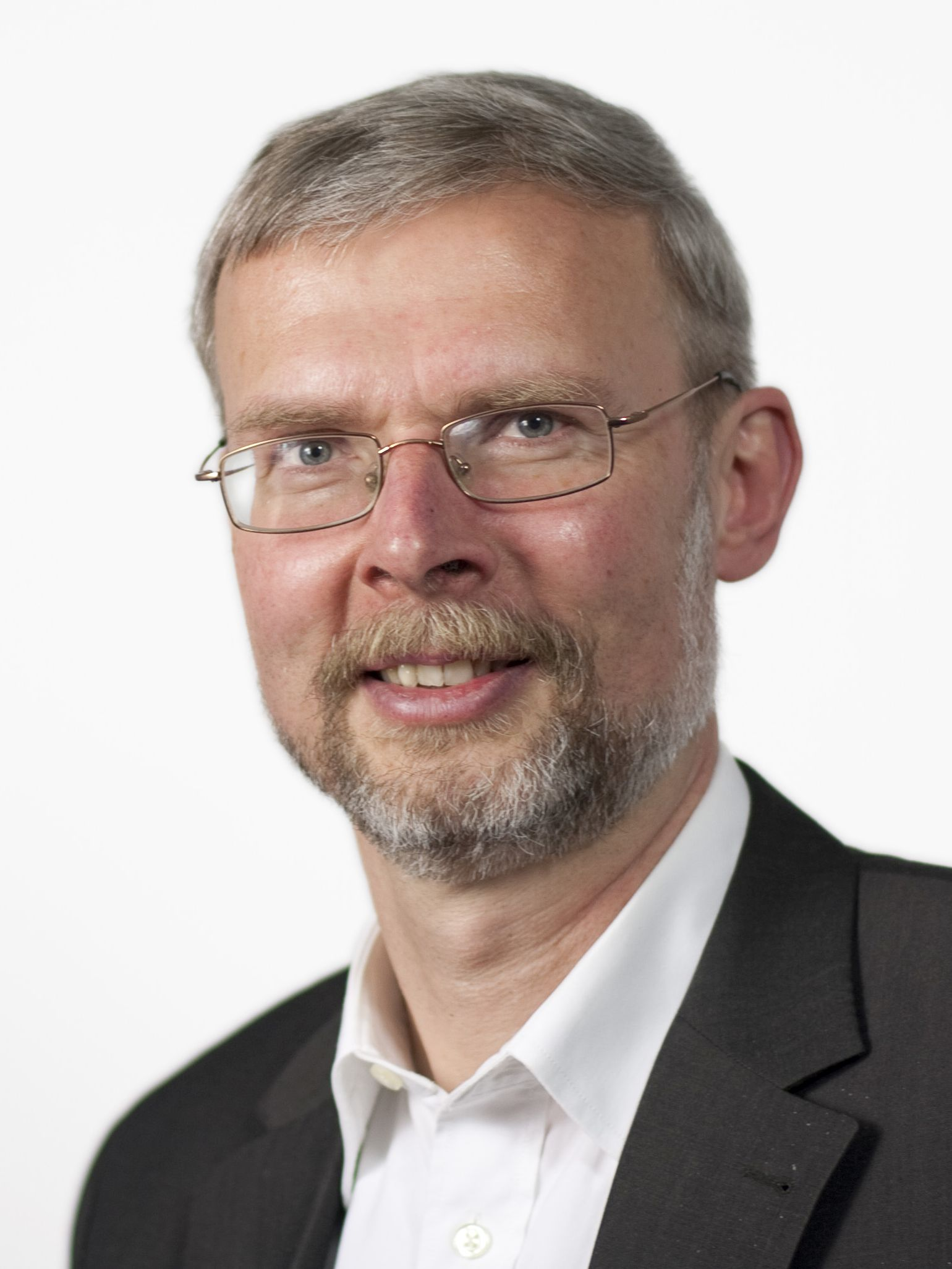
Markus Printz
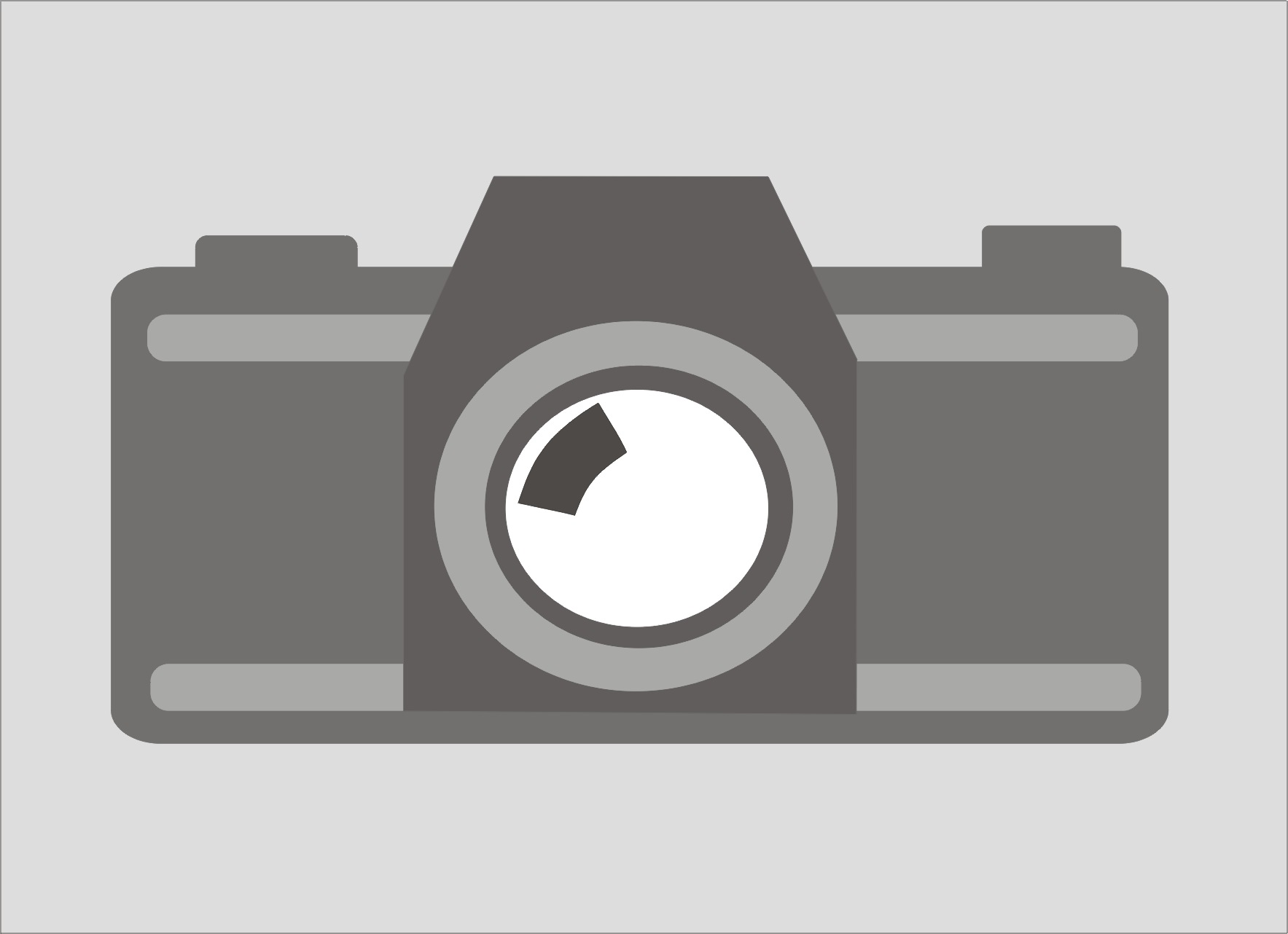
Ansgar Sailer
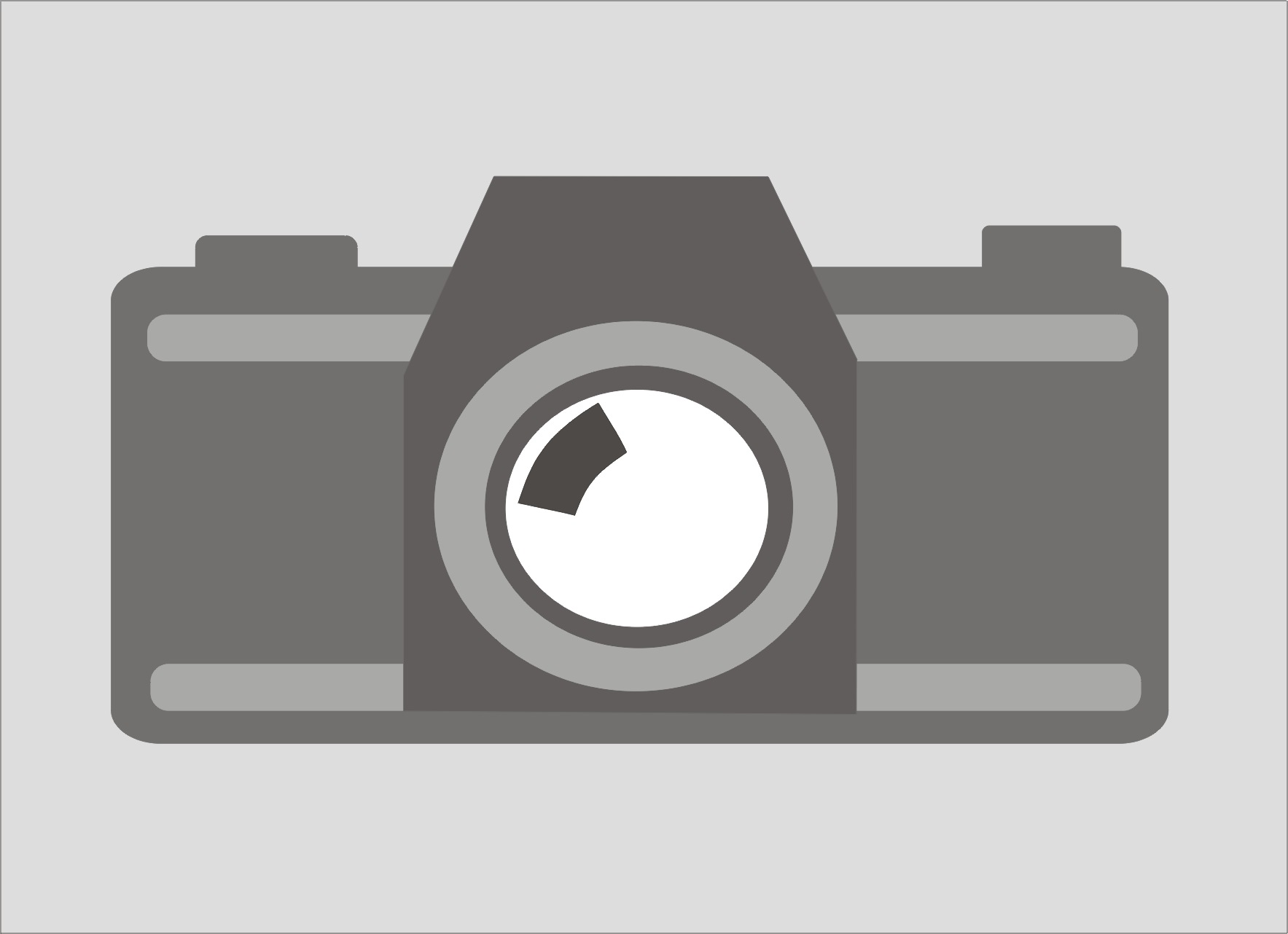
Elisabeth Seiler
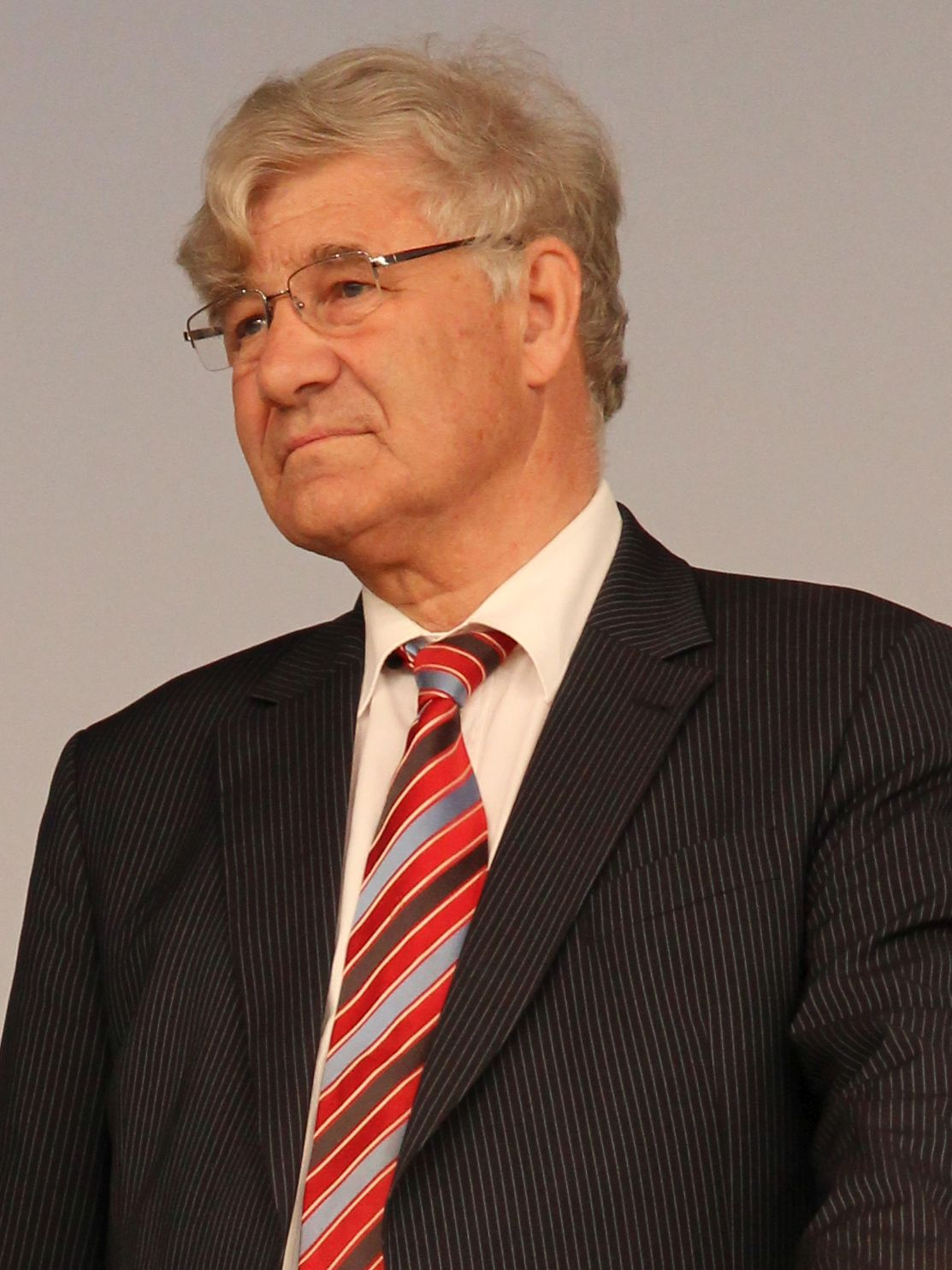
Otto Schaude
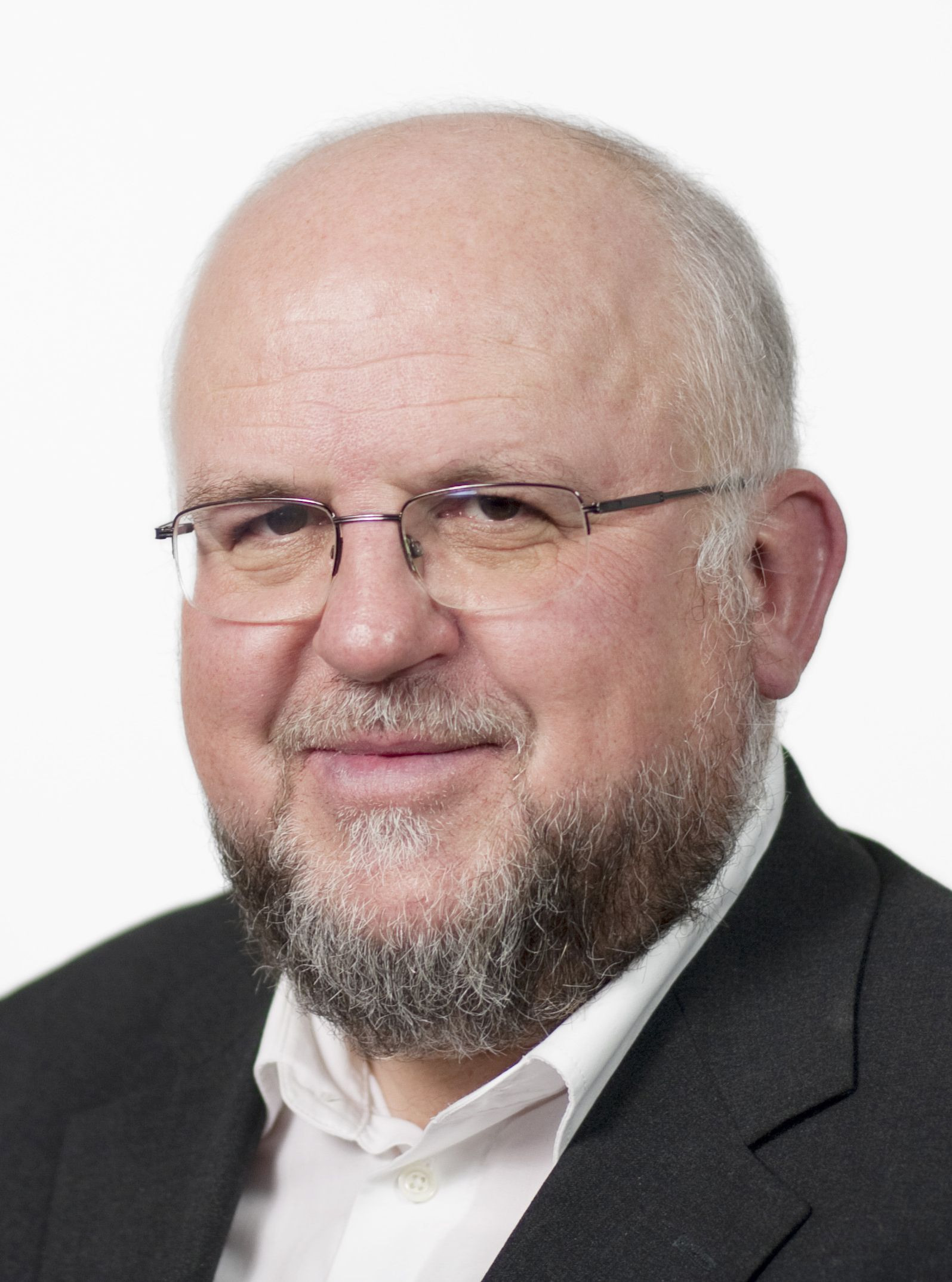
Hartmut Schmid
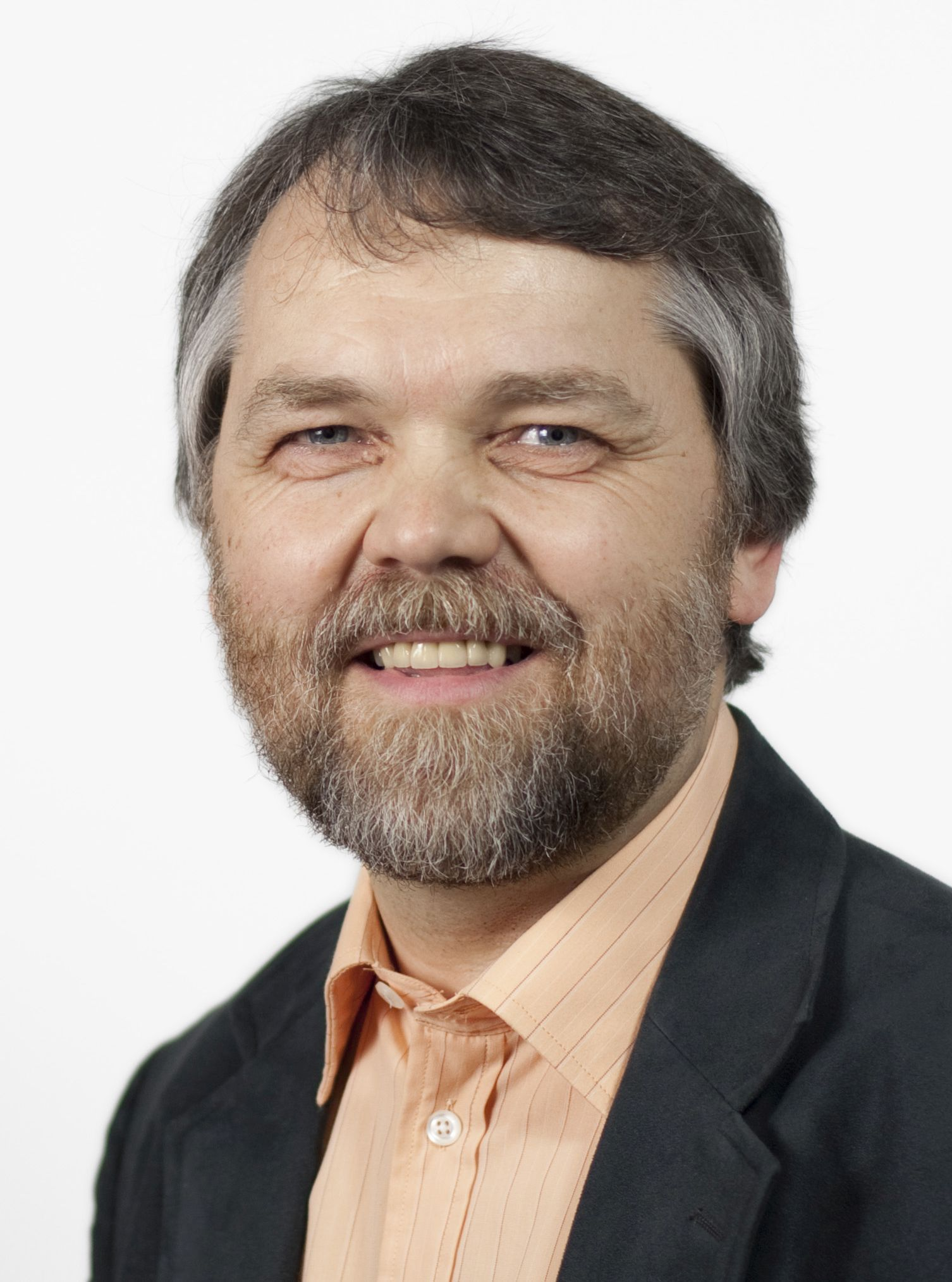
Jürgen Schuster
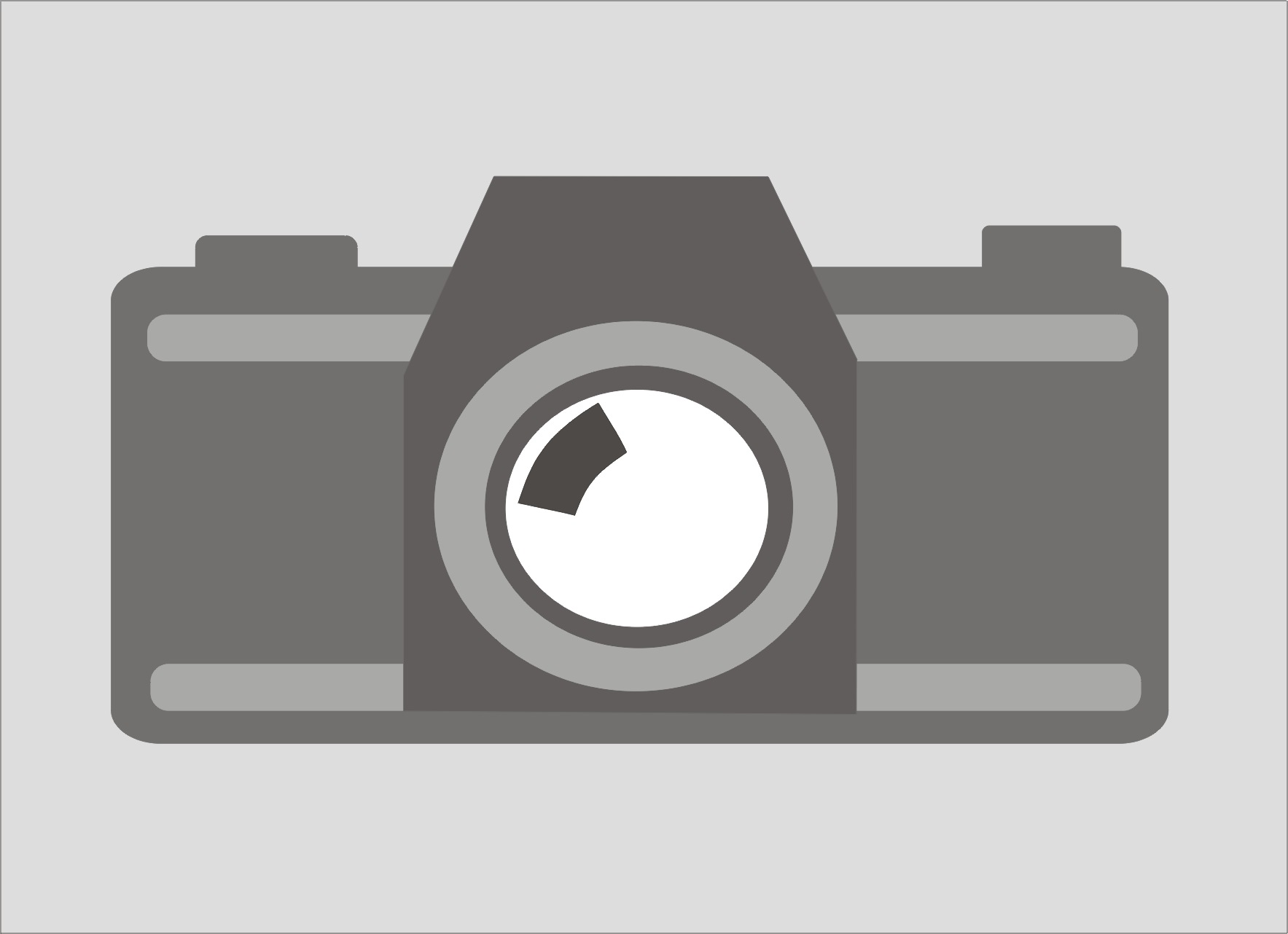
Oswald Seitter
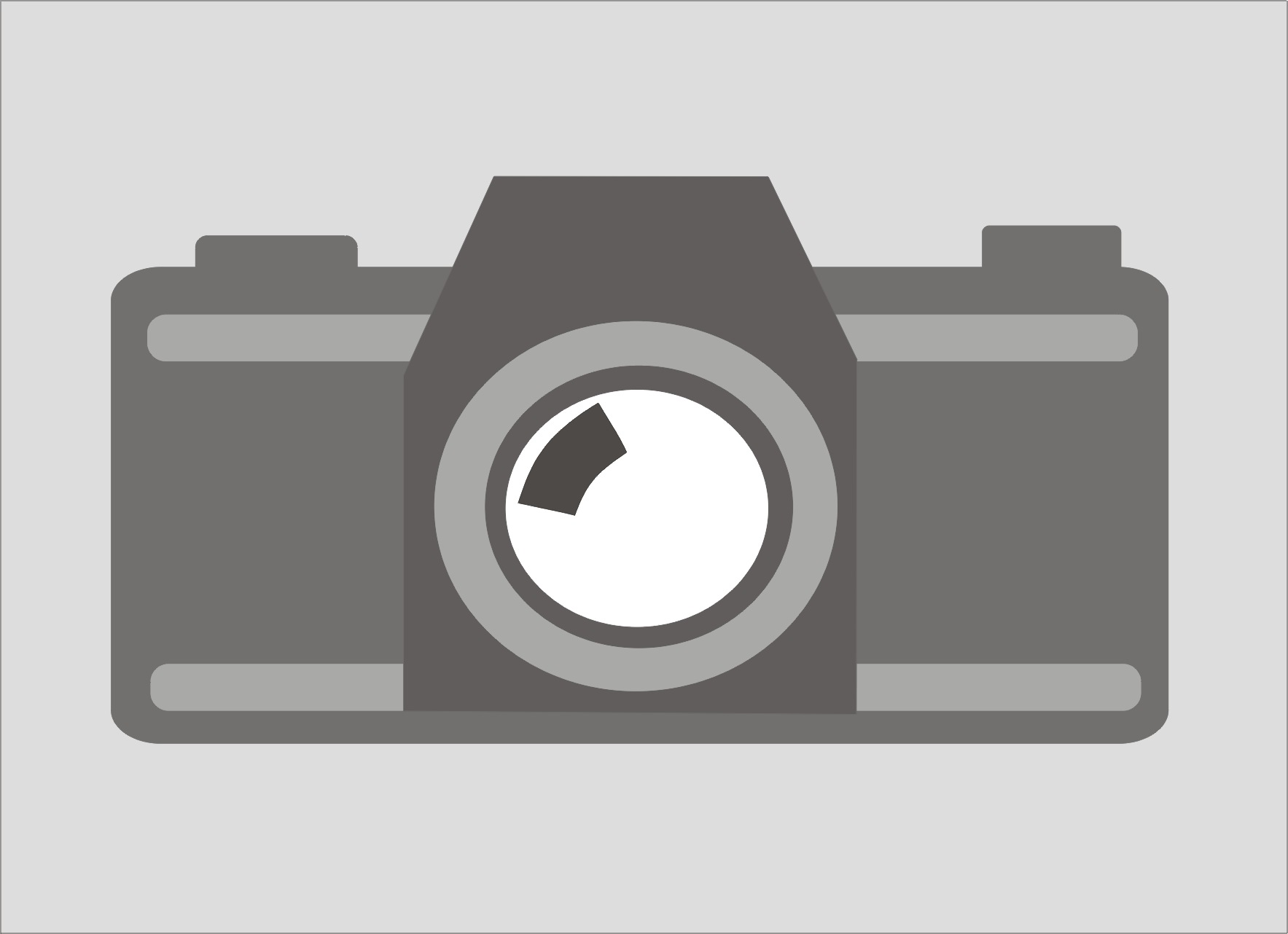
Wilhelm Siemer
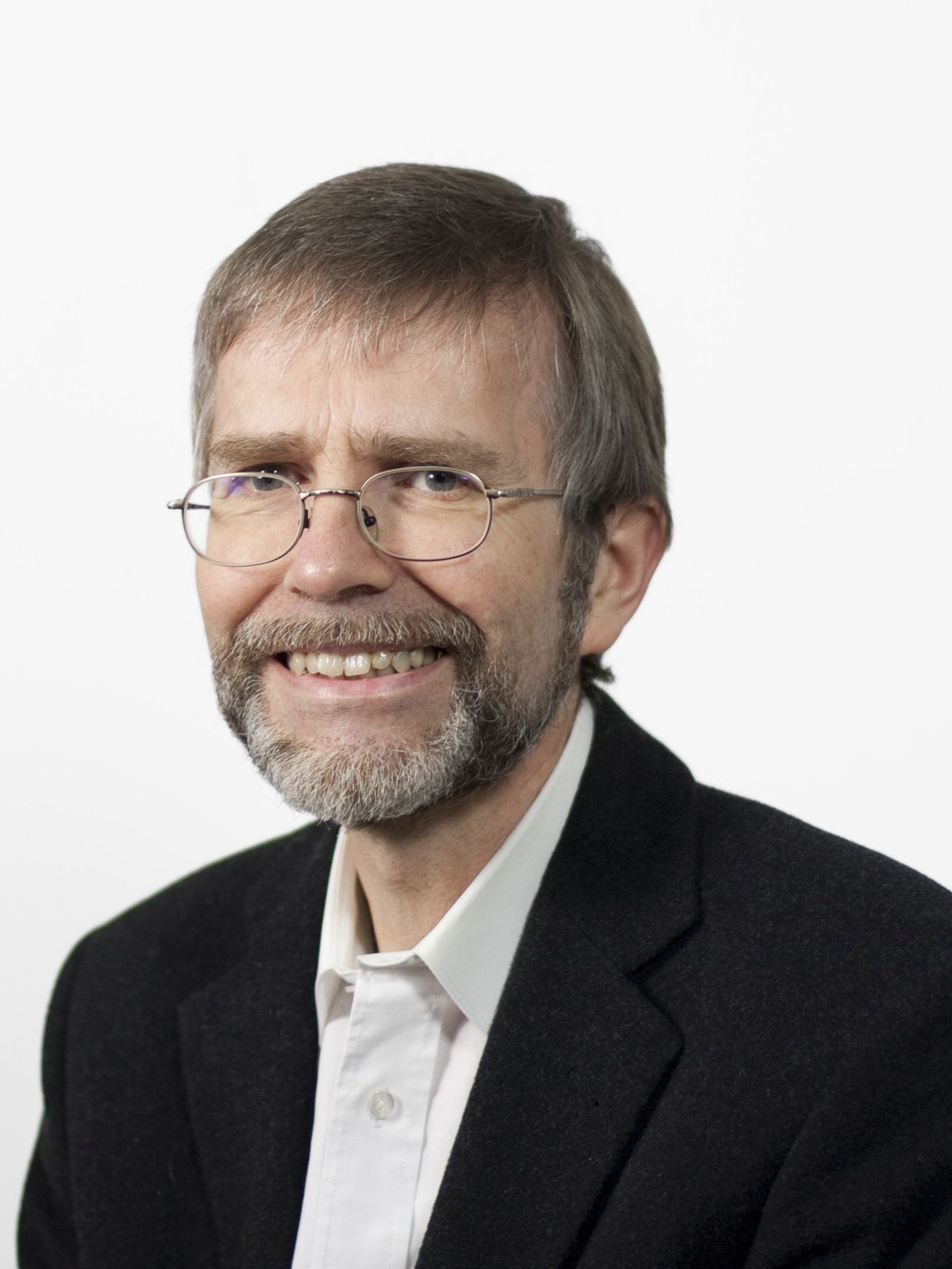
Wilfried Sturm
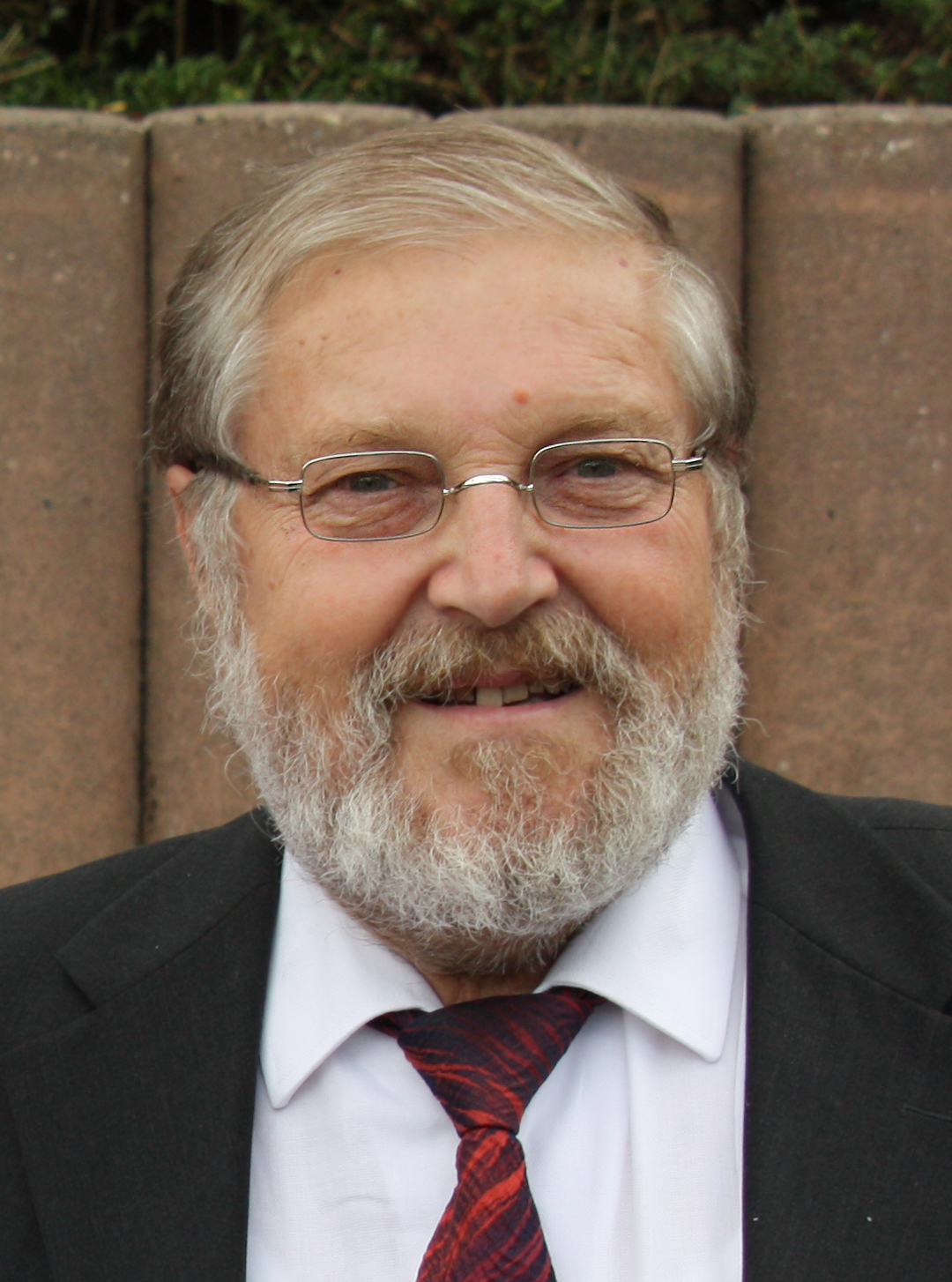
Hermann Traub
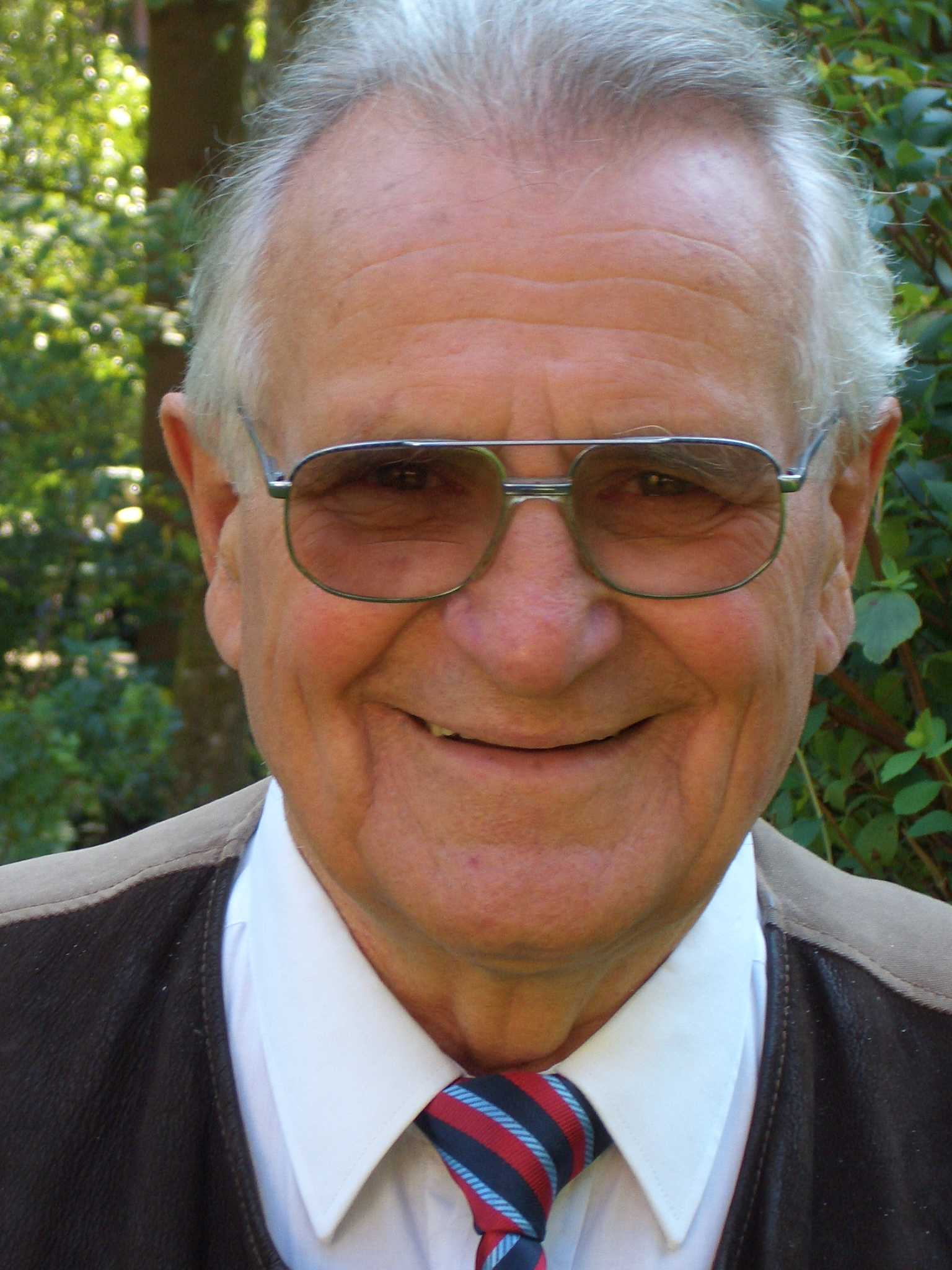
Ernst Vatter
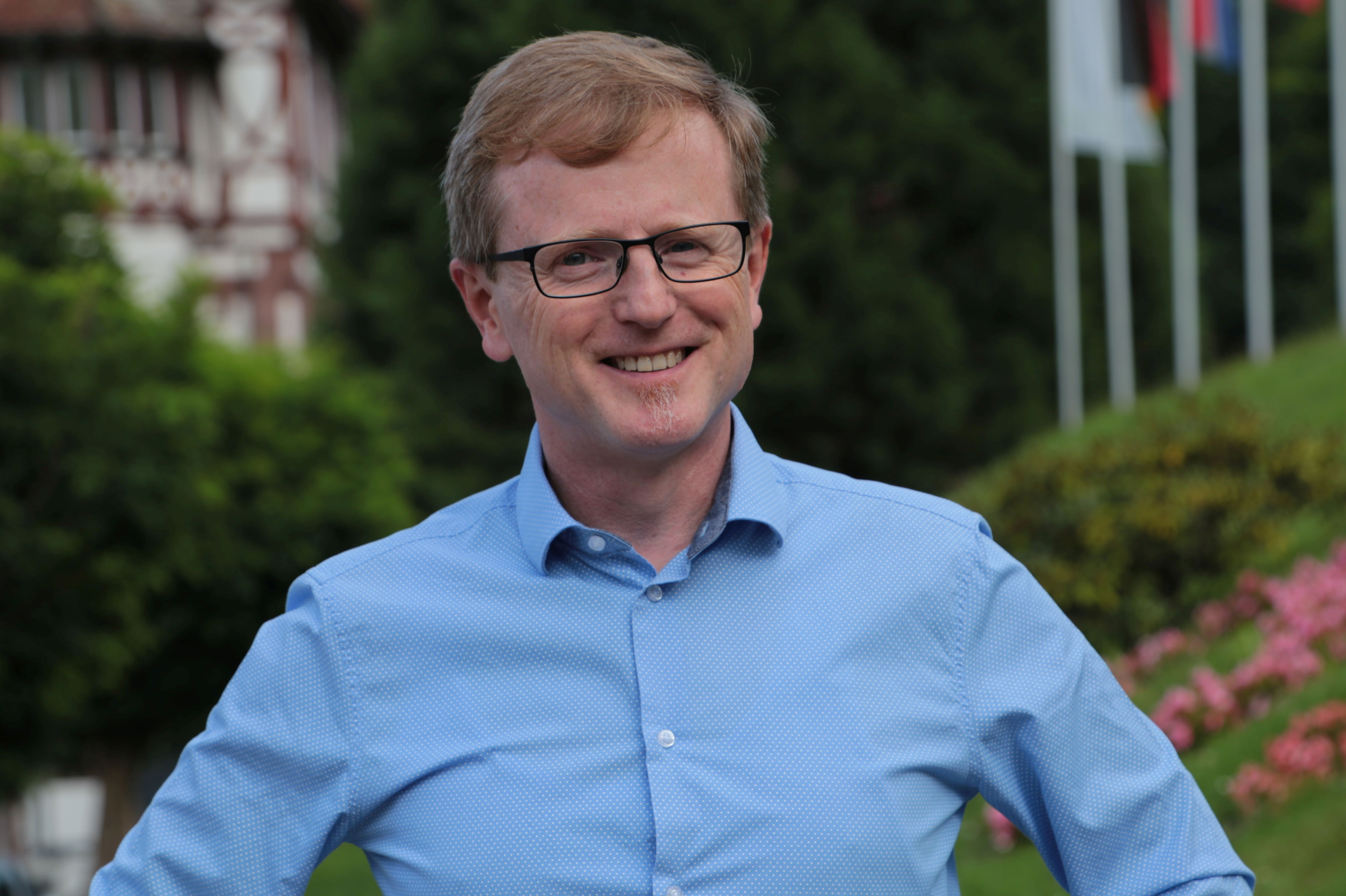
Gustavo Victoria
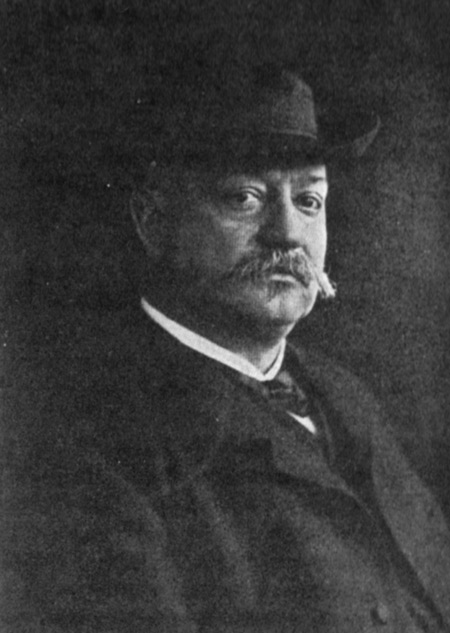
Robert Vollmöller
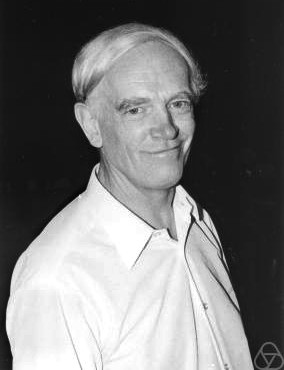
Ernst Witt
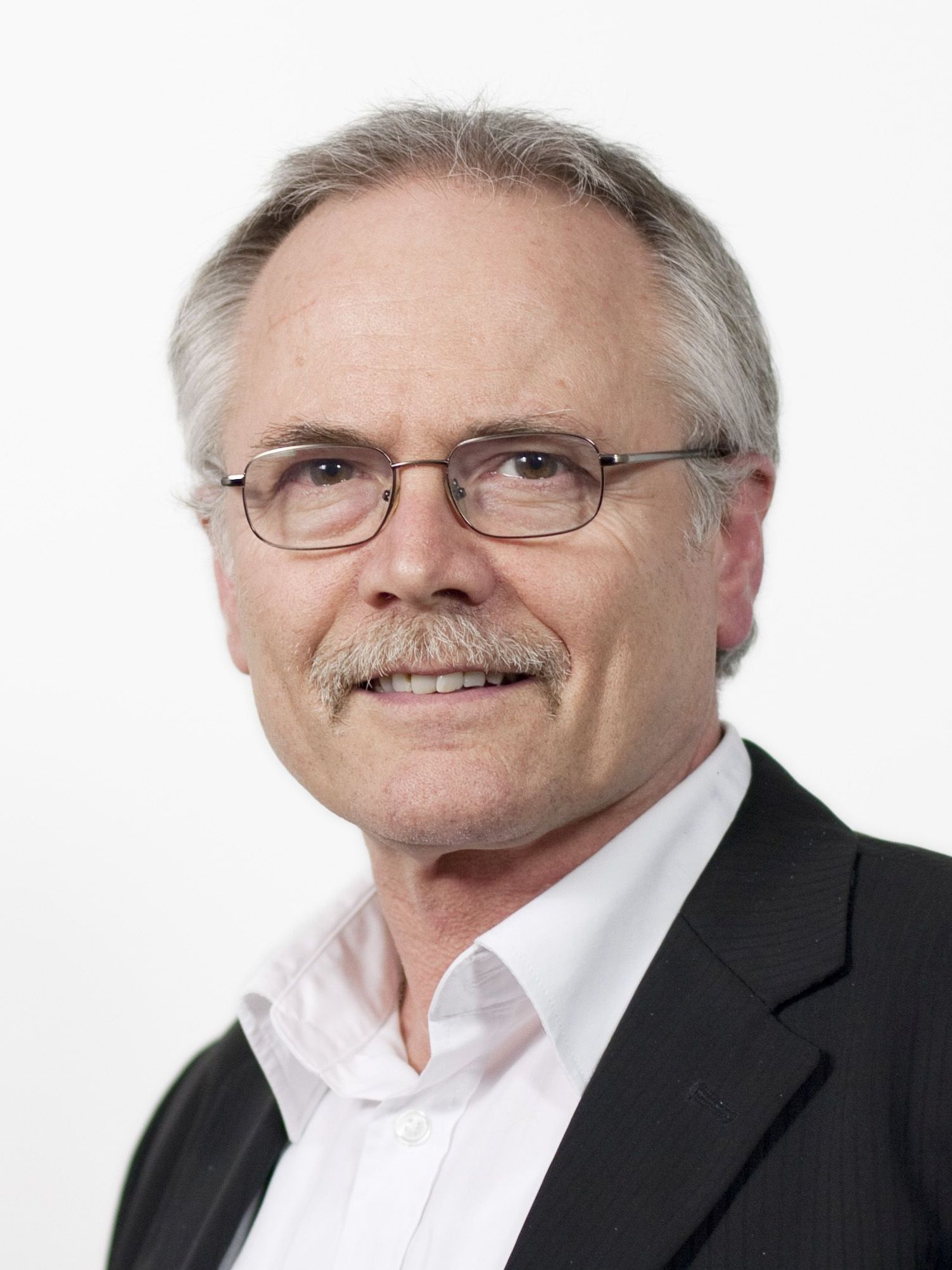
Ernst Günter Wenzler
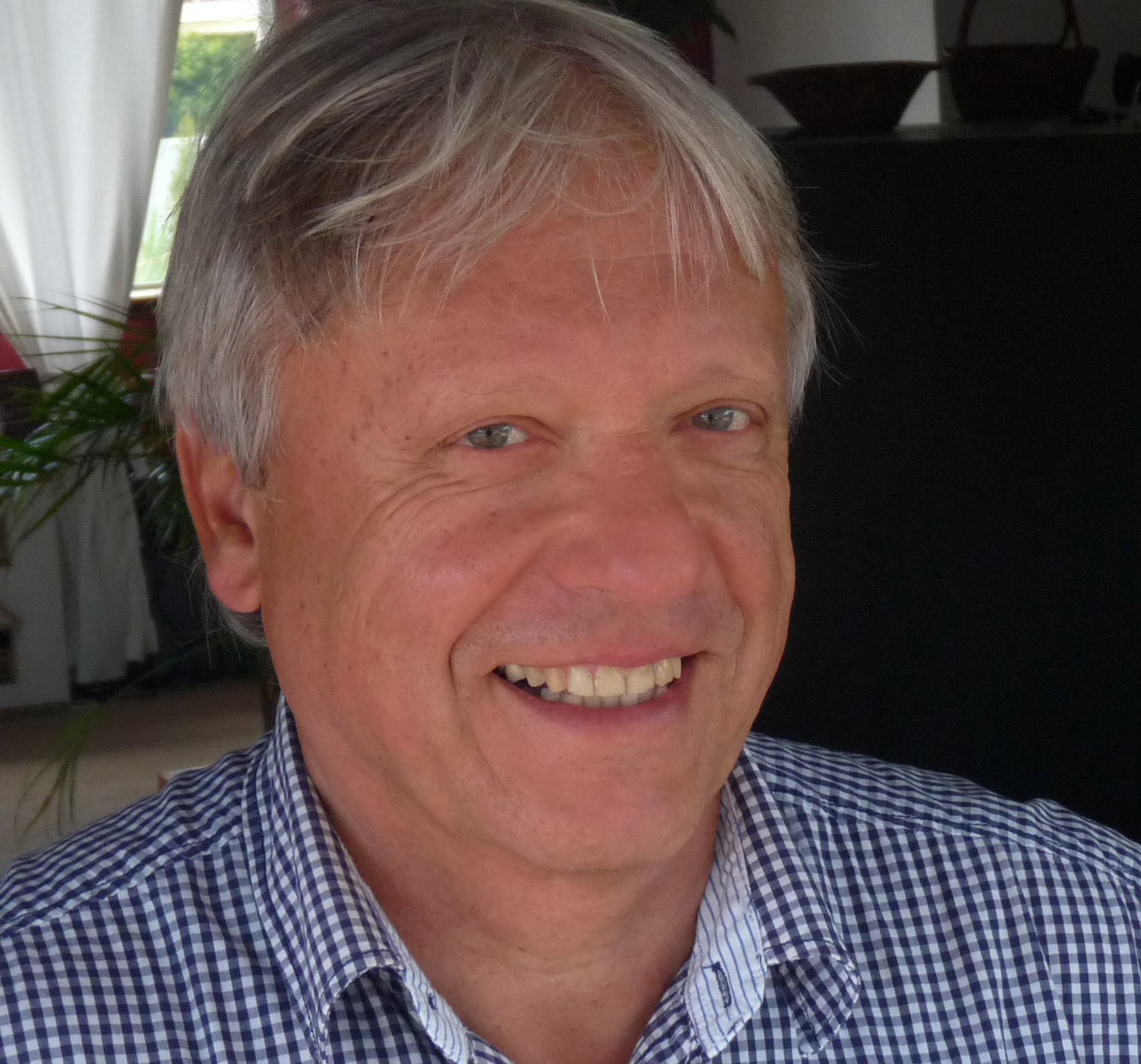
Hanspeter Wolfsberger

## Dokumentation
- 2007: Der Dokumentarfilm Der große Navigator begleitet den Missionar Jakob Walter bei seinen ersten Schritten als Missionar in Neubrandenburg.
- 2024: Das Theaterstück Ein Funke fliegt in die Welt – Heinrich Coerper und die Anfänge der Liebenzeller Mission anlässlich des 125-jährigen Bestehens der Liebenzeller Mission wurde vom Missionswerk gemeinsam mit dem Freien Theater Bad Liebenzell erarbeitet. Der Gründer des Missionswerks wurde von Bernd Brandl gespielt, einem der wichtigsten Coerper-Experten, der zeitgleich eine umfangreiche Biografie des einflussreichen Missionspioniers veröffentlichte.[47]